# Culte de Mithra
Le culte de Mithra ou mithraïsme est un culte à mystères dédié à Mithra, divinité originaire du monde iranien. Ce culte, apparu au cours du IIe siècle av. J.-C. en Perse, s'est épanoui jusque dans l'Empire romain à la fin du IVe siècle.  
L'introduction du culte dans l'Empire romain s'est produite dans des conditions mal connues ; mais probablement depuis l'Anatolie où le dieu est vénéré dans plusieurs régions à l'époque hellénistique. Les premières traces de son culte à Rome et dans sa région datent de la fin du Ier siècle, puis il se diffuse dans plusieurs autres provinces de l'Empire durant le demi-siècle suivant. En plus de Rome et du reste de l'Italie, il est bien implanté dans les provinces situées le long du Rhin et du Danube, également dans les provinces gauloises et en Bretagne, en revanche sa présence est plus sporadique dans l'Orient romain.
Le culte romain de Mithra est différent des cultes voués au même dieu dans le monde iranien, et à l'heure actuelle la majorité des spécialistes en déduit qu'il n'est pas importé tel quel dans l'Empire romain mais qu'il fait l'objet d'une création, par le biais d'un « bricolage » amalgamant éléments mythologiques et rituels perses, grecs et surtout romains. Ce culte prend la forme d'un culte à mystères, de type initiatique. Sa transmission est orale selon un rituel transmis d'initié à initié et non sur des écritures sacrées. Ceci explique que faute de documentation écrite, l'étude du culte de Mithra repose principalement sur l'analyse et l'interprétation de l'iconographie qui décore les lieux de culte, avec l'appui des inscriptions et autres objets qui y ont été mis au jour.
Le culte est de nature privée, reposant sur une myriade de petites communautés d'adeptes. Une mythologie ayant pour protagoniste le dieu Mithra a été élaborée, dans laquelle le dieu devient le sauveur et le régénérateur du monde, en particulier par la mise à mort d'un taureau (tauroctonie), dont le corps permet le renouveau de la nature. Au sein de communautés fermées, les adeptes, qui sont exclusivement des hommes, sont organisés en plusieurs grades en fonction de leur rôle, le plus important étant celui de « Père », Pater, chef des communautés et celui qui dirige les rites. Ils sont surtout issus de groupe de civils pratiquant des activités marchandes ou artisanales, de membres de l'administration, également des rangs de l'armée. Ils reçoivent une initiation et des banquets collectifs commémorant la gloire de Mithra, dans des sanctuaires spécifiques, les mithréums, lesquels reprennent l'aspect de la grotte où le dieu met à mort le taureau. Un art spécifique se développe pour décorer ces lieux, marqué par des représentations de la tauroctonie et des autres moments de la geste du dieu ; ainsi que des images d'autres divinités et personnages associés à Mithra, notamment ceux qui sont liés aux astres (le Soleil, la Lune, le Zodiaque).
Le culte de Mithra est certes très diffusé dans l'Empire, mais il ne jouit sans doute jamais d'une réelle popularité en raison de son caractère mystérieux.  Bien des communautés semblent avoir une existence éphémère, et des moyens financiers modestes. Il n'a de ce fait pas été un rival menaçant la croissance du Christianisme naissant comme cela a pu être supposé par le passé. Le culte mithriaque semble décliner durant la crise du IIIe siècle, mais il survit jusqu'au début du Ve siècle. La christianisation de l'Empire et la fin des cultes païens entraînent probablement sa disparition.

## Sources
L'étude du culte de Mithra s'est appuyée pendant longtemps sur des textes littéraires antiques. Ceux-ci n'ont pas été produits par des adeptes de ce culte, mais surtout par des philosophes (Plutarque, Porphyre de Tyr) et des chrétiens (Justin de Naplouse, Tertullien, saint Jérôme, etc.). Le philosophe néoplatonicien Porphyre (v. 234-310) est le plus prolixe. Il s'appuie en partie sur les écrits d'autres auteurs qui ont enquêté sur le sujet, Pallas et Euboulos, qui ont été perdus depuis l'Antiquité. La pertinence de ces différentes sources a été discutée par les historiens modernes, notamment en les confrontant aux informations livrées par les fouilles archéologiques. Les propos des auteurs chrétiens sont en particulier pris avec prudence, car ils écrivent sur le culte de Mithra dans une optique polémique, et n'en ont pas une connaissance directe.
Les sources épigraphiques sont une source importante, réunie à l'époque moderne. Ce corpus comprend désormais plus d'un millier d'inscriptions. Les textes sont pour la plupart des dédicaces très courtes, qui fournissent les noms d'environ 1 100 adeptes, avec le nom du dieu auquel une offrande est faite. Les inscriptions honorifiques sont rares et il n'y a pas de textes liturgiques.
Les objets voués par les adeptes de Mithra, portant pour beaucoup des inscriptions, forment un corpus documentaire abondant. Ils comprennent notamment 700 reliefs et rondes-bosses représentant la tauroctonie, épisode central du mythe de Mithra. Environ 130 lieux de culte mithriaques (les « mithréums ») ont été fouillés, et de nouveaux sont régulièrement découverts, enrichissant le corpus documentaire par des inscriptions et des images, aussi des restes d'animaux et de denrées alimentaires, ce qui permet aux historiens de proposer une image plus étoffée du culte de Mithra, de moins se reposer sur les textes littéraires et de moins se focaliser sur les aspects théologiques de la question et mystériques. Les sanctuaires mithriaques ayant parfois été remblayés, leur contenu a pu être bien préservé. Des reliefs peints ont subsisté par endroits.

## Historiographie

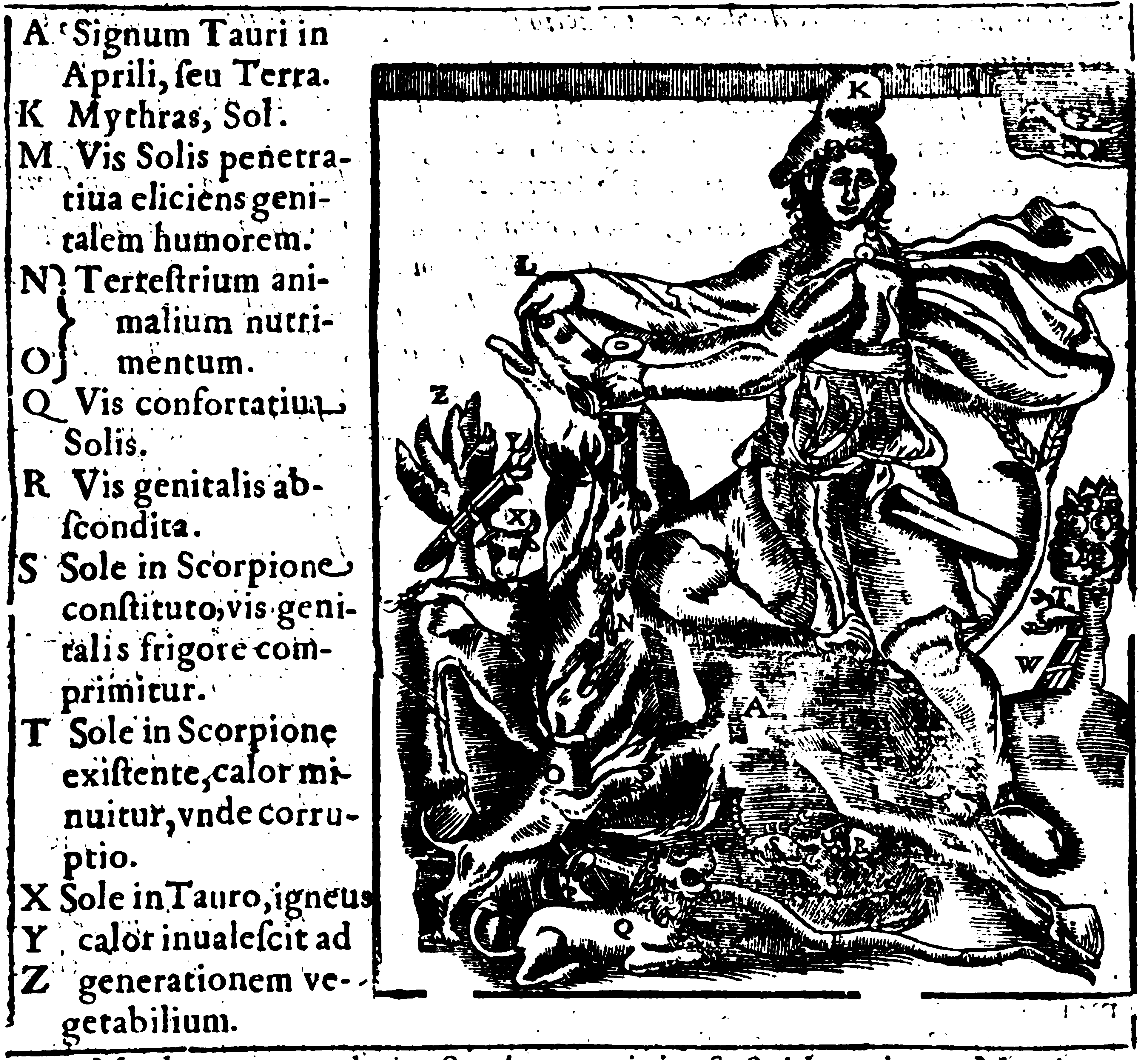
Représentation de la tauroctonie dans Athanasius Kircher, Oedipus Aegyptiacus, 1652.

Les études sur le culte de Mithra ont connu un développement dans l'Italie de la Renaissance, à la suite de la découverte de monuments mithriaques, par exemple un relief de la tauroctonie repéré dès 1425 sous le Capitole de Rome, à l'emplacement d'un ancien mithréum, qui influence des artistes italiens, intègre la collection Borghèse avant d'être acheté par l'empereur Napoléon en 1807 et exposé au musée du Louvre. Giovanni Battista Giraldi (1504-1574) avait compilé les sources anciennes sur le culte de Mithra, et son travail sert de base aux érudits qui se penchent sur la question durant les siècles suivants. Les interprétations données au culte de Mithra sont alors surtout de type allégorique. Mithra est alors conçu comme une divinité agricole, ou bien solaire, qui fait renaître le monde lorsque le soleil entre dans le signe du Taureau, objet d'un culte secret, à mystères, regroupant des adeptes qui passent des rites initiatiques exigeants.
Le début du XIXe siècle est marqué par la publication de catalogues étudiant les monuments mithriaques connus, suscitant un nouvel intérêt pour le culte romain de Mithra. La fouille du mithréum de Neuenheim en Allemagne participe de ce mouvement, bientôt suivie par la découverte d'autres sanctuaires de Mithra dans plusieurs pays. La diffusion du culte impressionne, et en 1882 Ernest Renan écrit une célèbre formule le concernant (aujourd'hui contredite) : « si le christianisme eût été arrêté dans sa croissance par quelque maladie mortelle, le monde eût été mithriaste. »

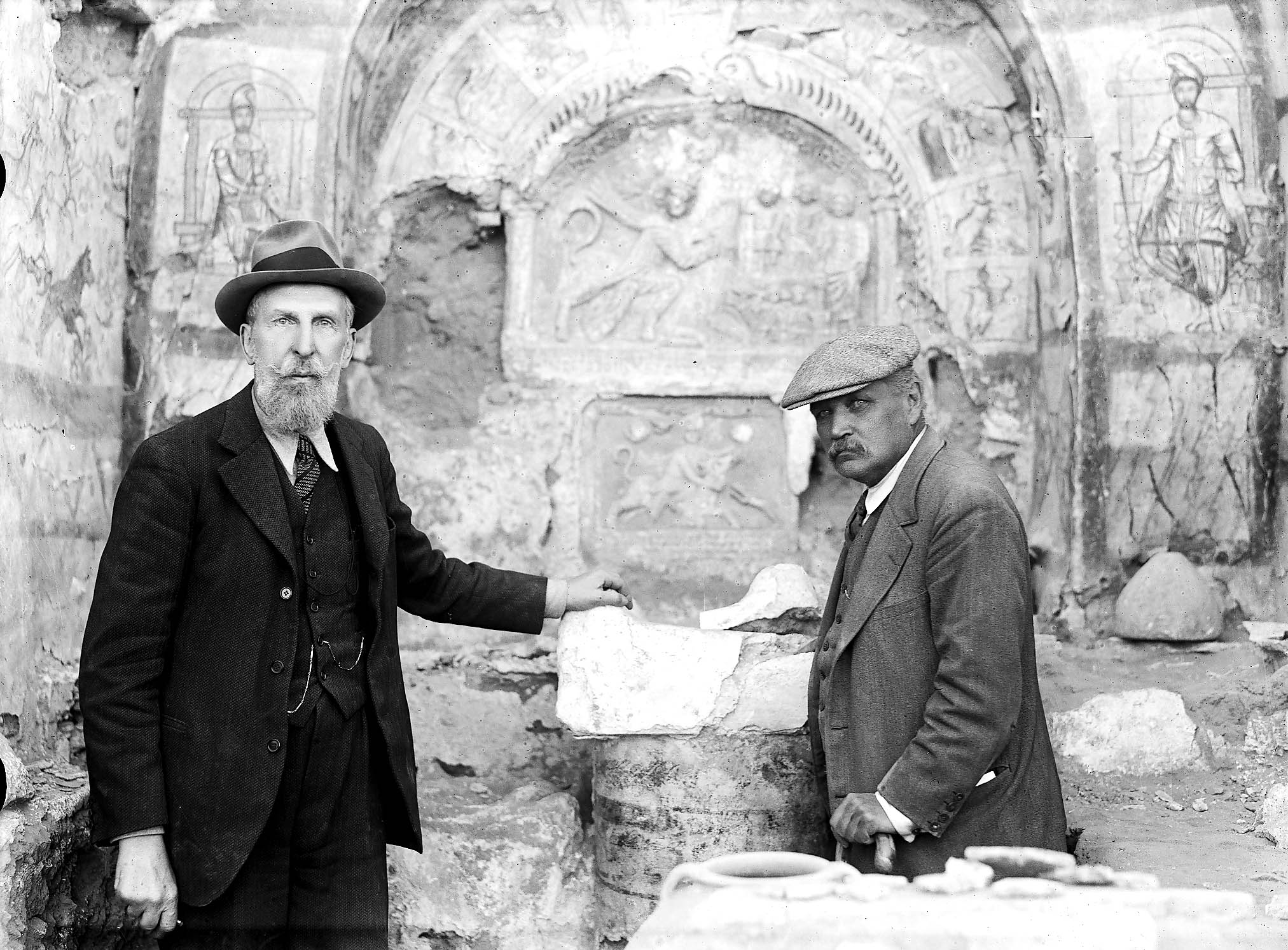
Franz Cumont (à gauche) dans les ruines du mithréum de Doura Europos (Syrie), accompagné de Michael Rostovtzeff.

C'est avec les travaux du savant belge Franz Cumont que les études sur le culte de Mithra prennent un tournant proprement scientifique. Il publie en deux volumes entre 1896 et 1899 les Travaux et monuments figurés relatifs aux mystères de Mithra, catalogue exhaustif des sources sur ce culte, qui a encore de nos jours un statut de référence. Puis il synthétise ses recherches dans Les Mystères de Mithra, dont la première édition date de 1900, qui connaît un grand succès. Il développe l'idée selon laquelle le culte romain de Mithra est d'origine iranienne, diffusé dans l'Empire romain où il connaît une grande popularité, notamment dans le milieu des soldats. Il devrait son succès au fait qu'il propose une religiosité plus personnelle, émotionnelle, revigorant la religion romaine traditionnelle, et annonçant le triomphe du christianisme.
Le XXe siècle est marqué par un enrichissement continu des sources sur le culte de Mithra. En 1956 et 1960 le Hollandais Maarten Jozef Vermaseren publie le Corpus Inscriptionum et Monumentorum Religionis Mithriacae (CIMRM) qui met à jour le corpus de Cumont, sans chercher à questionner son analyse. Il inclut de nombreux objets qui sont à écarter du corpus mithriaque.
À partir des années 1950, quelques travaux commencent à remettre en cause la vision de Cumont, restée dominante. L'origine iranienne de Mithra est remise en question par le Suédois Stig Wikander, puis le Français Ernest Will et l'Allemand Reinhold Merkelbach, qui attribuent plutôt une origine grecque au culte romain de Mithra. L'idée selon laquelle le culte de Mithra est une nouvelle religion gréco-romaine se développe dans les années 1970, et les théories d'une origine iranienne sont désormais marginalisées,.
Les études des dernières décennies du XXe siècle concernent également d'autres aspects du culte de Mithra qui occupent une place importante depuis les débuts et en particulier dans les travaux de Cumont : la place de l'astrologie dans le culte a été discutée par Richard Gordon et Roger Beck ; la prépondérance des militaires a été remise en question par Will puis Manfred Clauss et Gordon qui ont plus mis en avant le rôle des fonctionnaires et des marchands. Les découvertes archéologiques ont attiré l'attention sur les aspects hétérogènes du culte de Mithra. La documentation issue des fouilles prend une place prépondérante dans les synthèses récentes, qui intègrent de plus en plus les petites trouvailles et les restes d'offrandes. L'analyse des sanctuaires fait également évoluer les interprétations sur la fin du culte de Mithra. Les problématiques concernent aussi la place du culte de Mithra dans la religion romaine, en s'intéressant en particulier aux expériences et aux motivations des adeptes,.

## Le culte de Mithra dans la religion romaine

### L'introduction de Mithra dans le monde romain

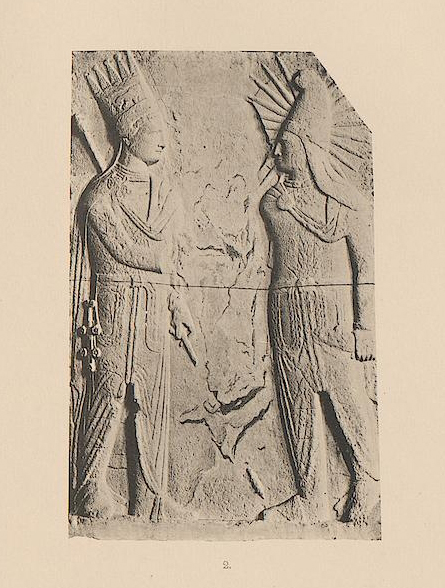
La poignée de main entre Antiochos Ier de Commagène et Mithra, photographie d'un bas-relief de Nemrut Dağı (dans Carl Humann et Otto Puchstein, Reisen in Kleinasien und Nordsyrien, 1890).

Le dieu Mithra est originaire des cultures indo-iraniennes de l'âge du Bronze, qui sont à l'origine des cultures de langue indo-européenne du monde indien et du monde iranien. Cette divinité solaire est chargée de parcourir et surveiller le monde quand le jour est levé. Il s'agit aussi d'un dieu des contrats (c'est le sens de son nom), des alliances, de l'amitié, et avec le temps dans le monde iranien il prend souvent la fonction d'un dieu garant de la souveraineté,.
Dans l'Empire perse achéménide (v. 559-330 av. J.-C.), le culte de Mithra se diffuse vers l'ouest par l'influence perse, en particulier en Anatolie. Durant l'époque hellénistique (v. 323-30 av. J.-C.) qui succède à la chute de l'Empire perse, le culte du dieu Mithra s'est implanté localement dans plusieurs régions d'Anatolie où il est attesté de façon éparse : dans des inscriptions en Cappadoce et en Lycie, dans des inscriptions et représentations en Commagène, sur le site de Nemrut Dağı érigé sous Antiochos Ier de Commagène (69-34 av. J.-C.). Il semble également important dans le royaume d'Arménie, plus proche des influences iraniennes (à l'époque, surtout celle de l'Empire parthe, où Mithra a une position importante),.
Les plus anciennes attestations du culte de Mithra dans l'Empire romain datent de la fin du Ier et du début du IIe siècle, période pour laquelle sont attestés les plus anciens sanctuaires de Mithra (mithréum), à Rome, en Germanie (Heddernheim), en Pannonie (Carnuntum), en Mésie (Novae), des inscriptions votives ainsi qu'une tauroctonie. La plus ancienne attestation du culte de Mithra dans la littérature latine est due au poète Stace, autour de 90.

### La constitution du culte
Les opinions des historiens sur les modalités de l'apparition du culte de Mithra dans le monde romain ont fait l'objet d'importantes évolutions. Franz Cumont avait repris et développé une idée plus ancienne selon laquelle ce culte aurait été importé tel quel depuis les pays iraniens de religion mazdéenne vers l'Empire romain. Cette vision a été remise en question depuis la seconde moitié du XXe siècle : le culte de Mithra tel qu'il est connu dans l'Empire romain ne présente que très peu de similitudes claires avec ce qu'on sait du culte de la divinité de même nom dans les pays iraniens. L'origine orientale du dieu est constamment rappelée dans son culte romain aux époques suivantes, par le biais d'éléments exotiques (les vêtements et le bonnet phrygien portés par le dieu dans les représentations romaines, la présence du mot persan nama dans des inscriptions mithriaques, par exemple), mais cela reste limité et peut aussi résulter de l'ajout de nouveaux éléments renforçant les aspects iranisants du dieu et de son culte, bien après son introduction dans le monde romain. Ainsi dans l'art l'image de Mithra ainsi que celle de ses acolytes Cautès et Cautopatès renvoient à une iconographie orientale, mais le sacrifice, les animaux représentés, la présence de symboles et de divinités gréco-romaines (notamment Sol et Luna), les emprunts à des modèles classiques (gestes d'Héraclès et de Thésée, représentations d'athlètes) permettent de l'ancrer dans un répertoire dont ses adeptes sont familiers.
Selon l'opinion qui prévaut actuellement, le culte de Mithra a fait l'objet d'un processus de création ou de ré-invention dans l'Empire romain, certes autour d'une divinité venue d'Iran. Dans un scénario possible parmi d'autres, cela s'est peut-être produit à l'initiative de soldats et marchands romains qui se sont rendus en Commagène et en Arménie, où son culte était important,. À ce sujet, le concept de « bricolage » de Claude Lévi-Strauss a pu être invoqué. Selon P. Swennen et L. Bricault, le culte romain de Mithra est « une construction assimilable à un « bricolage », à une hybridation intégrant et combinant des éléments variés de diverses origines, parfois réinterprétés et qui ne sont d’ailleurs pas tous présents dans les premières manifestations du culte rendu au Mithra romain à la fin du Ier siècle apr. J.-C.. »

### Polythéisme romain et cultes orientaux ou à mystères
À la suite des travaux de Cumont, le culte romain de Mithra a longtemps été considéré comme une des « religions orientales » introduites dans l'Empire romain depuis les pays de l'Est, au même titre que les cultes d'Isis, de Cybèle, voire de Dionysos, qui s'opposent aux religions traditionnelles des cités du monde gréco-romain. Cette catégorie était souvent confondue avec celles des « religions à mystères », dans un ensemble censé annoncer le triomphe du christianisme romain par ses inclinations plus personnelles et la recherche d'un salut de l'âme. Les études de W. Burkert sur ces types de culte ont modifié la perception des choses. Ce sont en fait des phénomènes anciens, largement antérieurs à l'époque romaine impériale, qui font partie intégrante des religions grecque et romaine et ne cherchent pas à être à part. Il vaut donc mieux parler de « cultes » plutôt que de « religions » à mystères. C'est « une forme expérimentale de la religion, qui recherchait les divinités les plus efficaces et leur amitié », dans une approche intime, pour que l'adepte obtienne des bénéfices précis, un salut dans la vie comme dans la mort. Ces cultes coexistent avec les cultes civiques officiels, et ne s'opposent pas à eux-mêmes. Dans cet ensemble de cultes à mystères, celui de Mithra se singularise par le fait qu'il y est introduit plus tardivement, n'a jamais un statut public et officiel, mais reste exclusif et fermé, et que les rites initiatiques n'y occupent apparemment pas une place importante,.
Le culte de Mithra s'intègre dans le « marché » religieux de la Rome impériale, parmi les différents choix possibles au sein du système polythéiste qui vise, par le biais de divers moyens de communication avec le divin et d'hommages aux divinités, à obtenir les faveurs divines afin d'atteindre l'idéal de « paix avec les dieux » (pax deorum), situation la plus favorable pour les communautés humaines. Selon C. Bonnet, « choisir Mithra, pour lui demander santé, réussite, protection, ce n’est en aucun cas tourner le dos aux autres dieux, fussent-ils ancestraux ou importés ; c’est simplement opter hic et nunc pour une puissance divine dont les compétences sont reconnues dans tel ou tel domaine ; c’est aussi privilégier un culte donnant accès à des expériences particulières : rites d’initiation, fraternité cultuelle, émotions partagées… » Dans ce système, le culte de Mithra propose en particulier une vision cohérente du cosmos, autour de la geste de son dieu, qui en fait une divinité globale plus que topique (liée à un lieu).

### La diffusion du culte de Mithra dans l'Empire

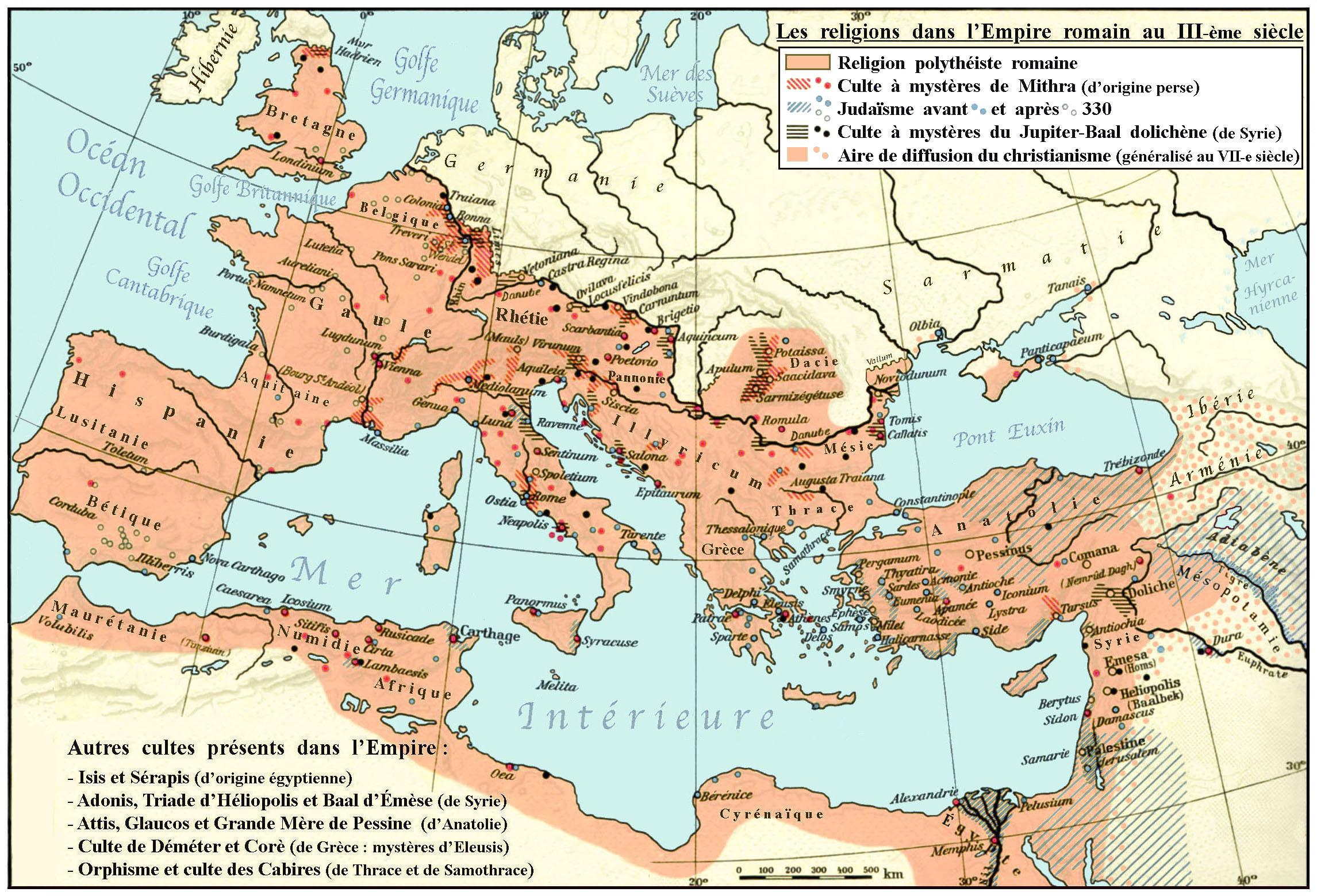
La diversité religieuse dans l'Empire romain durant l'antiquité tardive, avec le culte de Mithra et ses mithræa en rouge.

Depuis son apparition dans les dernières décennies du Ier jusqu'au milieu du IIe siècle, le culte de Mithra connaît un essor géographique important, et il atteint dès cette période son aire de diffusion maximale, même si de nouveaux lieux de cultes sont créés jusqu'à la fin du IVe siècle au moins. En tout, 490 lieux de culte ont été identifiés (qui n'ont pas tous fonctionné en même temps, beaucoup cessant de fonctionner sur la période). Le foyer à partir duquel se diffuse le culte semble être l'Italie. En tout cas, c'est à Rome et à Ostie qu'ont été mis au jour le plus grand nombre de sanctuaires de Mithra,.
Mais le culte se diffuse aussi dans les provinces, la circulation des hommes et des idées à l'échelle de l'Empire permettant une expansion assez rapide. Elle repose sans doute sur des groupes de personnes dont le mode de vie implique une grande mobilité, tels que les marchands, les soldats, ou encore le personnel des douanes. Les mithréums semblent en tout cas plus implantés dans les zones frontalières où se retrouvent des personnes venues d'Italie, notamment le long du Rhin et du Danube, aussi dans le nord de l'Angleterre (la Bretagne romaine), où se retrouvent en grand nombre les légionnaires recrutés en Italie et des employés des douanes. En revanche le culte de Mithra est moins présent dans la péninsule Ibérique, en Afrique du Nord et dans l’Orient grec, où les personnes venues d'Italie sont moins nombreuses. Les IIIe et IVe siècles semblent voir le culte de Mithra s'implanter plus profondément à l'intérieur des provinces gauloises et germaniques, et des noms indigènes apparaissent dans les inscriptions de ces régions, par exemple à Angers, Theux, Trèves, Gimmeldingen.
Le culte de Mithra a donc connu une grande diffusion géographique, mais il ne faut pas exagérer son importance et en faire un culte populaire, encore moins un rival du christianisme naissant. Il est resté l'apanage de petits groupes attestés surtout dans quelques régions de l'Empire.

## Mythologie

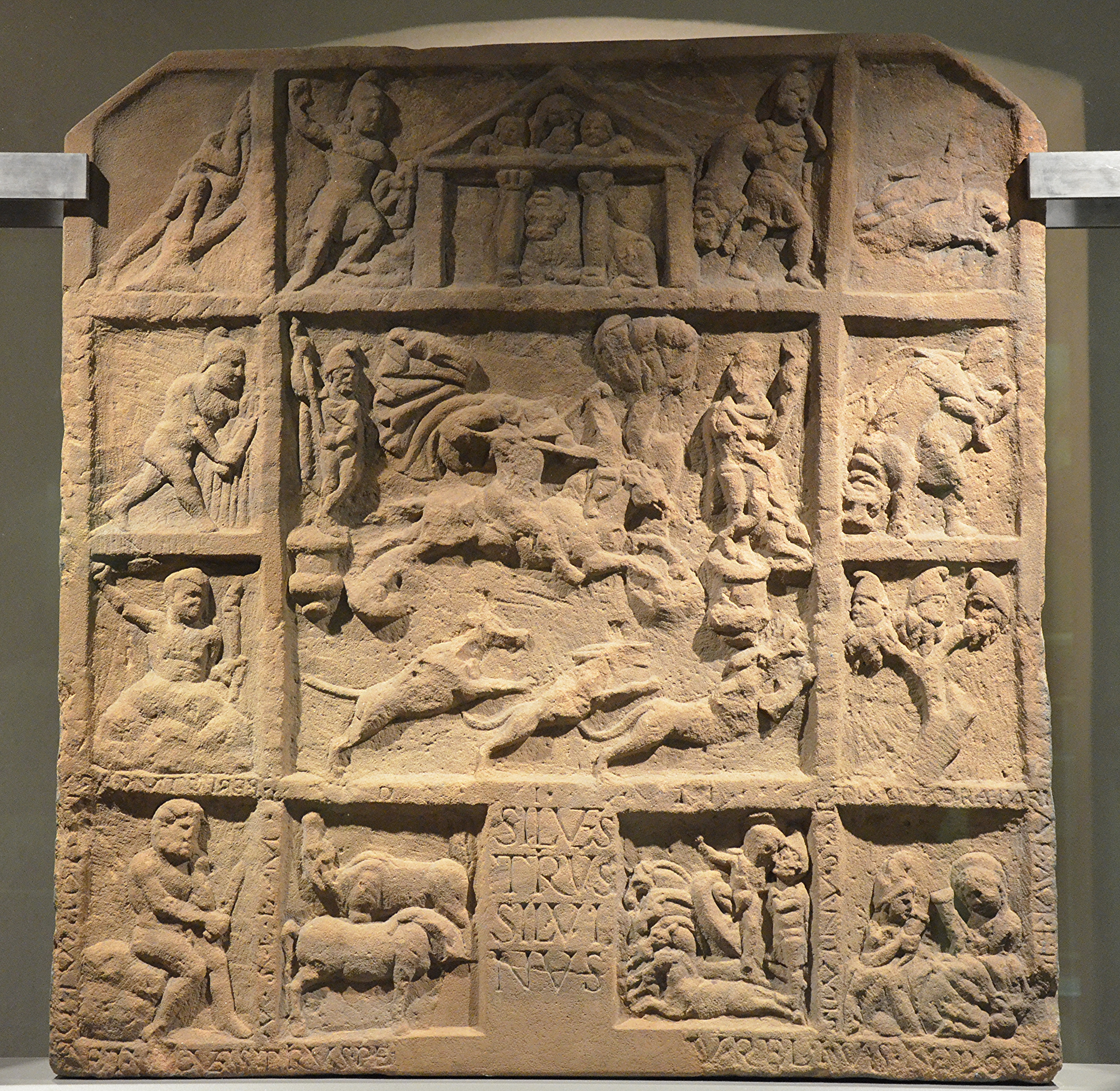
Relief historié représentant plusieurs épisodes de la geste de Mithra, dont une scène de chasse à cheval au centre. Mithréum de Dieburg, v. 200. Museum Schloss Fechenbach.

Le culte de Mithra est accompagné par un cycle mythologique spécifique ayant pour protagoniste le dieu Mithra, qui n'a pas d'équivalent identifié dans le monde iranien même si des motifs pourraient avoir une origine iranienne (le rôle du sacrifice en tant que garant de l'ordre cosmique, l'association de Mithra à la fertilité et aux sources, la présence d'une paire d'acolytes auprès du dieu). Ce mythe n'est pas connu par des textes, mais par les nombreuses images retrouvées dans les sanctuaires mithraïques, parmi lesquelles ont été identifiées 49 scènes différentes, la plus récurrente étant la tauroctonie. Elles ne sont pas toutes présentes dans un même endroit, aucune trouvaille ne permettant de reconstituer avec assurance la séquence des épisodes du mythe. Les historiens ont donc tenté de retrouver ses grandes lignes à partir de ces images. Ce récit semble s'articuler autour d'un noyau narratif auquel peuvent être ajoutés d'autres épisodes selon les cas, puisqu'il est possible que ce mythe n'ait pas été raconté exactement de la même manière dans les différentes communautés,. Ces images « racontent une histoire chronologique du monde, avec ses péripéties et ses temps de pause, en une succession de séquences qui voient diverses puissances assumer la responsabilité suprême », en dernier lieu Mithra.

### L'ordre cosmique perturbé
Plusieurs images, notamment des peintures des mithréums de Doura Europos et d'Osterburken, inscrivent le récit dans un cadre mythologique traditionnel, dérivant de la Théogonie d'Hésiode et des successions et conflits entre générations de dieux. La première génération est dominée par Saturne, le fils du Ciel et de la Terre, puis son fils Jupiter le renverse en terrassant les Géants et prend le pouvoir parmi les dieux. L'ordre cosmique est alors stable, jusqu'à un cataclysme, qui semble causé par l'intervention de Phaéton, fils de Sol. Selon le mythe le concernant, il emprunte le char solaire de son père, mais en perd le contrôle, et embrase le monde, perturbe le cours des astres. L'ordre cosmique est rompu,. Ce prologue ancre donc Mithra dans l'histoire divine gréco-romaine, lui donnant un rôle de sauveur à un moment donné, sans chercher à y évincer ou remplacer Jupiter. Les dieux olympiens, et en premier lieu leur chef, restent ensuite des observateurs attentifs de la geste de Mithra.

### La naissance de Mithra et le début du renouveau
La seconde séquence du mythe fait apparaître le héros destiné à sauver le monde, Mithra. Un récit majeur le concernant est sa naissance, représentée à des nombreuses reprises et également évoquée par des écrivains chrétiens. Mithra naît de la pierre : il est « pétrogène ». Il a déjà l'aspect d'un jeune homme, porte son bonnet phrygien, une torche et un glaive, annonçant son œuvre salvatrice. Un premier acte le voit décocher une flèche sur un rocher, faisant jaillir une source qui met fin à la sécheresse. Des animaux viennent s'y abreuver, ainsi que les jumeaux Cautès et Cautopatès, qui deviennent les acolytes de Mithra. Le renouveau de la nature a commencé, mais il est incomplet,.

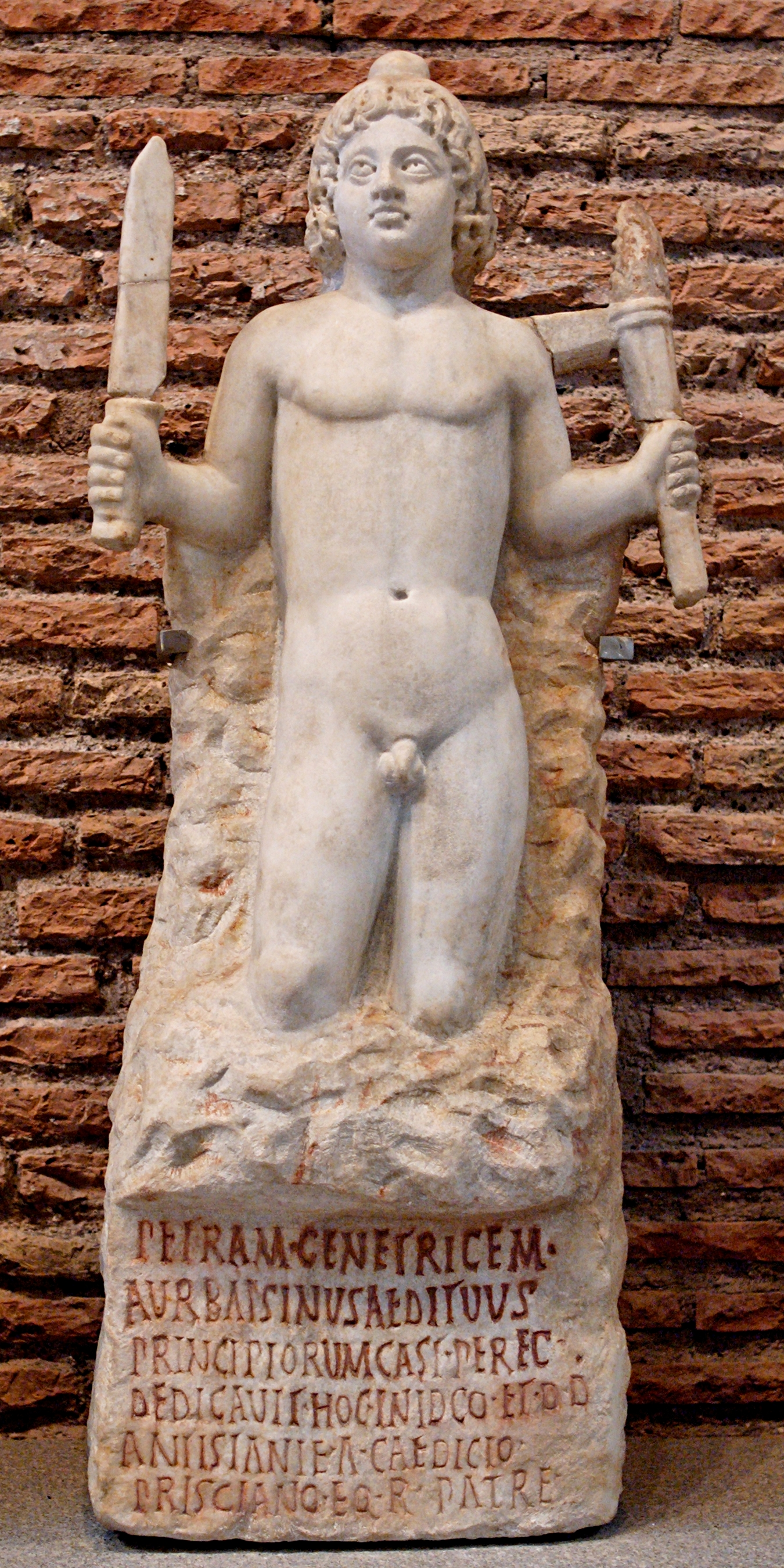
Sculpture de la naissance de Mithra, généré par la pierre. Vers 186, Musée des Thermes de Dioclétien.
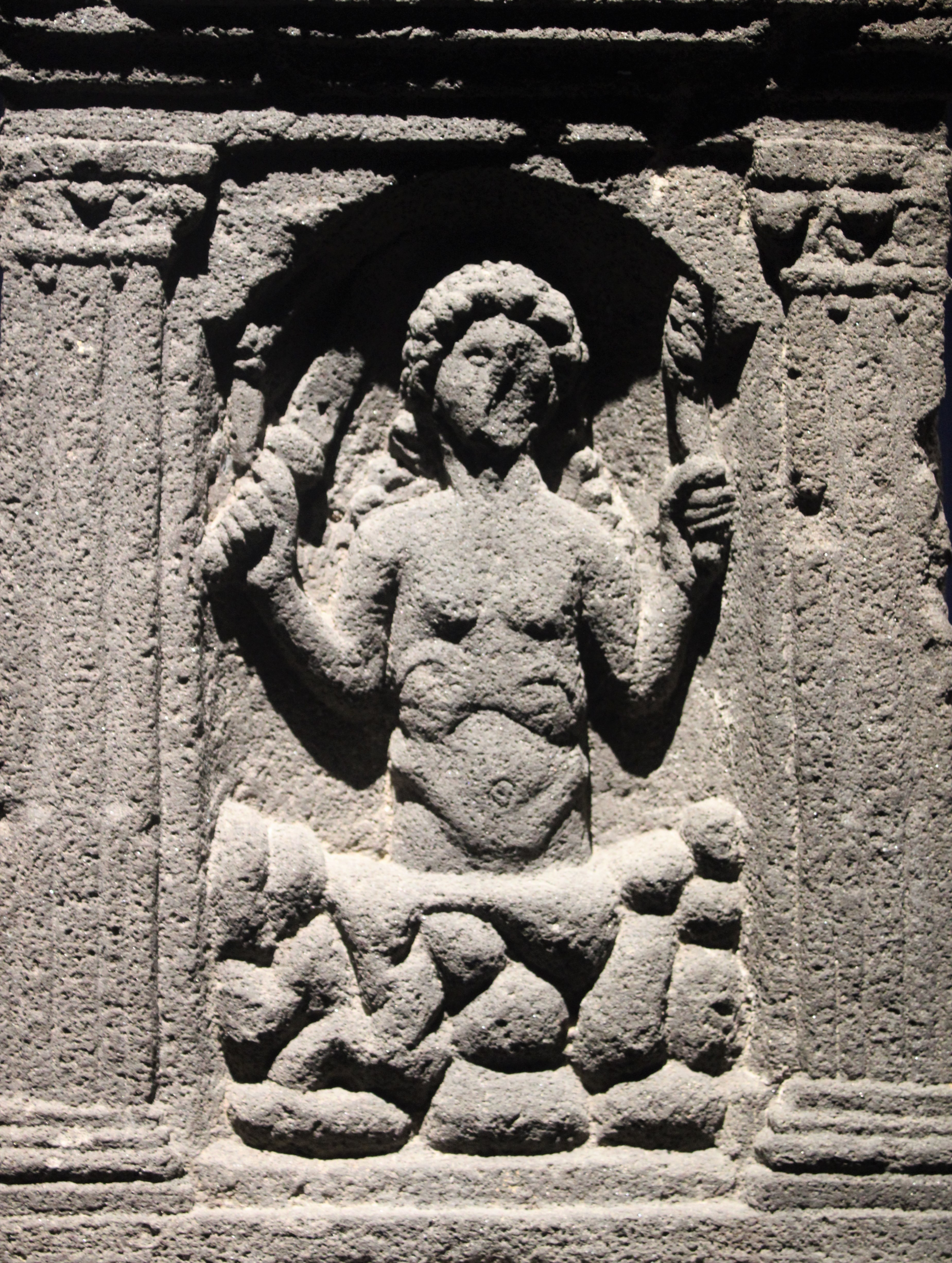
Autel votif représentant la naissance de Mithra. Fin IIe - début IIIe siècle. Nida, musée archéologique de Francfort.
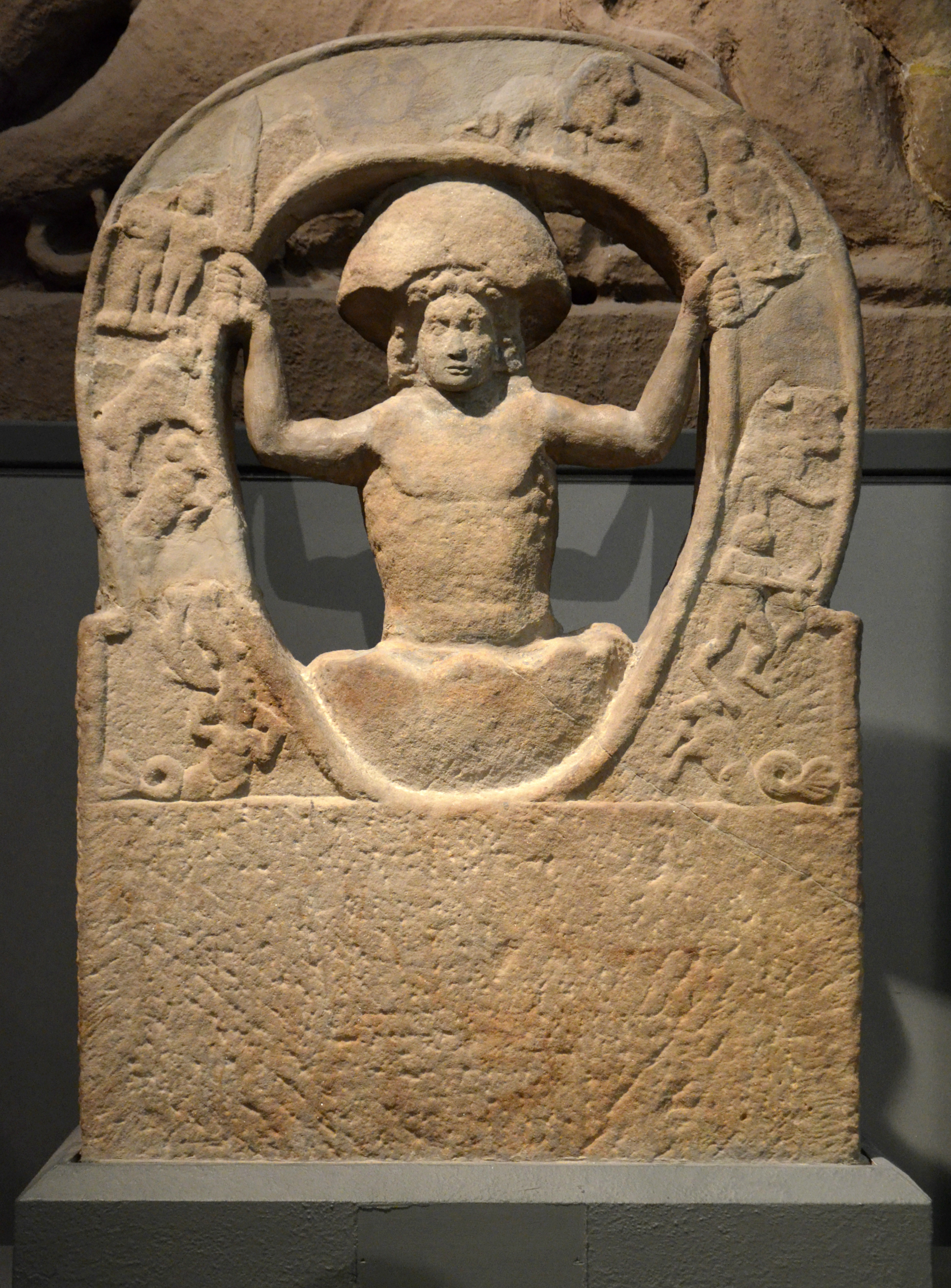
Relief représentant la naissance de Mithra. Housesteads (Angleterre). Great North Museum: Hancock.
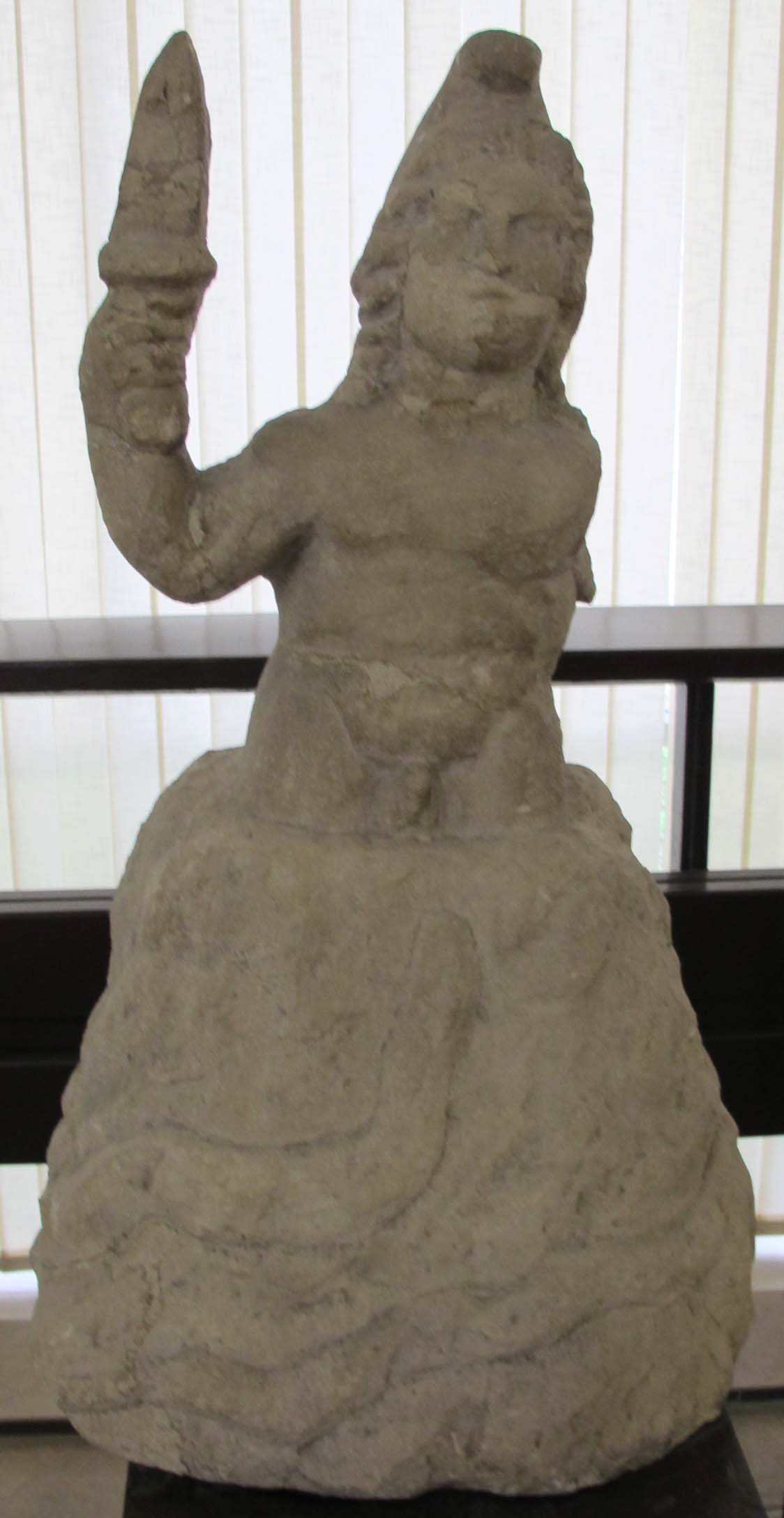
Statue de la naissance de Mithra. IIe - début IIIe siècle. Apulum (Dacie), Musée national d'histoire de Roumanie.

### La mise à mort du Taureau

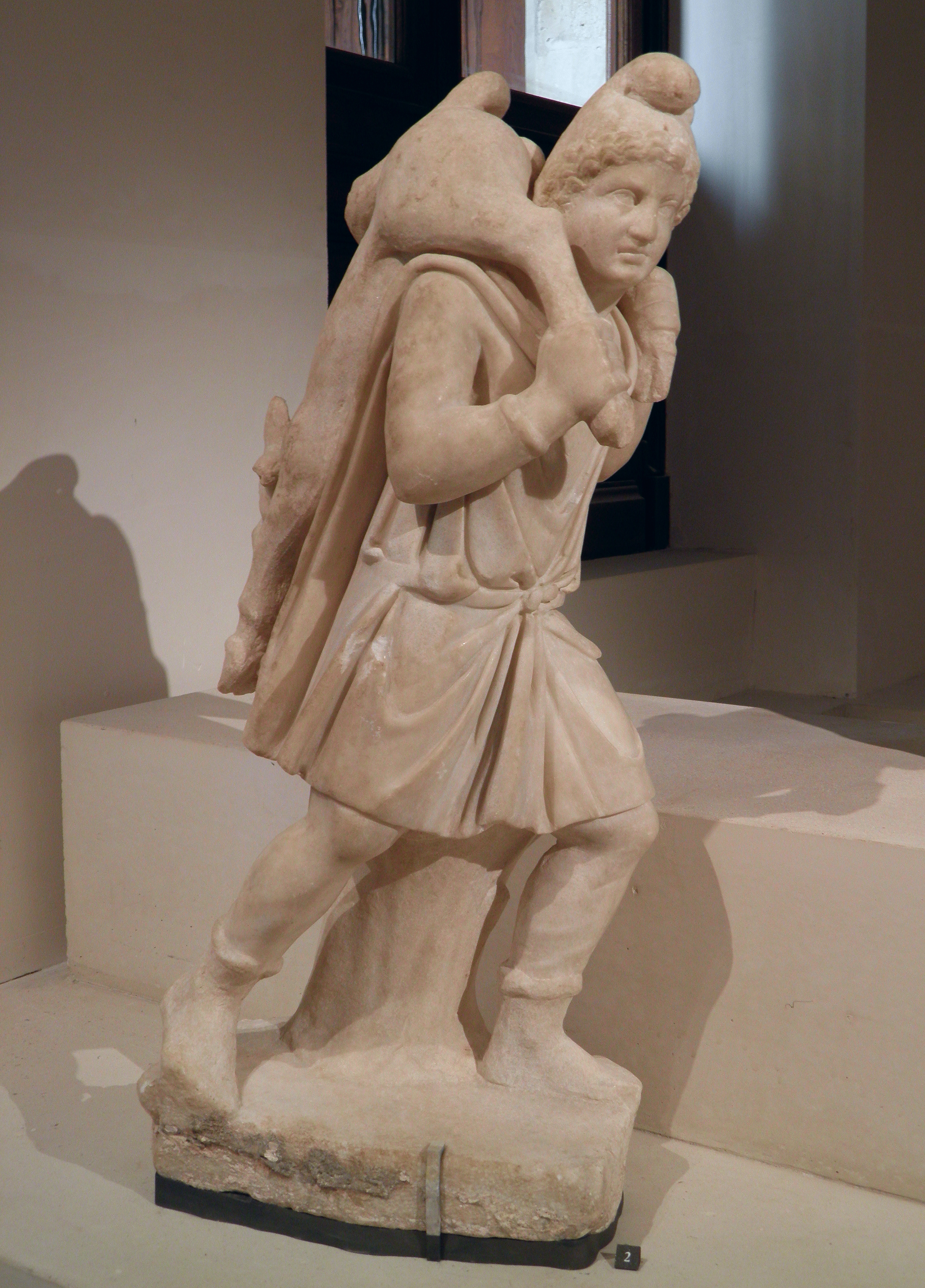
Mithra transportant le Taureau, avant sa mise à mort. Mithréum de Sidon, 389. Musée du Louvre.

C'est à ce moment qu'intervient l'épisode le plus représenté dans les images mithriaques : la mise à mort du taureau, ou tauroctonie,. Le Taureau est un être fabuleux qui porte en lui les forces nécessaires à la régénération finale du cosmos. Mithra doit donc l'abattre pour récupérer sa puissance et la transmettre à la nature. Le dieu part à la recherche de l'animal, il le repère alors qu'il paît dans les montagnes, le fait sortir de son refuge en y mettant le feu, puis le poursuit avant de parvenir à la capturer, sans doute après plusieurs tentatives infructueuses. Mithra porte ensuite le Taureau vaincu mais encore vivant sur ses épaules, et il le transporte dans une grotte. Un corbeau mandaté par les dieux olympiens lui transmet alors l'ordre de le mettre à mort. À l'aide de son glaive, Mithra accomplit le sacrifice régénérateur. Les scènes de tauroctonie représentent le renouveau de la nature par différents éléments : le blé surgit au niveau de la queue du Taureau ; un chien et un serpent s'abreuvent du sang qui jaillit du Taureau au niveau où Mithra l'a frappé, ce fluide contenant une partie de la puissance de l'animal ; un scorpion mord les testicules du Taureau, récupérant son sperme, autre élément de sa force vitale ; les astres reprennent leur cours normal,.

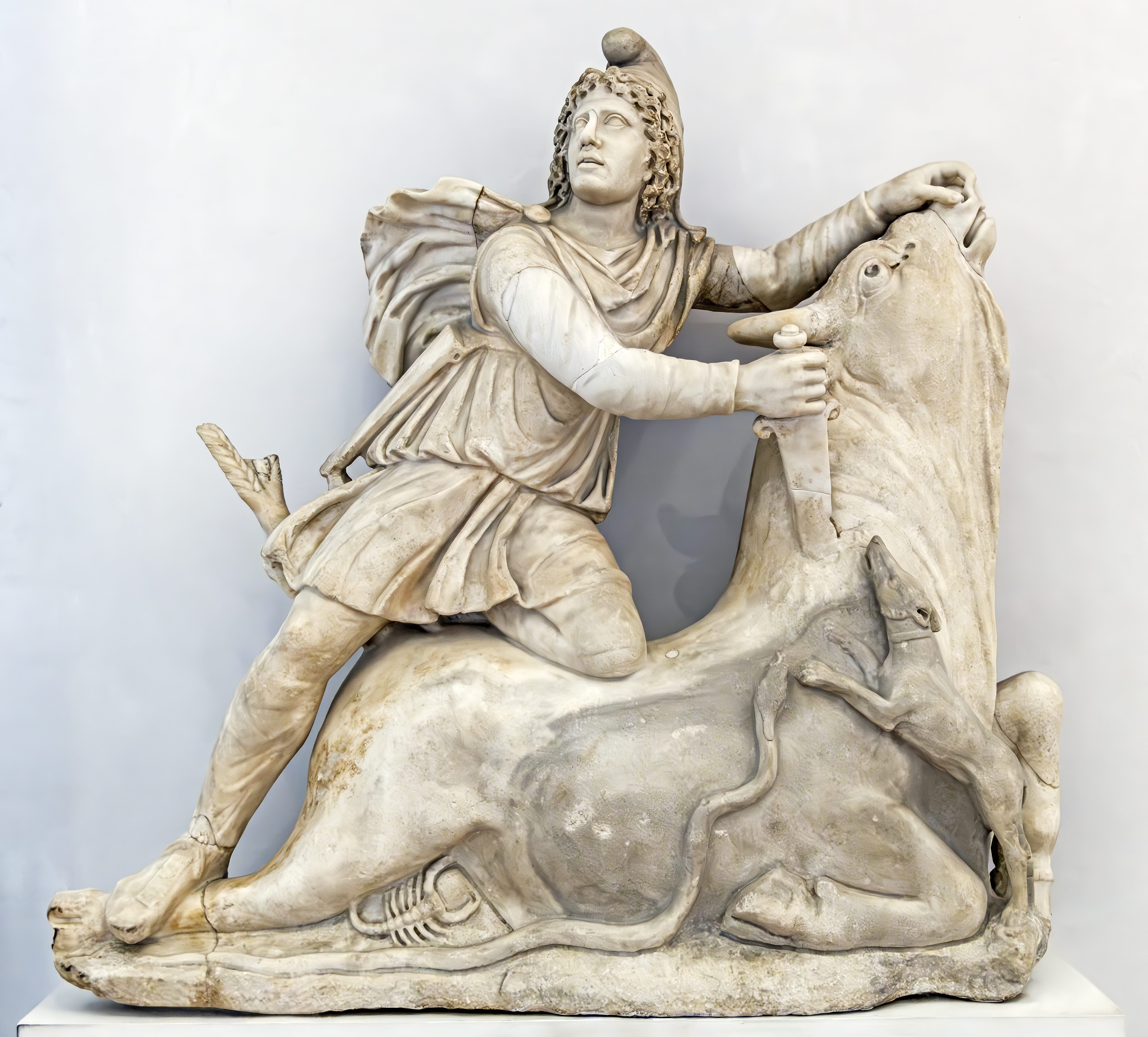
Statue en marbre, IIe siècle, Musée archéologique national de Venise.
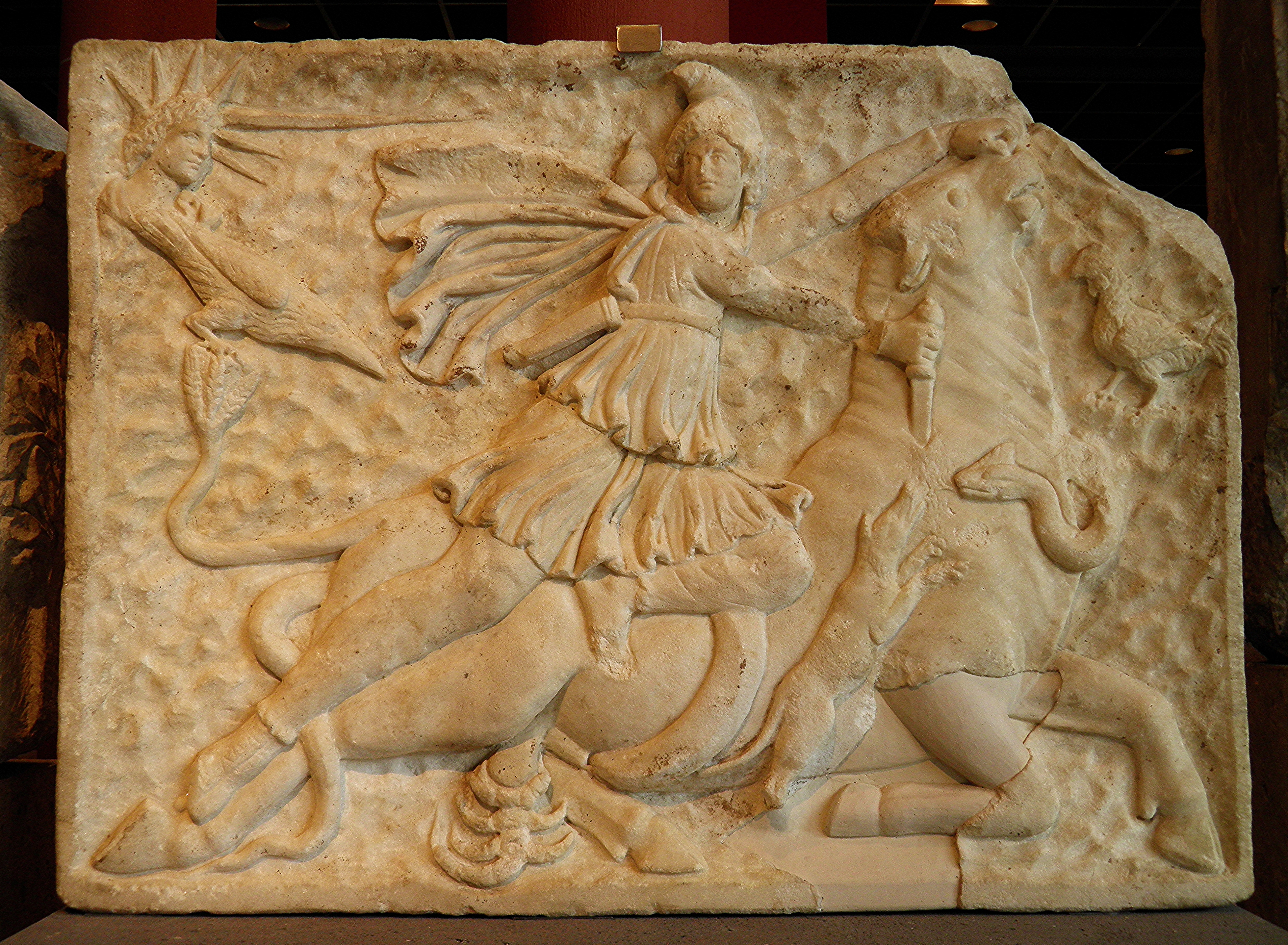
Bas-relief de la tauroctonie. Musée romain-germanique de Cologne.
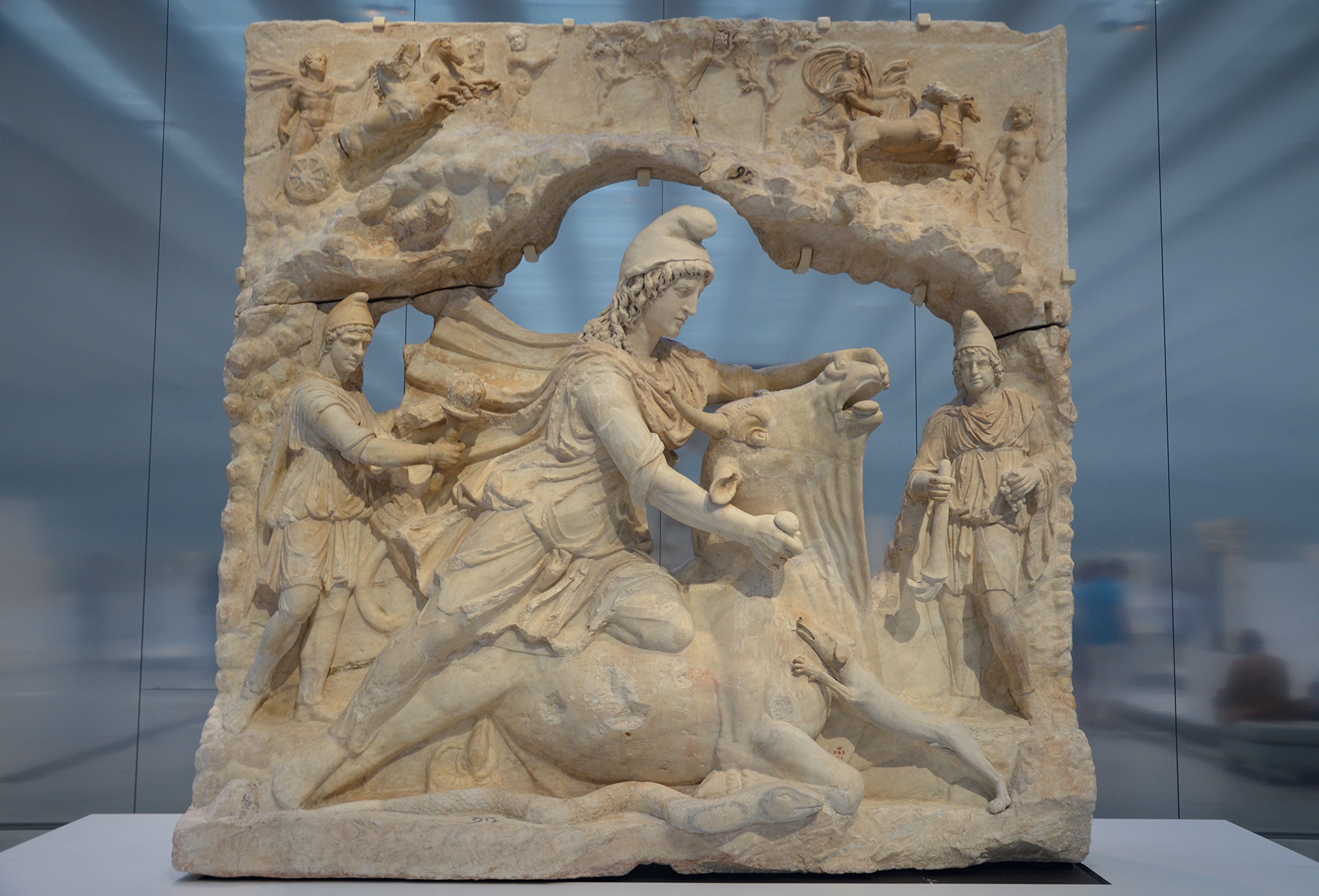
Relief de la tauroctonie, (100-200 apr. J.-C.), collection Borghèse, achat par le Louvre en 1807 exposé dans la Galerie du Temps au Louvre-Lens.
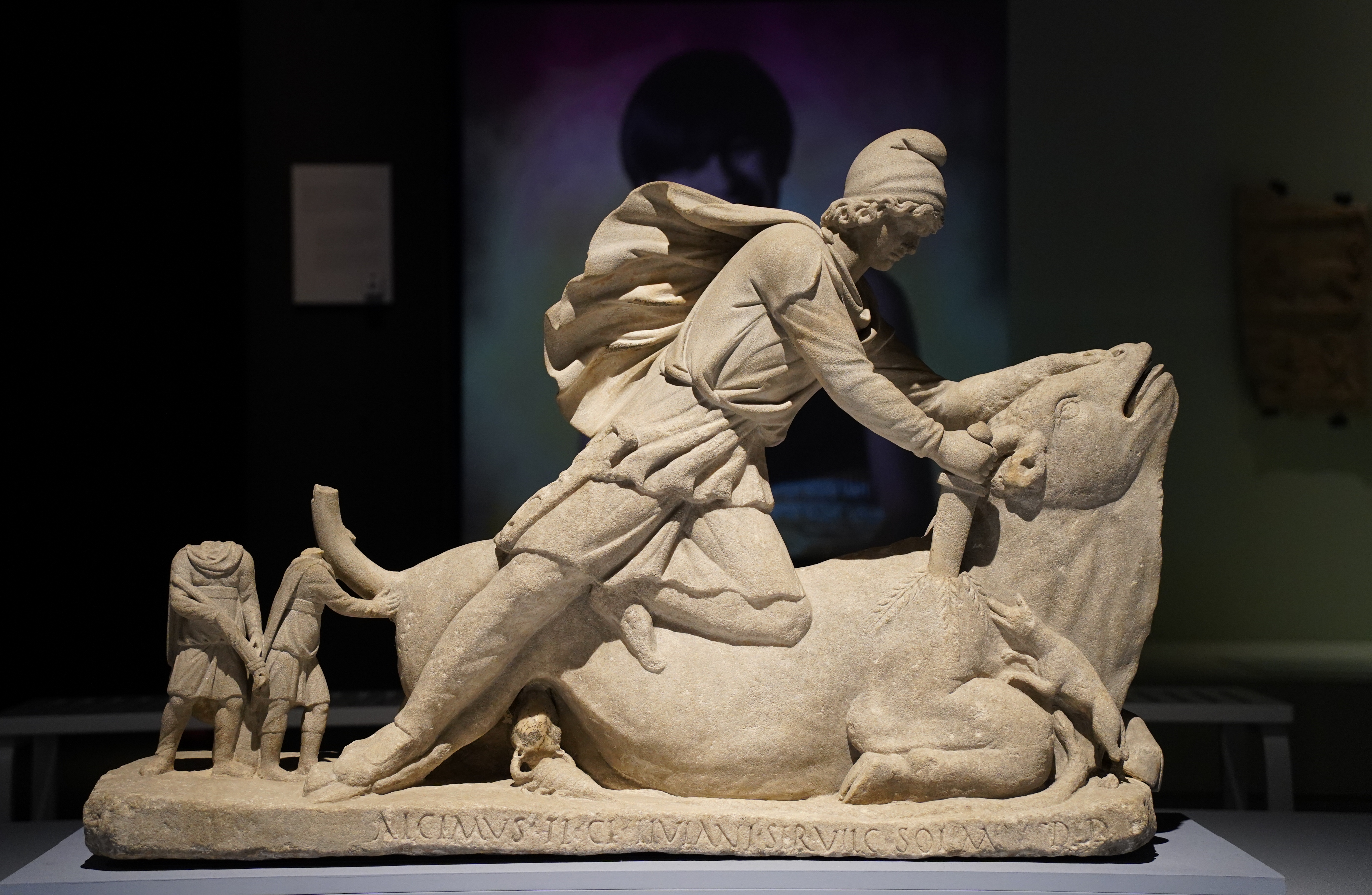
Statue en marbre, IIe siècle, British Museum.
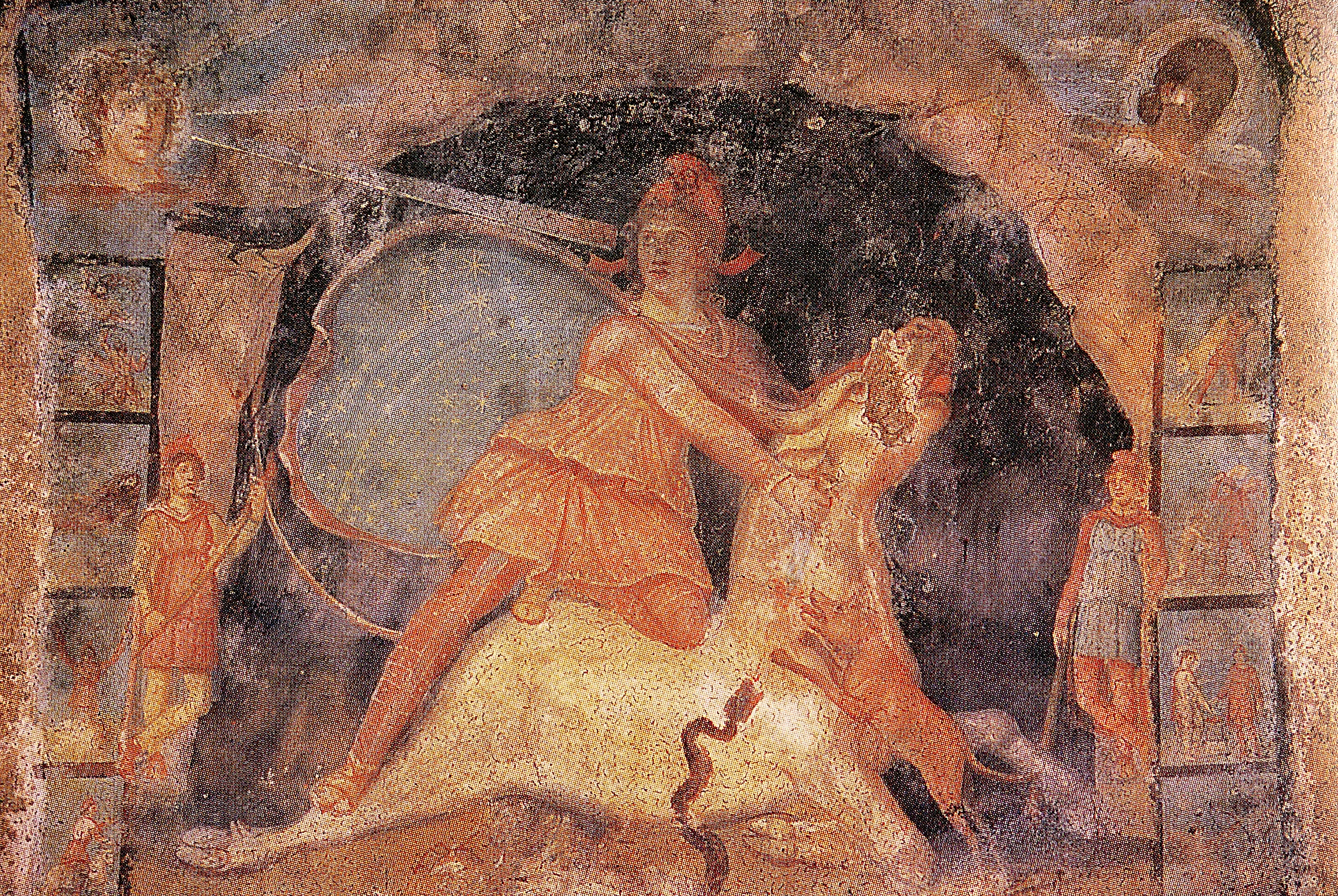
Fresque du mithréum de Marino (Italie), IIe siècle.
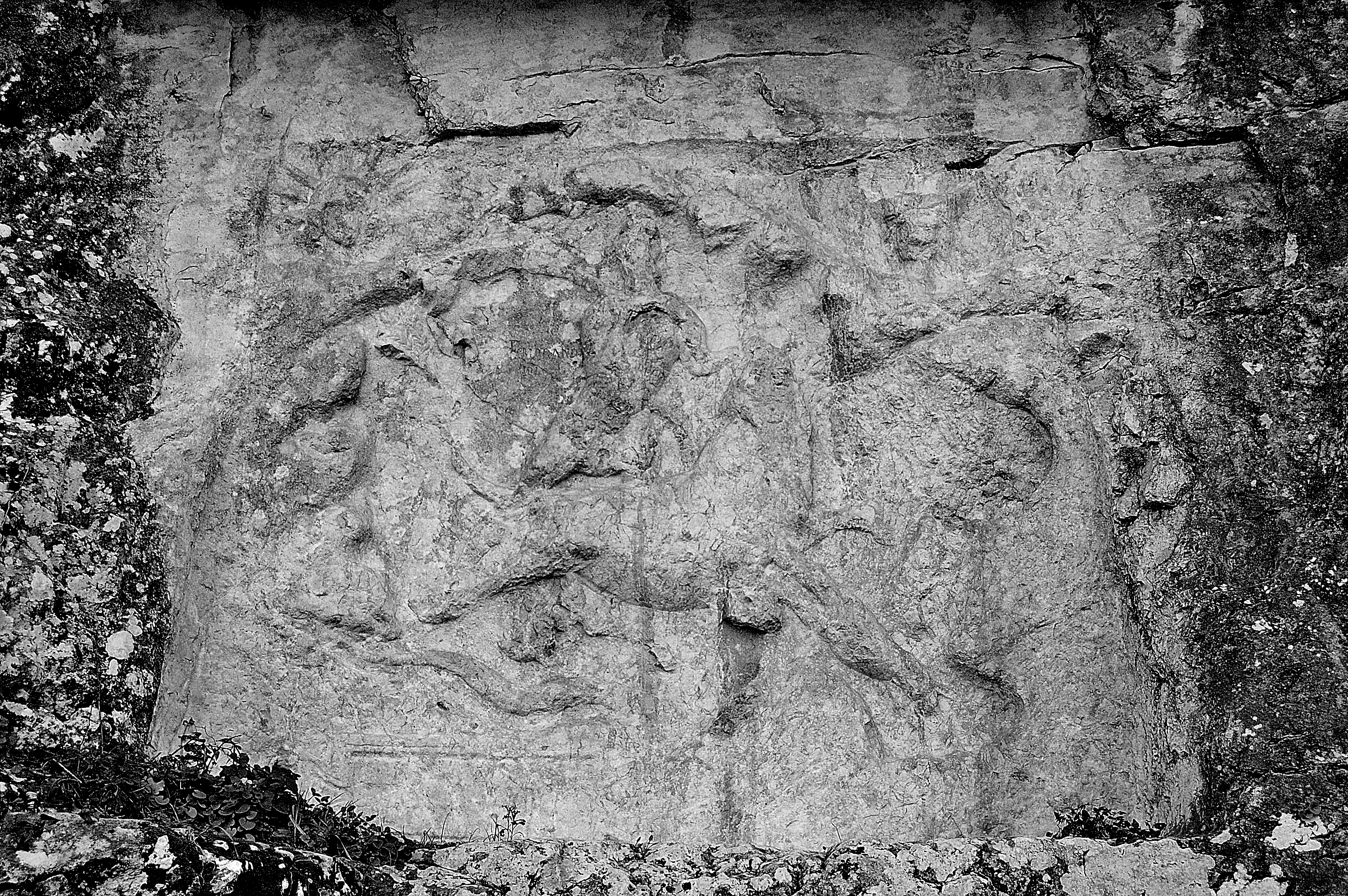
Relief rupestre du mithréum de Bourg-Saint-Andéol.
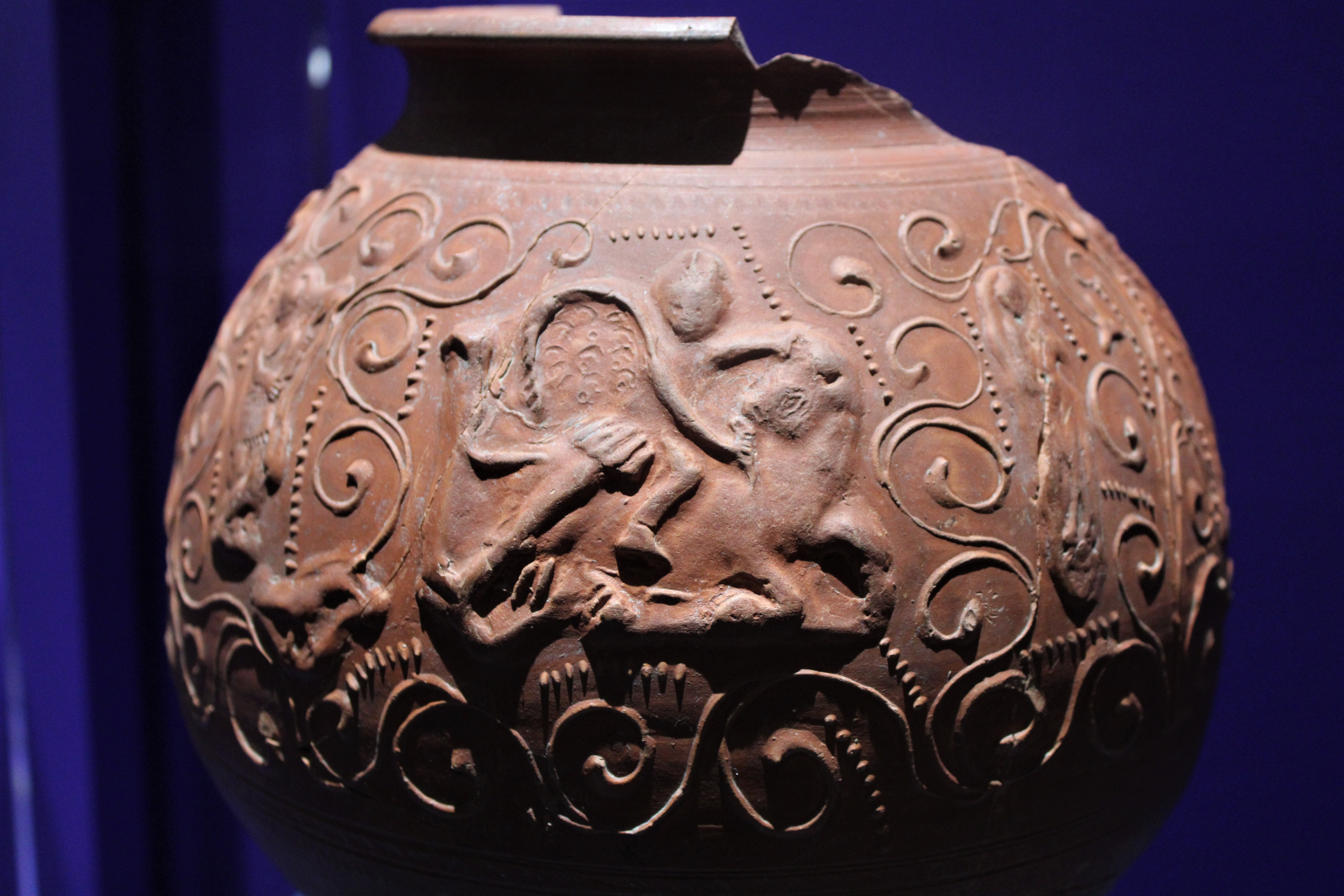
Vase en terre cuite sigillée de Lezoux figurant la tauroctonie, IIIe siècle, musée de la Céramique de Lezoux.
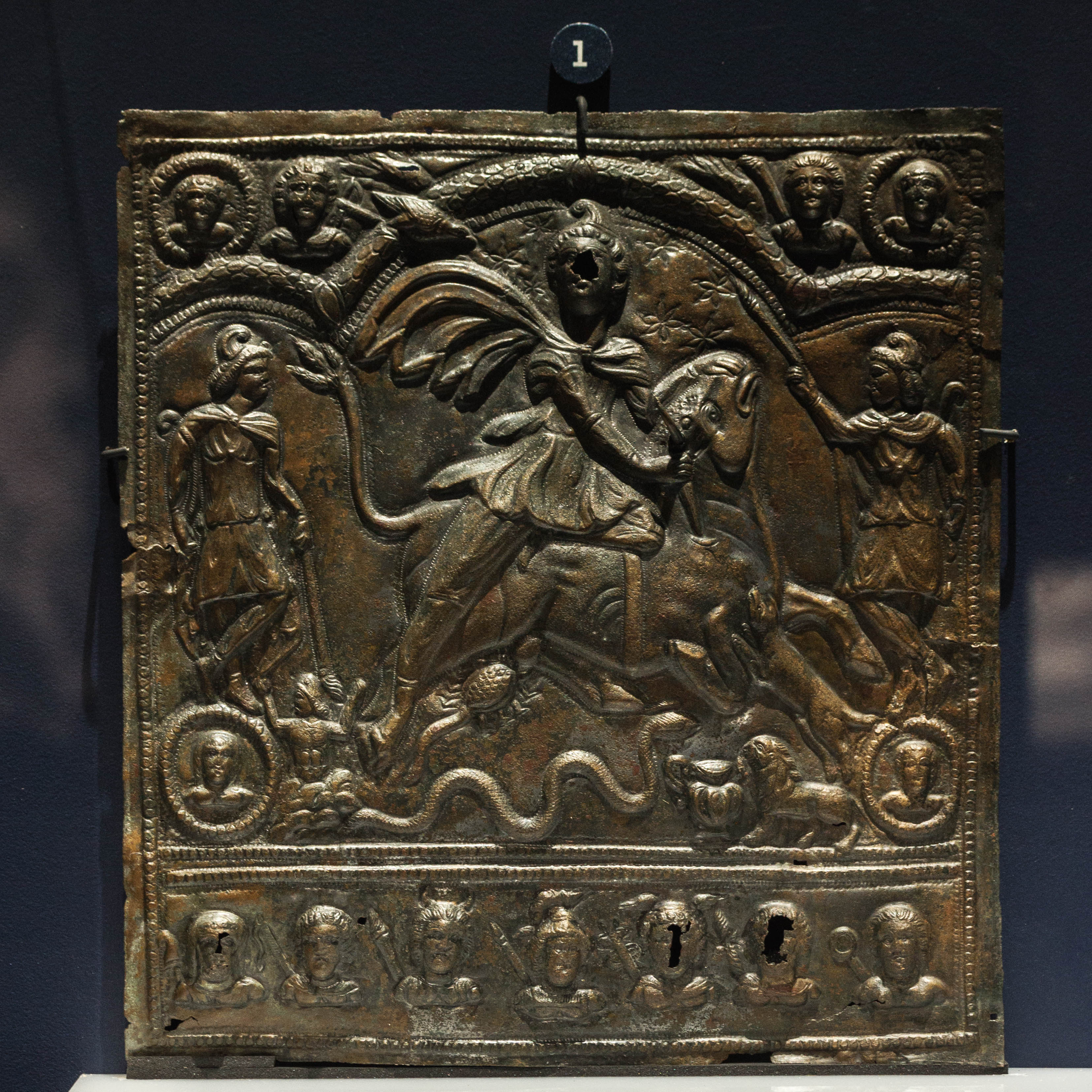
Plaque en bronze argenté avec tauroctonie et divinités planétaires. Brigetio (Hongrie), début IIIe siècle. Musée national hongrois.
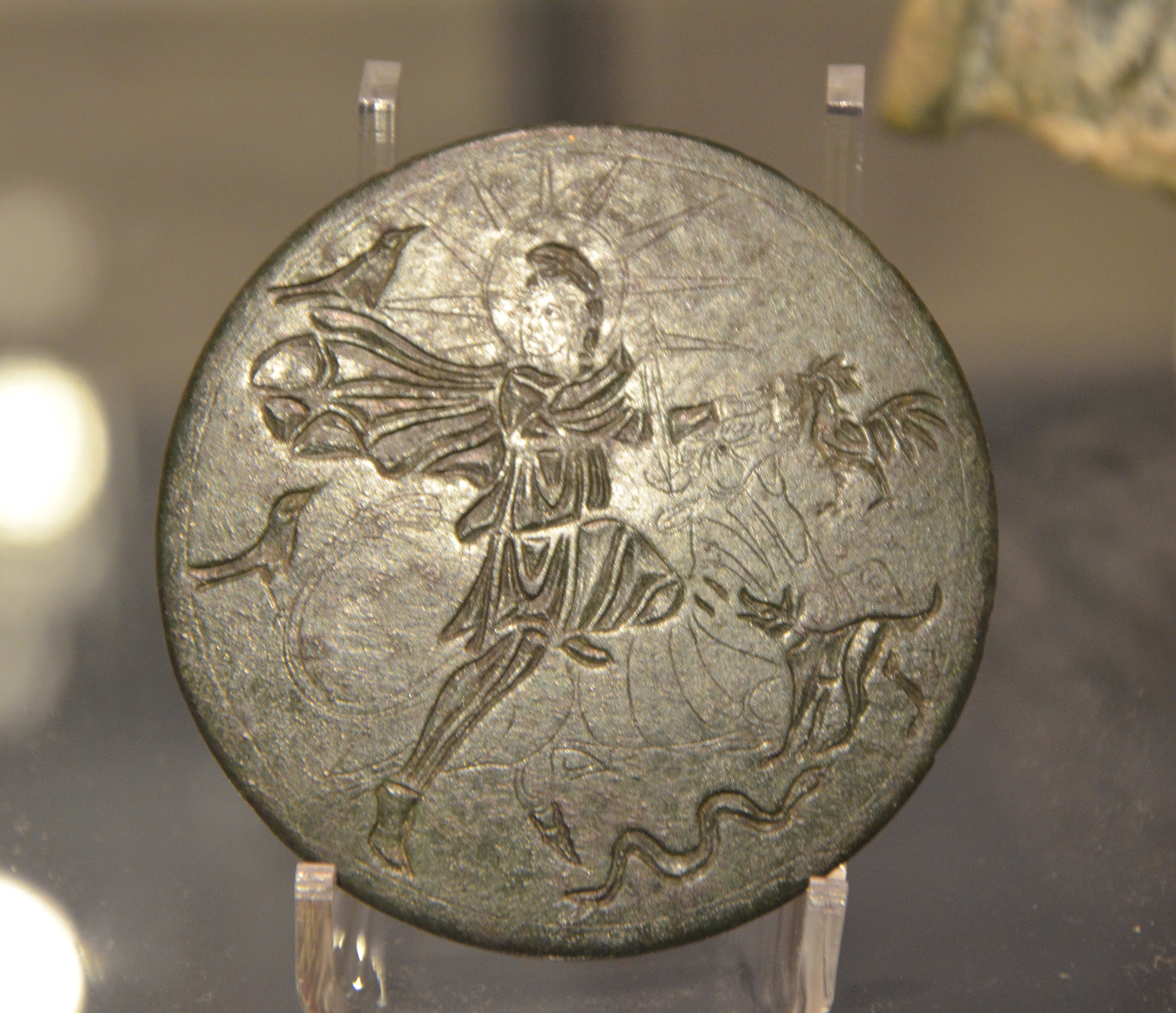
Broche en bronze gravée représentant la tauroctonie. Ostie, v. 50-100 apr. J.-C., Ashmolean Museum.

### Mithra et le Soleil
Le dernier acte du mythe concerne la relation entre Mithra et le dieu Sol, le Soleil. Un conflit survient entre les deux, apparemment suscité par la jalousie du second envers le succès du premier, et aussi le fait que Sol est indirectement responsable du désordre qui a tourmenté le cosmos. Le combat tourne à l'avantage de Mithra, dont Sol reconnaît la supériorité. Cela permet leur réconciliation : les deux dieux se serrent la main, puis un banquet célèbre leur amitié, en compagnie de Cautès et Cautopatès. Ils y dégustent notamment la viande du Taureau. Mithra est alors devenu le « Soleil invaincu ». L'épilogue voit Mithra monter sur son quadrige, en compagnie de Sol, et s'élever dans le ciel,. Ainsi, ce mythe « s’inscrit dans le cadre d’un ordre cosmique et temporel (...) dont Mithra, au final, devient la puissance responsable » (J. Alvar et L. Bricault).

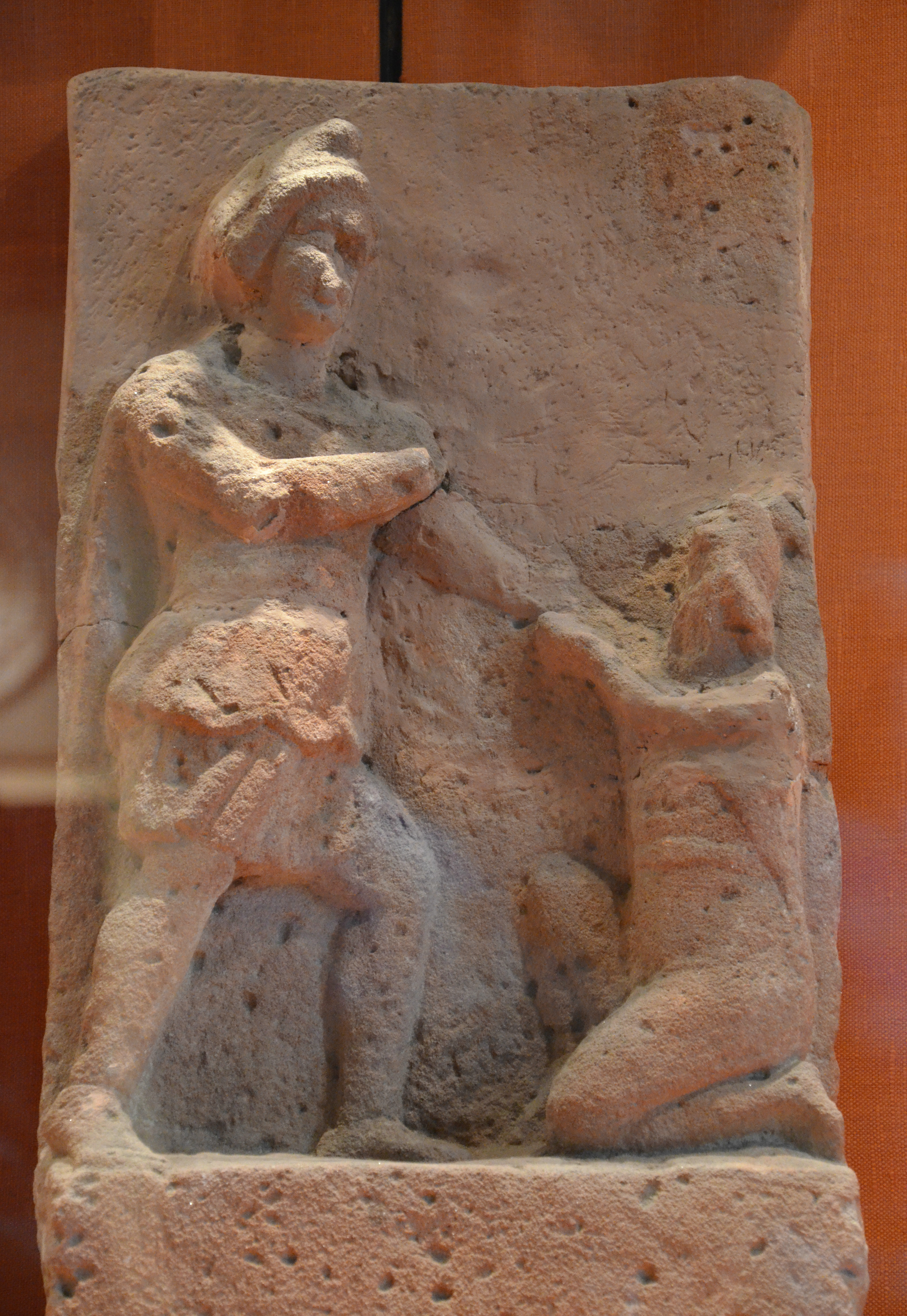
Sol à genoux devant Mithra. Mithréum I de Stockstadt. Musée de Saalburg.
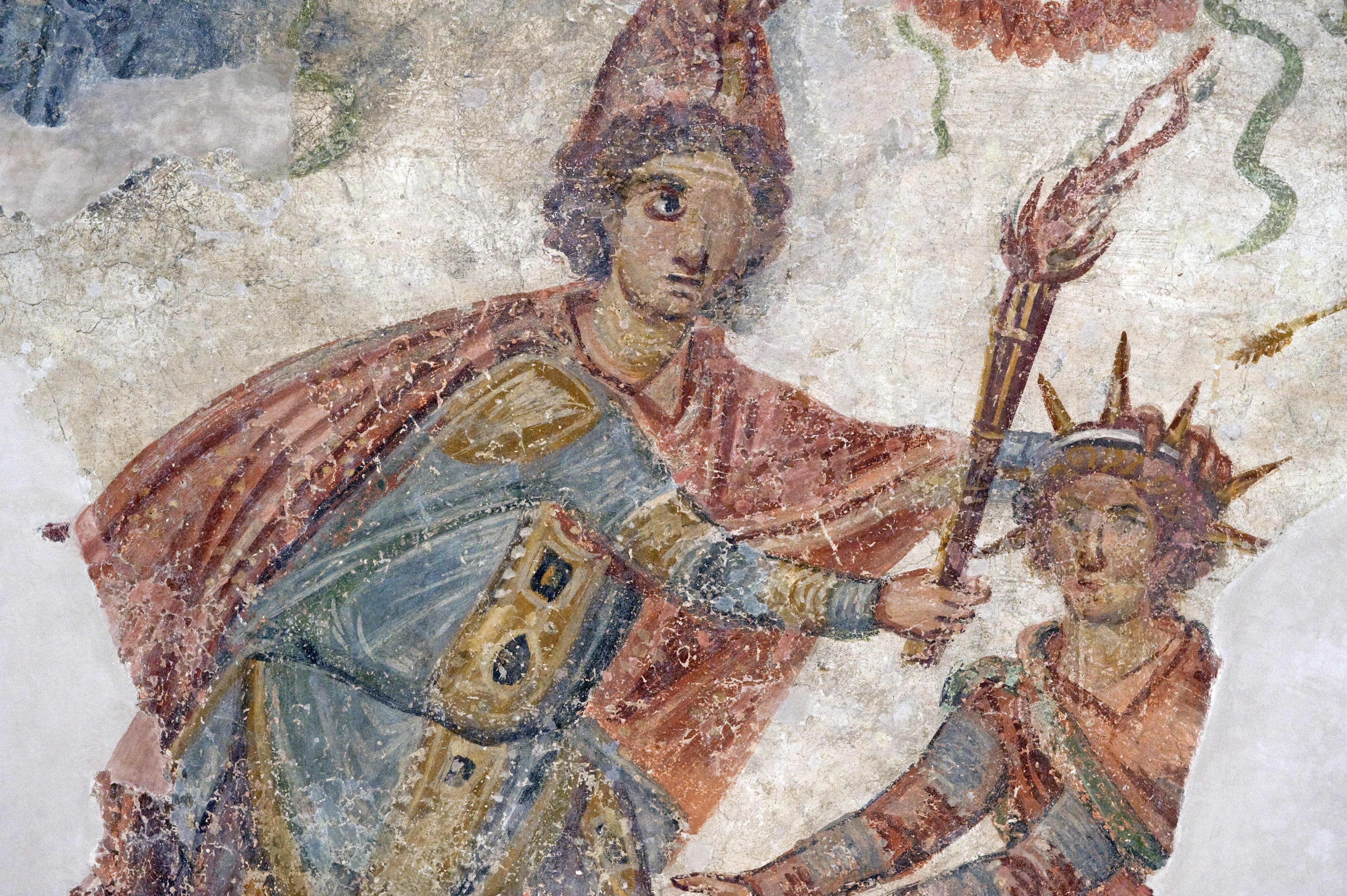
Mithra et Sol, fresque du mithréum de Hama. Musée de Hama.
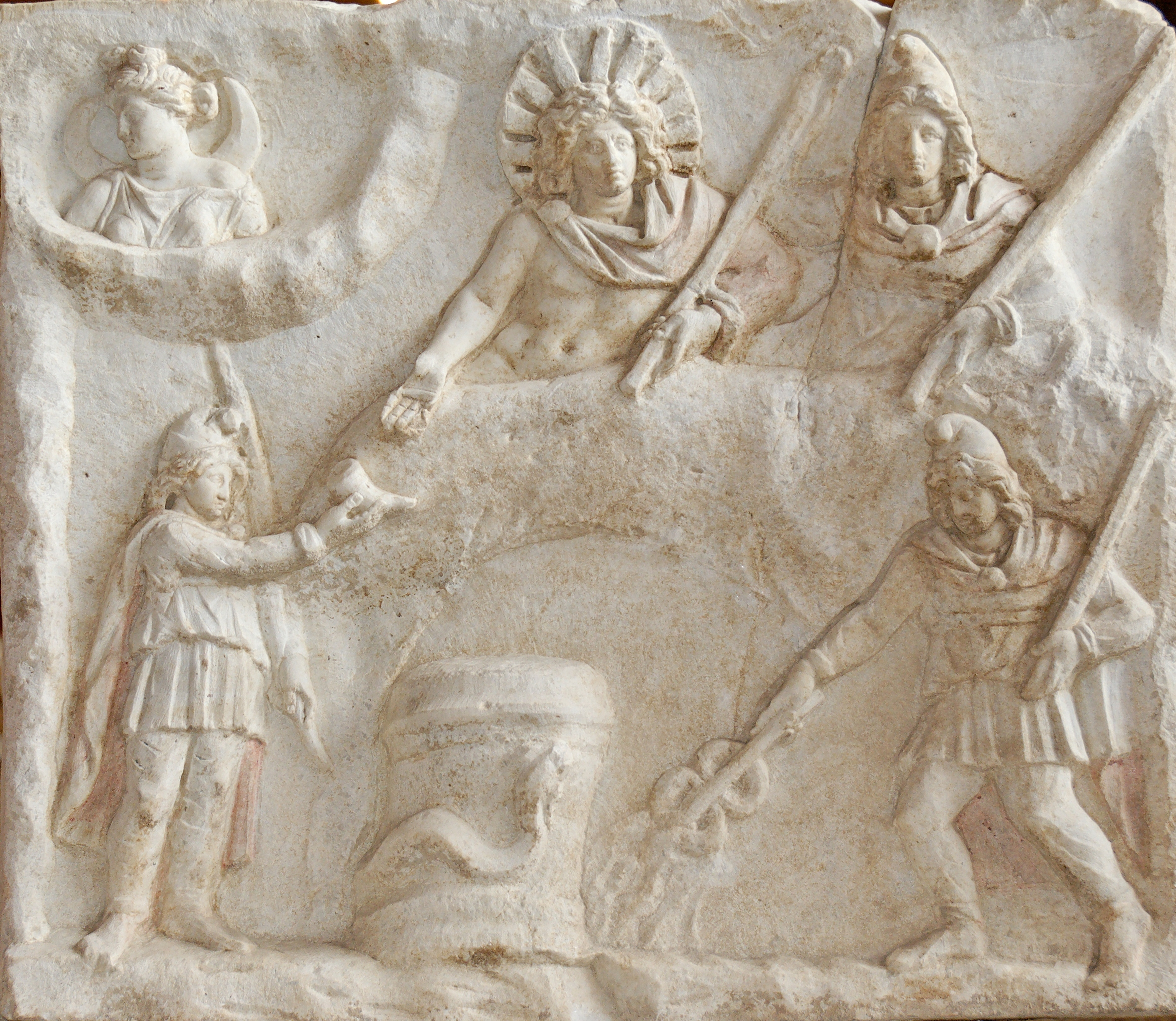
Le banquet de Mithra et de Sol, bas-relief de Fiano Romano, IIe – IIIe siècle. Musée du Louvre.
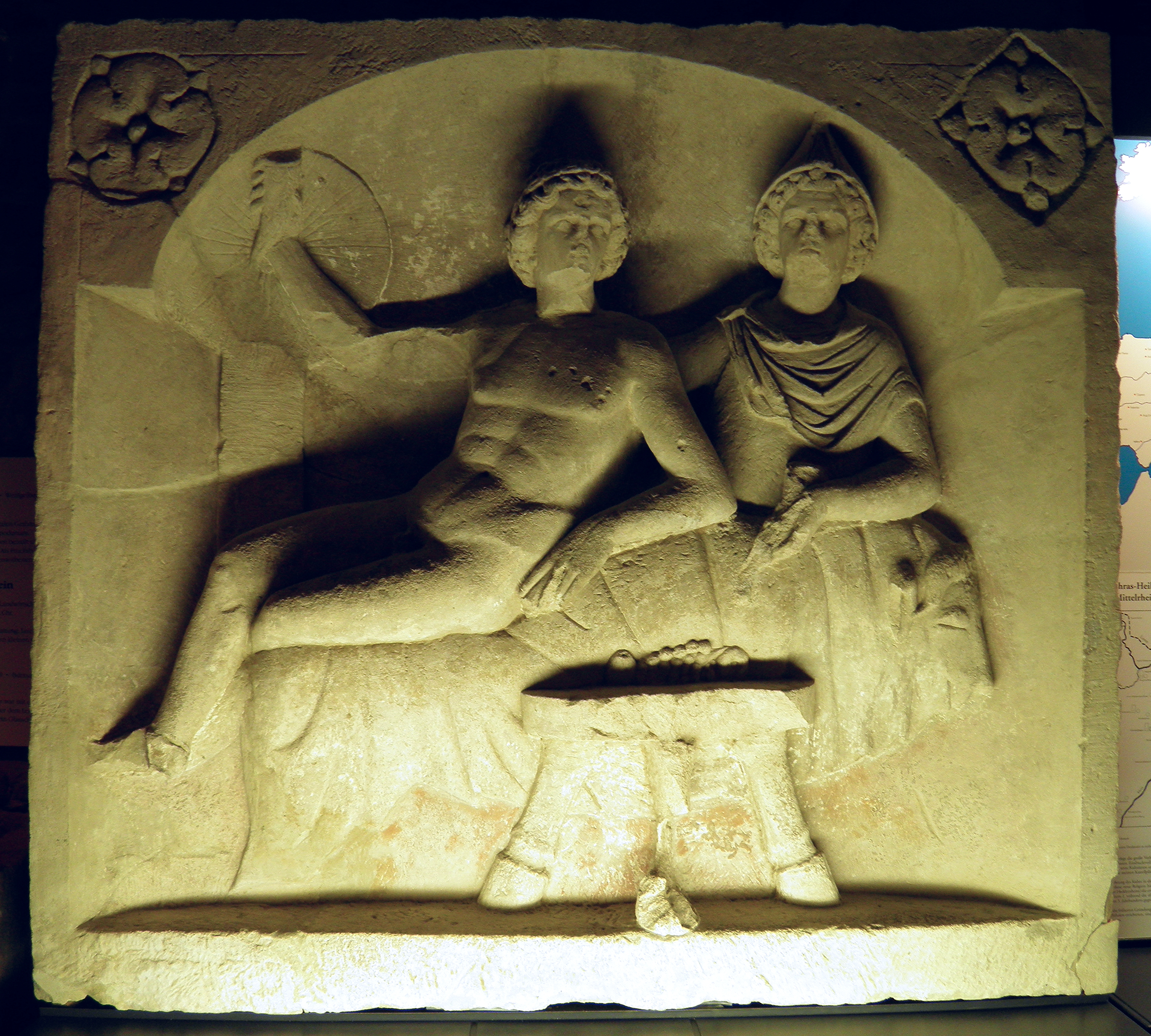
Le banquet de Mithra et de Sol, bas-relief de Ladenburg, v. 130. Logdenbau Museum.

## Divinités et autres personnages

### Mithra

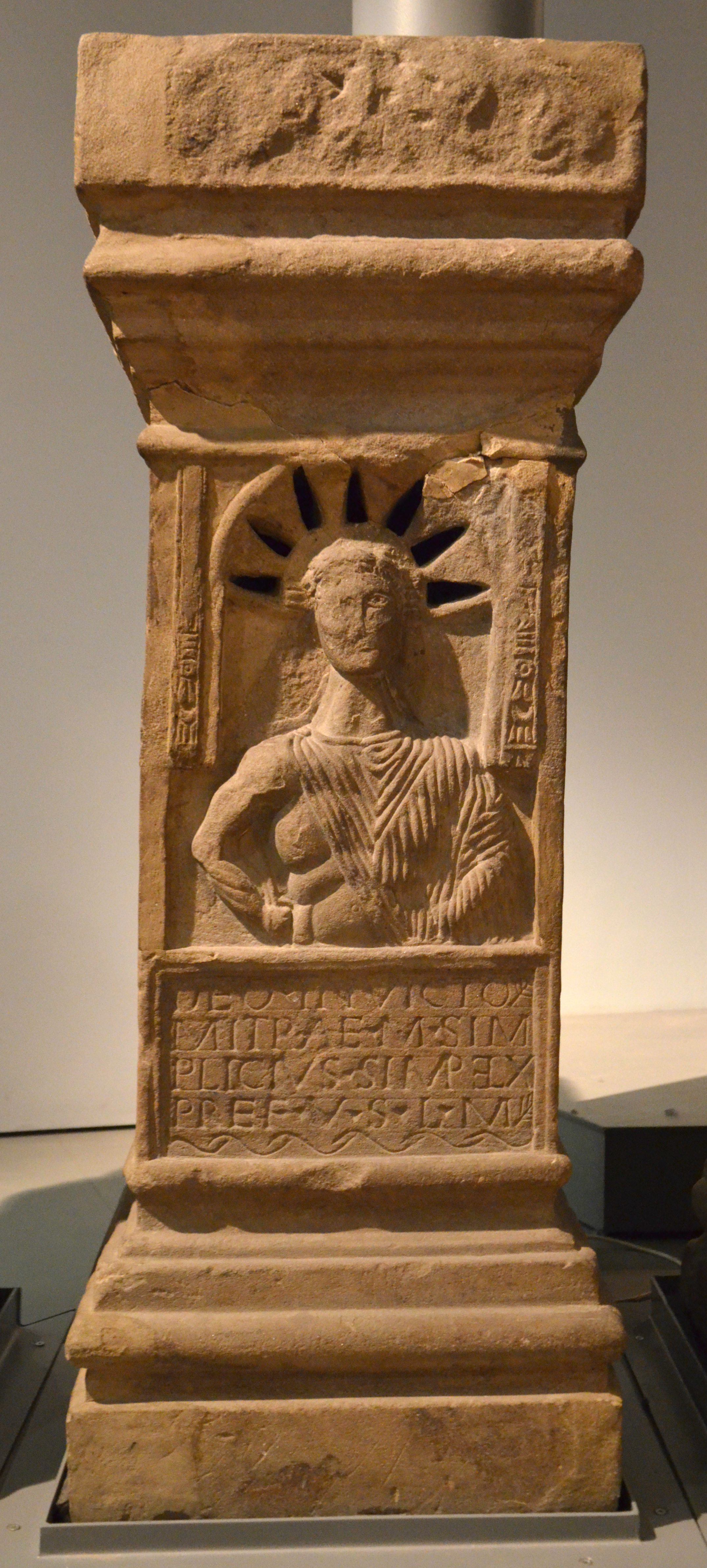
Autel dédié à Mithra « dieu invincible ». Carrawburgh (Angleterre). Great North Museum: Hancock.

Le Mithra romain est une divinité « globale » qui, à la différence des divinités des cultes romains traditionnels, n'est pas liée à un lieu en particulier. En conjuguant les sources iconographiques et épigraphiques, il est possible de mettre en avant les traits saillants de cette divinité, et ses fonctions ou puissances. Ses épithètes renvoient à son invincibilité et à son aspect solaire : il est le « dieu invincible », en latin Deus invictus, parfois abrégé DIM pour Deus invictus Mithra ; il est aussi désigné comme le « Soleil invincible » (Sol invictus, à ne pas confondre avec le dieu du même nom). D'autres inscriptions en font un dieu « tout-puissant » (Omnipotens). Il est peut-être également vu comme un dieu créateur ou géniteur. C'est aussi une divinité aux aspects célestes et souverains, qui semble assimilée par moments à Jupiter, même s'il est plus couramment rapproché de la divinité solaire Sol-Hélios, et sa geste en fait plus largement un maître du cosmos et du temps. En ce sens, il est à plusieurs reprises figuré en cosmokrator, dieu maintenant la stabilité du monde, et en association au cercle zodiacal, représentation de l'univers. Une fresque du mithréum de Marino le représente vêtu d'un manteau rouge dont la doublure est un ciel nocturne étoilé où figurent les sept planètes alors connues. Pour ses adeptes, Mithra est enfin un dieu sauveur et protecteur, comme le met en avant son mythe qui en fait une divinité née expressément pour venir au secours d'un monde en péril. Des inscriptions évoquent sa bonté, sa bienveillance, sa qualité de protecteur.
Certaines de ces caractéristiques sont partagées avec le Mithra du monde iranien : l'aspect solaire du dieu, son aspect fertilisateur, son lien avec l'ordre cosmique et social. Selon R. Gordon l'héritage iranien est central pour les aspects cosmogoniques du culte de Mithra, et s'étendrait à sa cosmologie et son éthique.
Dans les représentations artistiques, le Mithra romain est souvent mis en scène dans les grands épisodes de sa geste : avant tout la tauroctonie, aussi sa naissance de la pierre, le transport du Taureau, la poignée de main et le banquet avec Sol, ainsi que d'autres scènes où le dieu est représenté en cavalier et en archer.

### Cautès et Cautopatès
Cautès et Cautopatès sont deux acteurs secondaires mais omniprésents dans les représentations de la geste de Mithra. Il s'agit apparemment de deux frères. Dès après sa naissance, ils viennent s'abreuver à la source que fait jaillir le dieu. Puis ils l'accompagnent dans ses exploits : ils sont souvent représentés encadrant des scènes de tauroctonie, et dans les scènes du banquet entre Mithra et Sol. Tout comme Mithra, ils ont un aspect oriental : ils portent le bonnet phrygien et l'habit perse. Leurs noms ont sans doute une consonance iranienne, au moins aux oreilles romaines. Ils sont souvent représentés en porteurs de lampes/torches (dadophores) : celle de Cautès est levée, celle de Cautopatès est baissée. Cela pourrait renvoyer au soleil levant et au soleil couchant, d'autant plus que les deux frères sont respectivement associés au coq, oiseau du matin, et à la chouette, oiseau de la nuit. Les adeptes leur dédient des statues les représentant, et c'est grâce à leurs inscriptions que leur nom a pu être retrouvé. Ils sont aussi évoqués par Porphyre.

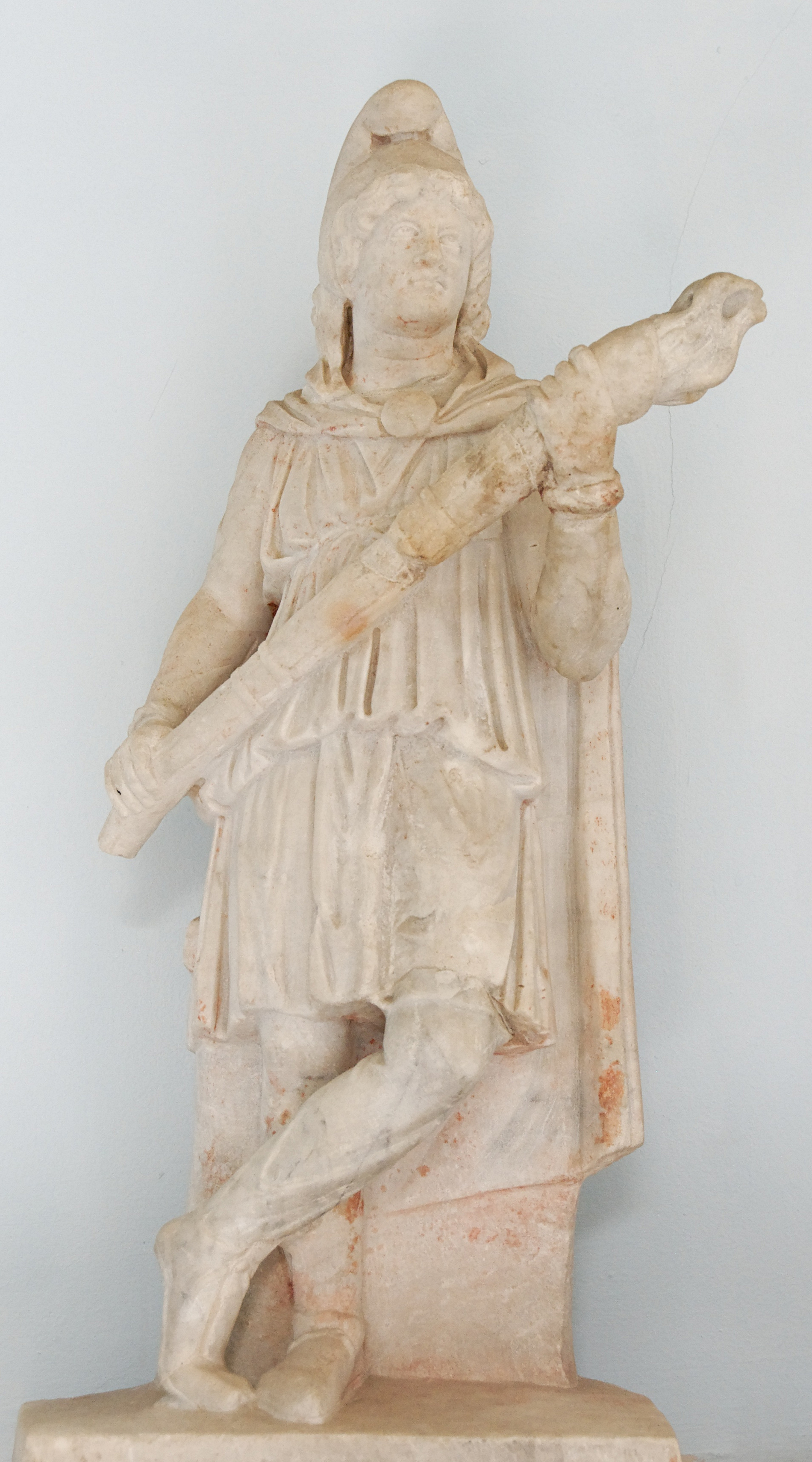
Statue de Cautès. IIIe siècle. Musée archéologique régional Antonino-Salinas, Palerme.
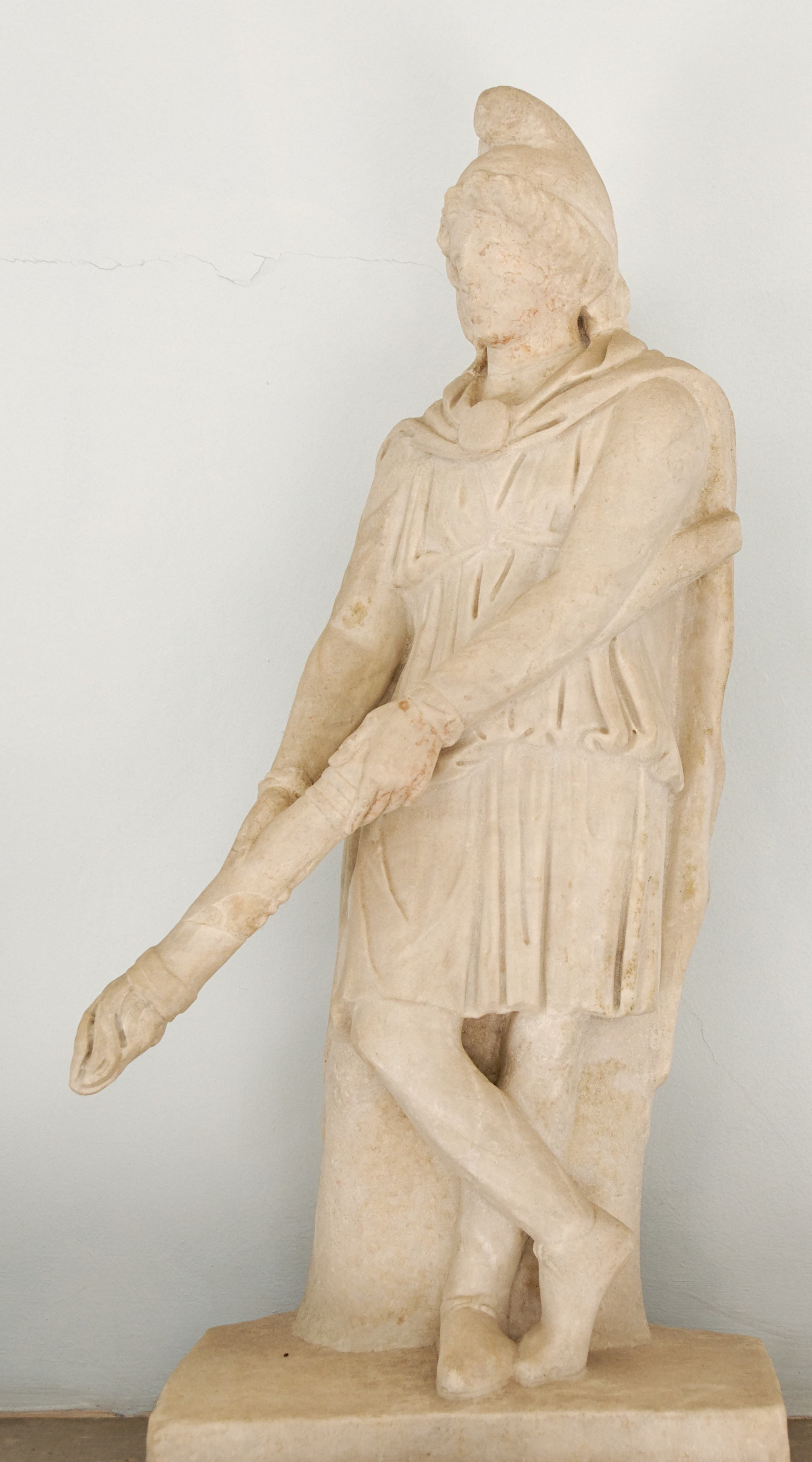
Statue de Cautopatès. IIIe siècle. Musée archéologique régional Antonino-Salinas, Palerme.
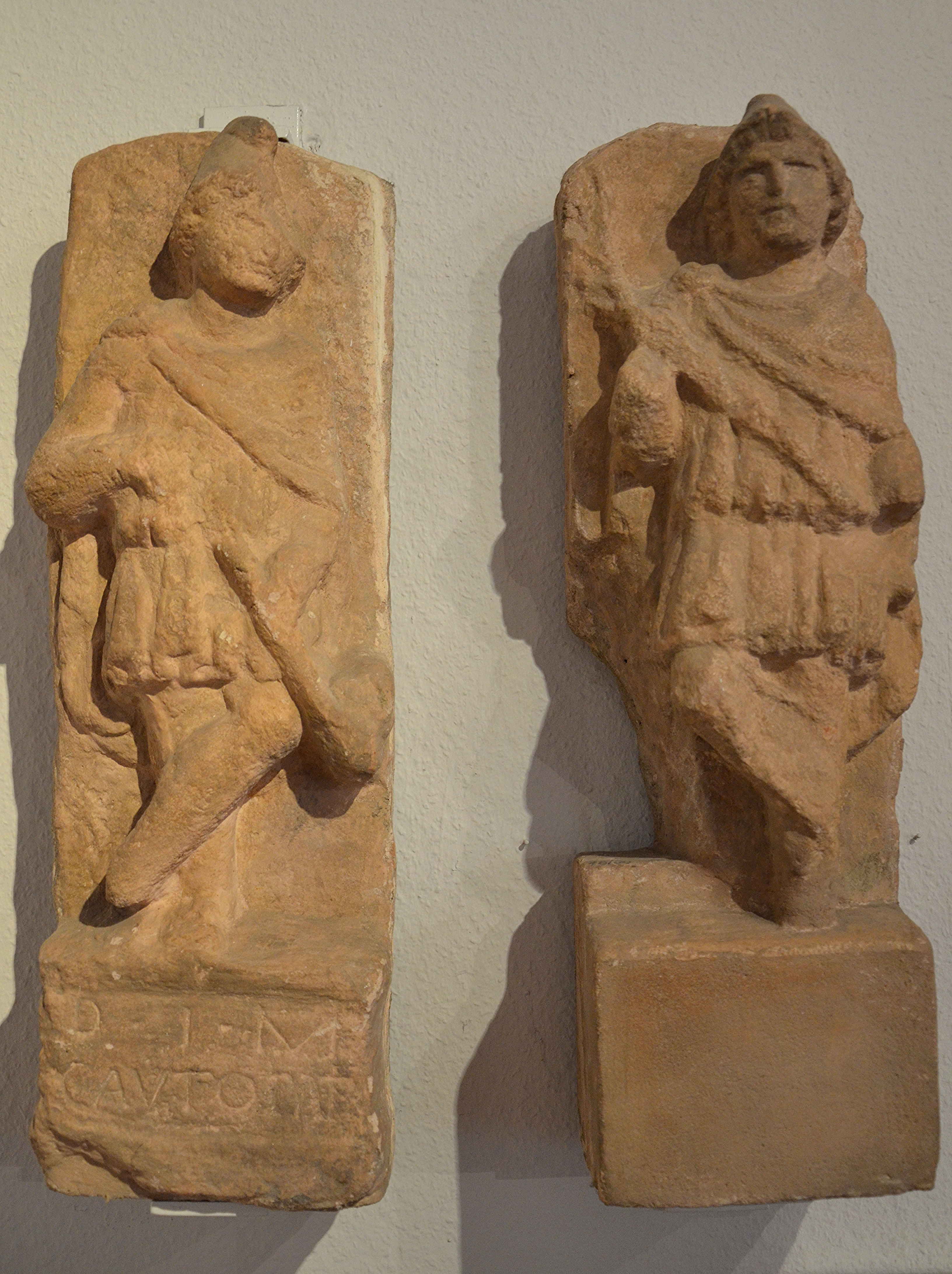
Reliefs fragmentaires de Cautès et Cautopatès, mithréum de Freidberg. Wetterau-Museum.
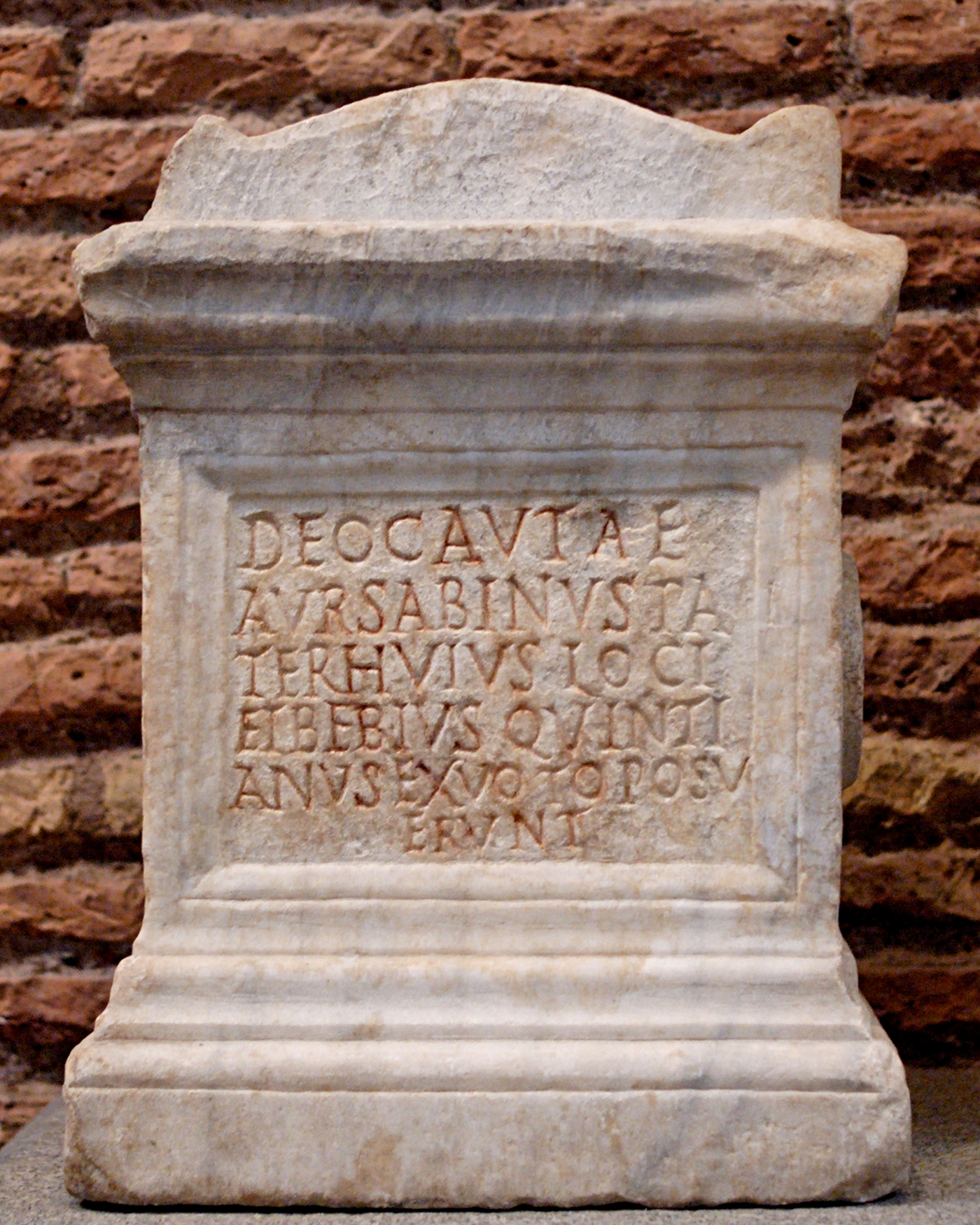
Autel à Cautès et Cautopatès, consacré par Aurélius Sabinus, « pater » du mithréum de l'unité des pérégrins de la Garde impériale à cheval (equites singulares) à Rome. Règne de Commode (180-192). Musée des Thermes de Dioclétien.

### Le léontocéphale et Arimanius
Un personnage a tête de lion, léontocéphale, apparaît à plusieurs reprises dans l'imagerie mithriaque. Il est représenté avec un corps d'homme, nu, enlacé par un serpent, avec quatre ailes sur son dos ; sa tête est celle d'un lion la gueule ouverte. Si ce personnage semble évoqué par des auteurs, notamment Porphyre, il n'y a aucune mention assurée de lui dans les inscriptions des adeptes. Aussi son identité n'est pas déterminée. Il pourrait s'agir du dieu Arimanius (dont le nom rappelle l'Ahriman zoroastrien), évoqué dans quelques dédicaces d'adeptes, mais jamais assurément identifiable au léontocéphale.

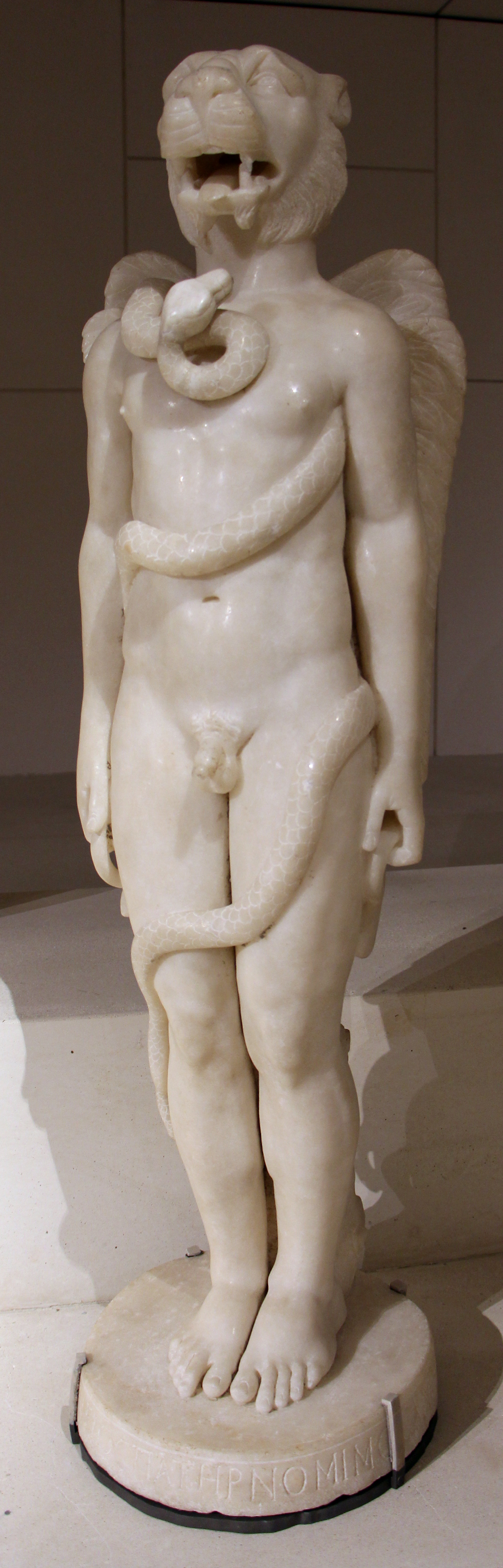
Statue du léontocéphale, mithréum de Sidon, 389. Musée du Louvre.
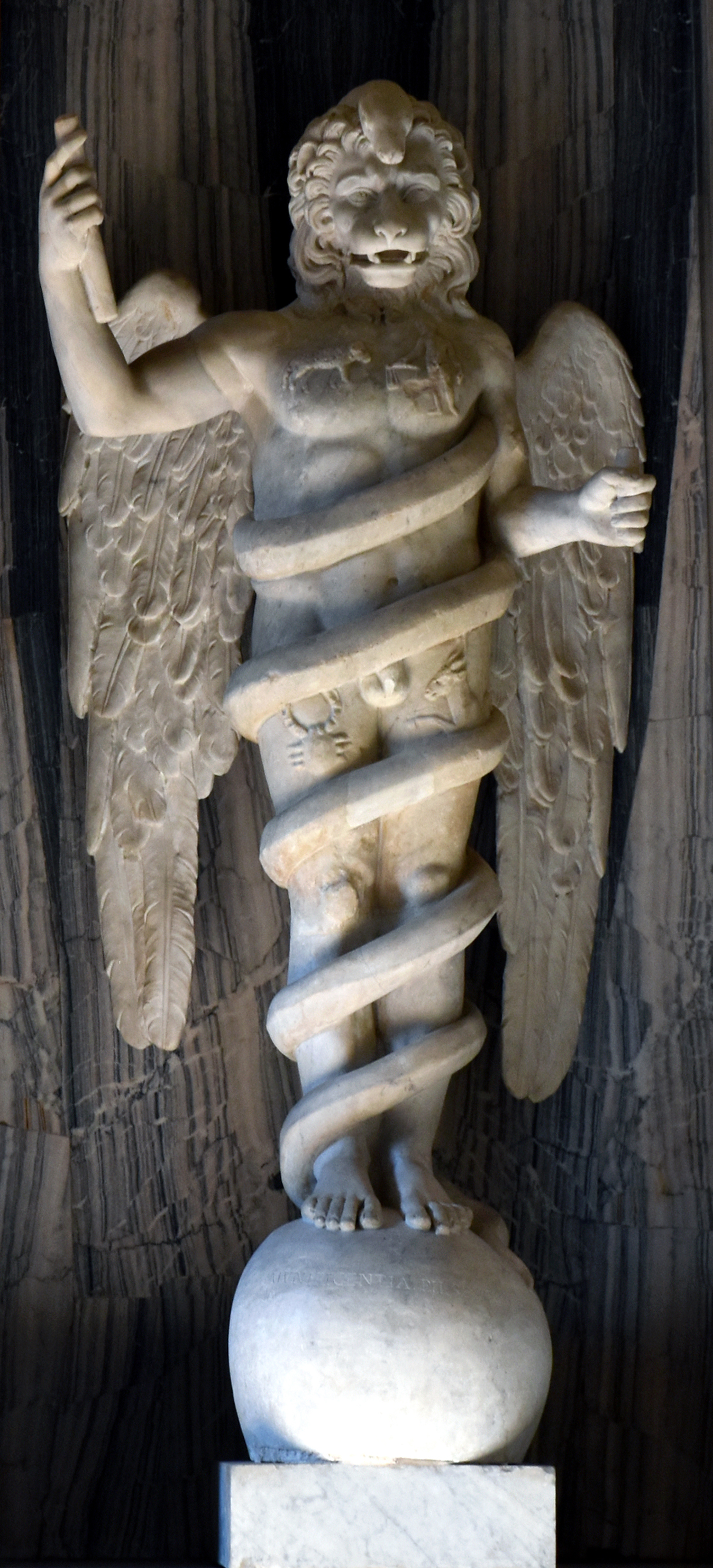
Statue du léontocéphale. Musées du Vatican.
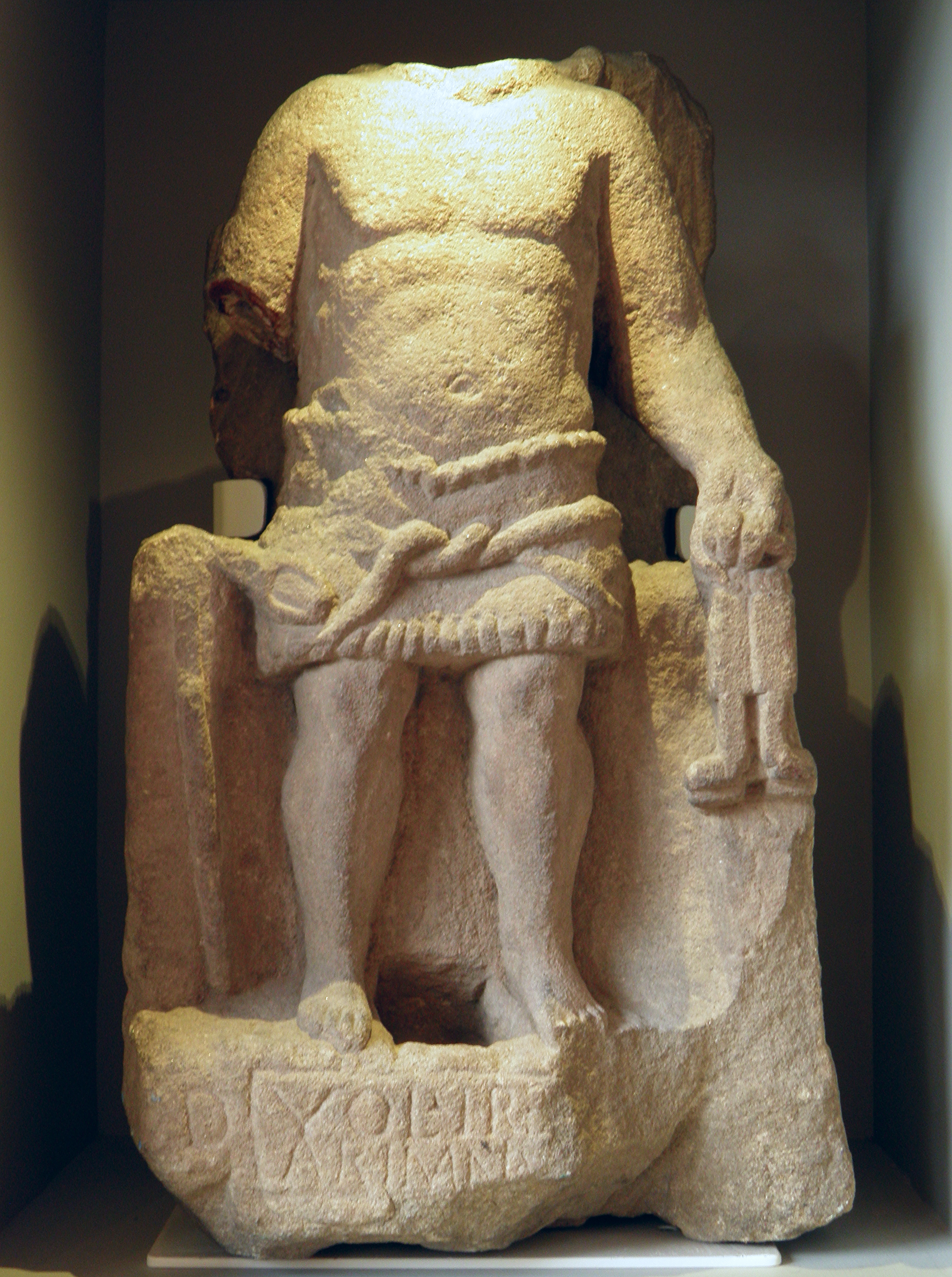
Statue acéphale vouée à Arimanius. York, Yorkshire Museum.
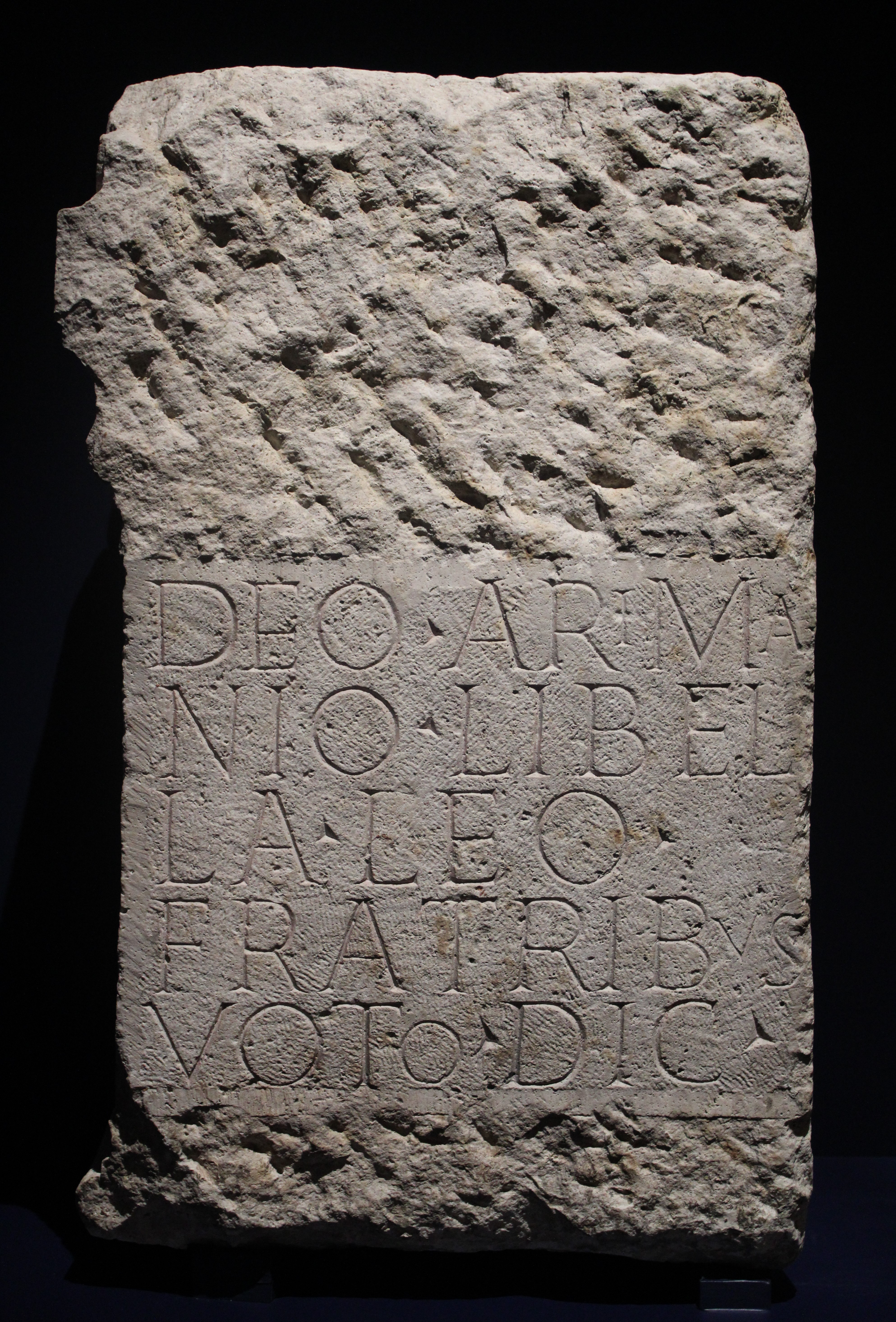
Autel dédié au dieu Arimanius par un adepte de grade Lion : « Au dieu Arimanus, Libella, Lion, pour ses frères, après un vœu, a dédié.[59] ». Milieu du IIe siècle. Budapest, Musée national hongrois.

### Sol et Luna
Sol est la personnification du Soleil dans la mythologie romaine, correspondant à l'Hélios du monde grec. Il joue un rôle important dans le mythe de Mithra. Il est souvent représentés dans les mithréums, et mentionné par les inscriptions. Si Mithra prend le titre de « Soleil invaincu », et dispose donc d'une nature solaire comme dans le monde iranien, il reste distinct de Sol. Dans l'imagerie mithriaque, Sol dispose des attributs courants d'une divinité solaire : c'est un personnage juvénile, avec des rayons solaires partant de sa tête. Dans certains cas les rayons solaires suffisent à le personnifier. Il est aussi représenté sur son char solaire, un quadrige tiré par des chevaux.
La déesse personnifiant la Lune, Luna (la grecque Séléné) est également présente dans l'imagerie mithriaque, souvent en tandem avec Sol. Néanmoins, à la différence de ce dernier, elle n'est que rarement évoquée dans l'épigraphie et ne semble pas jouer un rôle significatif dans le mythe de Mithra. Elle a l'apparence d'une femme aux longs cheveux, coiffée ou accompagnée d'un croissant de lune, motif qui peut également suffire à la présentifier. Elle est aussi figurée conduisant son char, un bige tiré par deux bovins.
La présence fréquente du Soleil et de la Lune dans les mithréums renvoie aux aspects astrologiques et cosmologiques du culte de Mithra, et à leur fonction de repères temporels. Les deux divinités célestes sont souvent associées, notamment en lien avec les scènes de tauroctonie, Sol à gauche représentant le soleil levant, et Luna à droite représentent le soleil déclinant. L'aspect astral du culte mithriaque se retrouve également dans les représentations fréquentes du Zodiaque.

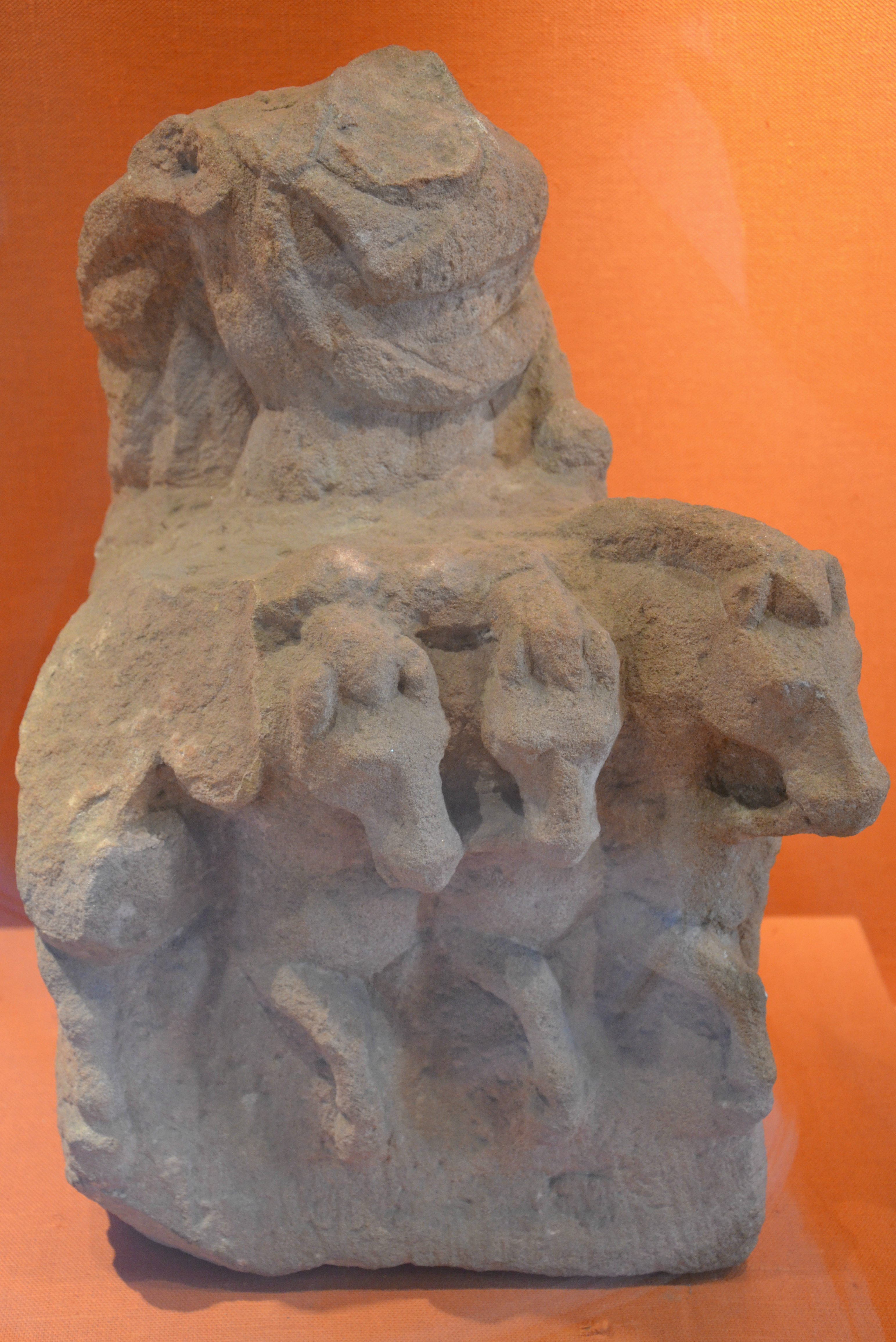
Statue fragmentaire représentant Sol sur son quadrige. Mithréum I de Stockstadt. Musée de Saalburg.
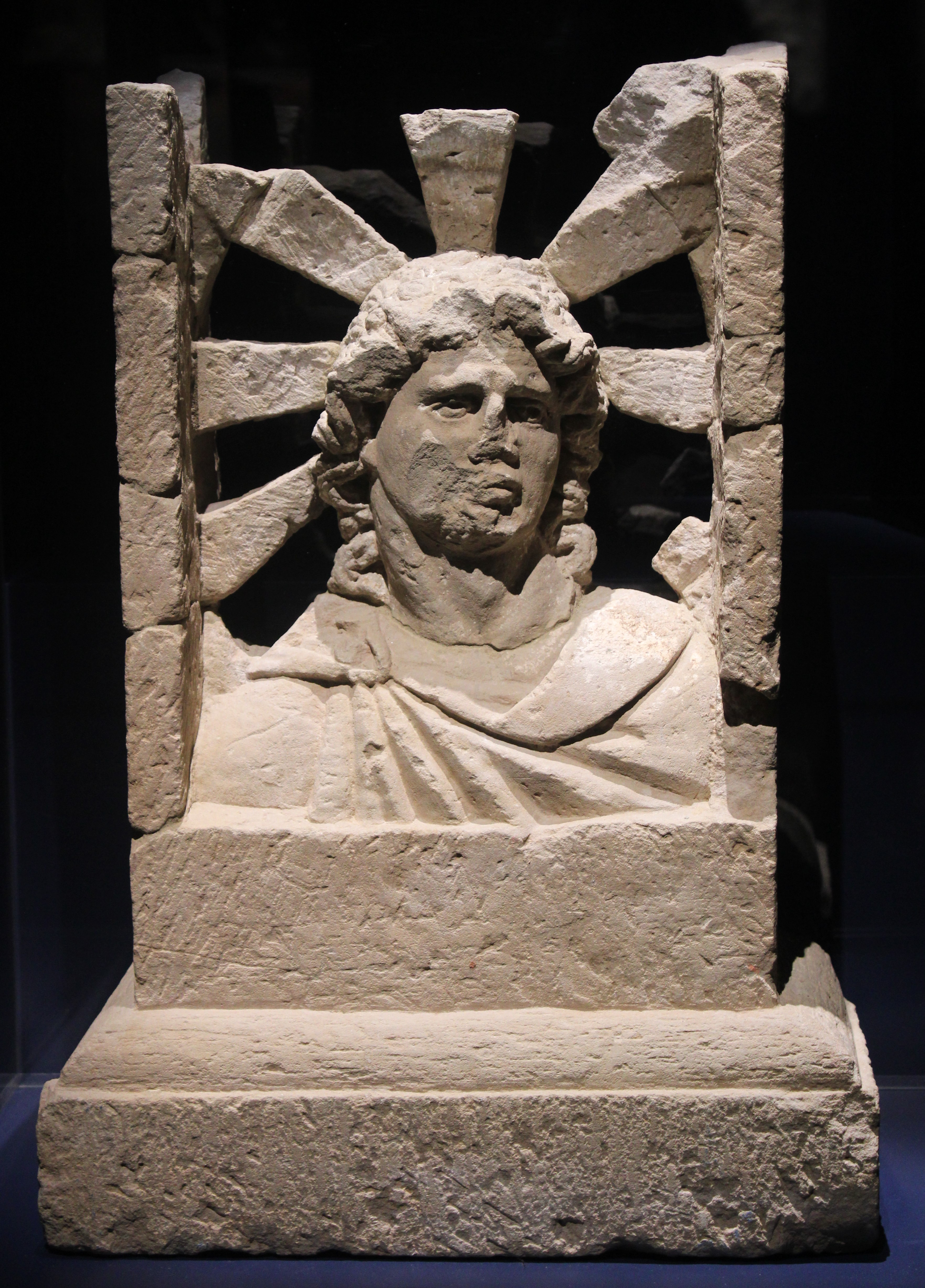
Autel à l'effigie de Sol, mithréum de Mundelsheim, fin IIe - début IIIe siècle. Landesmuseum Württemberg.
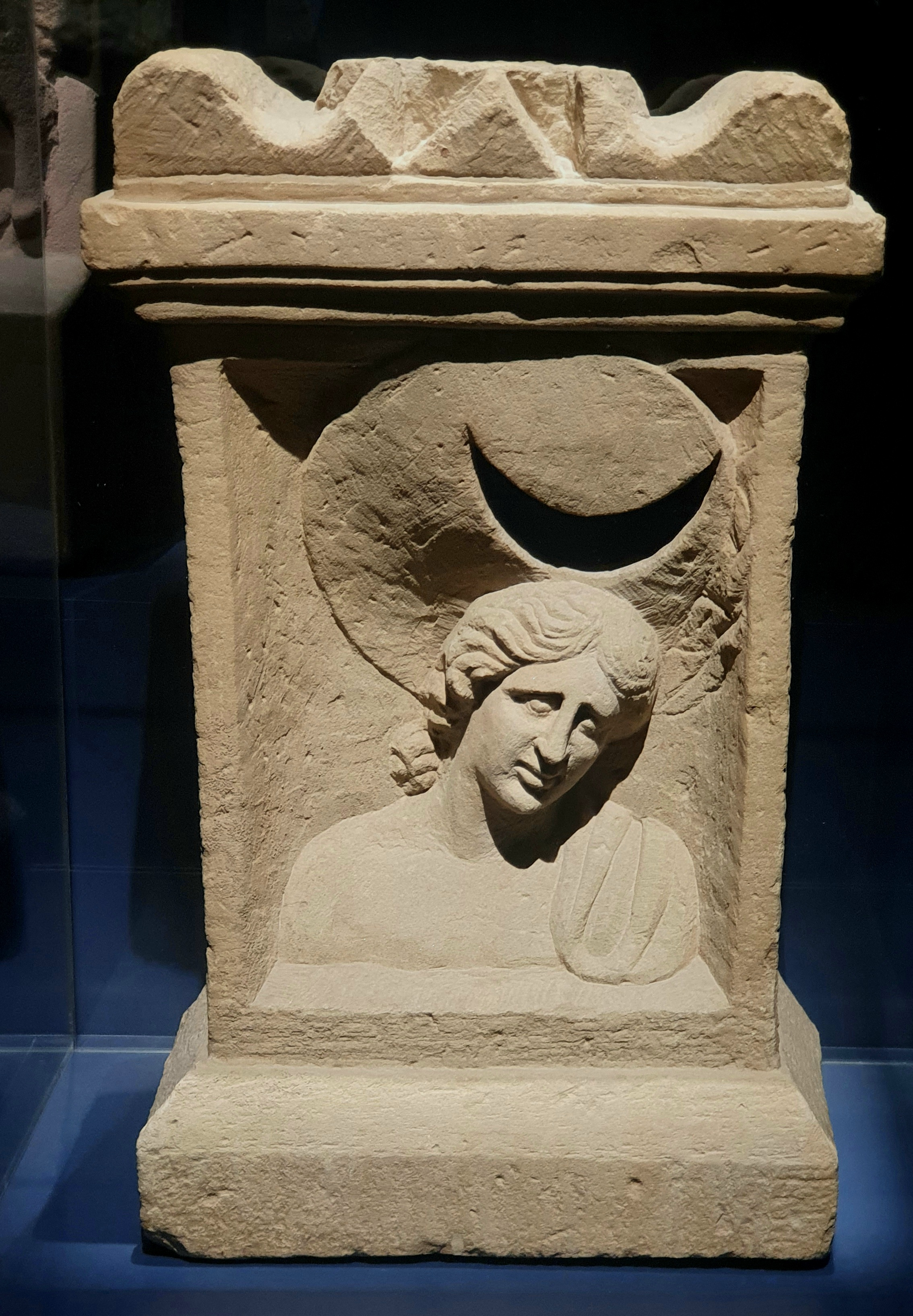
Autel à l'effigie de Luna, mithréum de Mundelsheim, fin IIe - début IIIe siècle. Landesmuseum Württemberg.
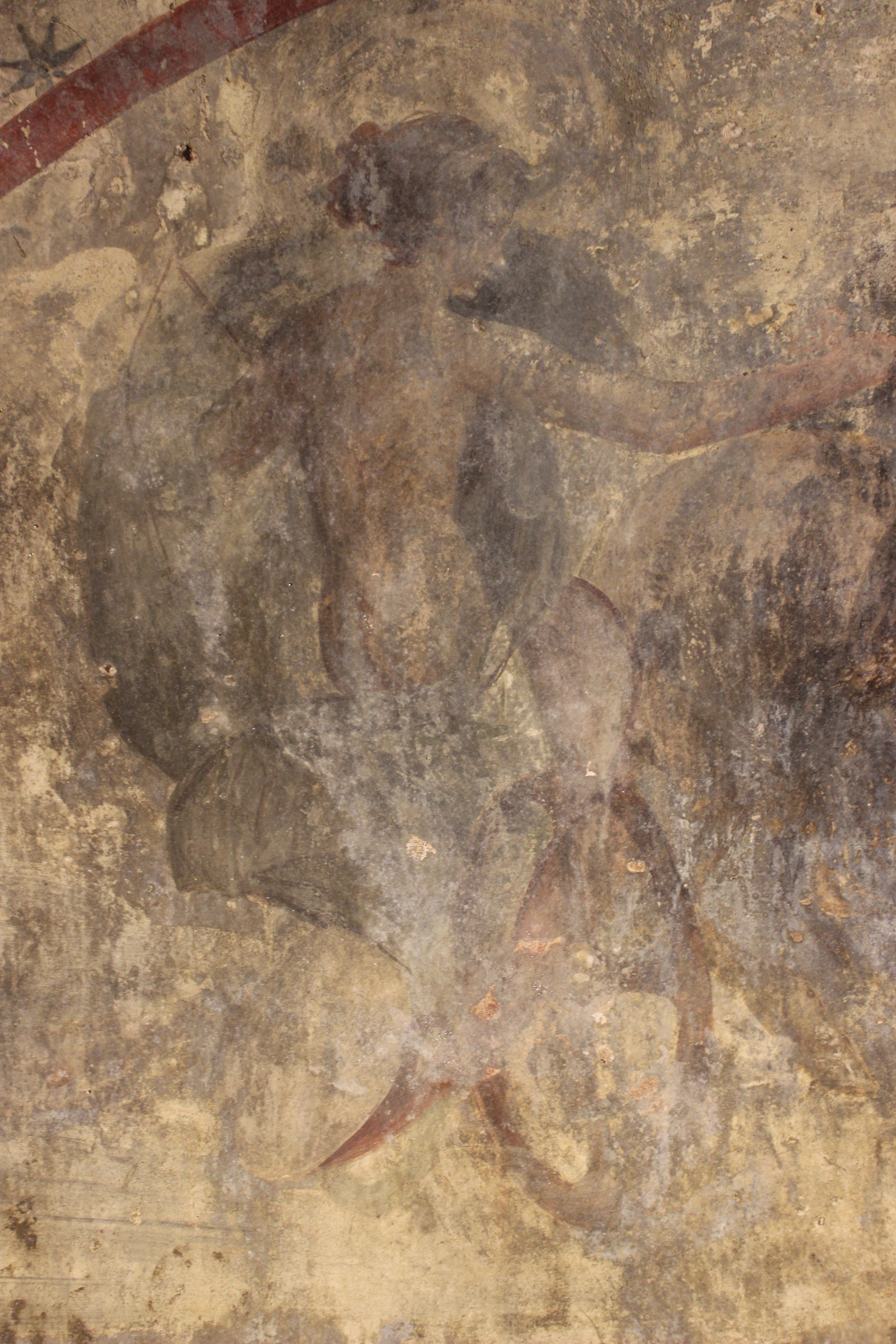
Peinture représentant Luna, mithréum de Santa Maria Capua Vetere, deuxième quart du IIIe siècle.
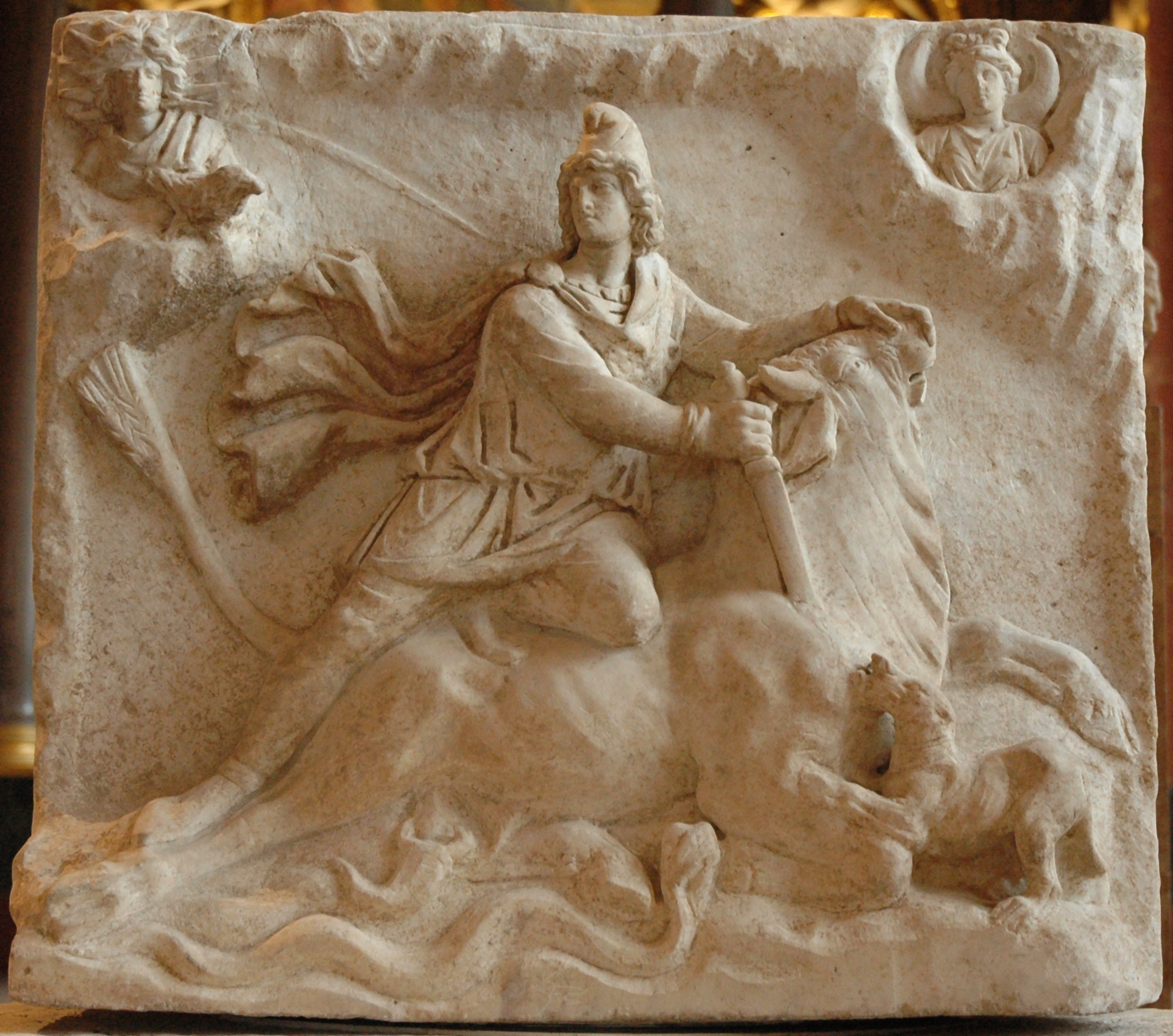
Bas-relief représentant la tauroctonie, avec Sol en haut à gauche et Luna en haut à droite. IIe – IIIe siècle, musée du Louvre.
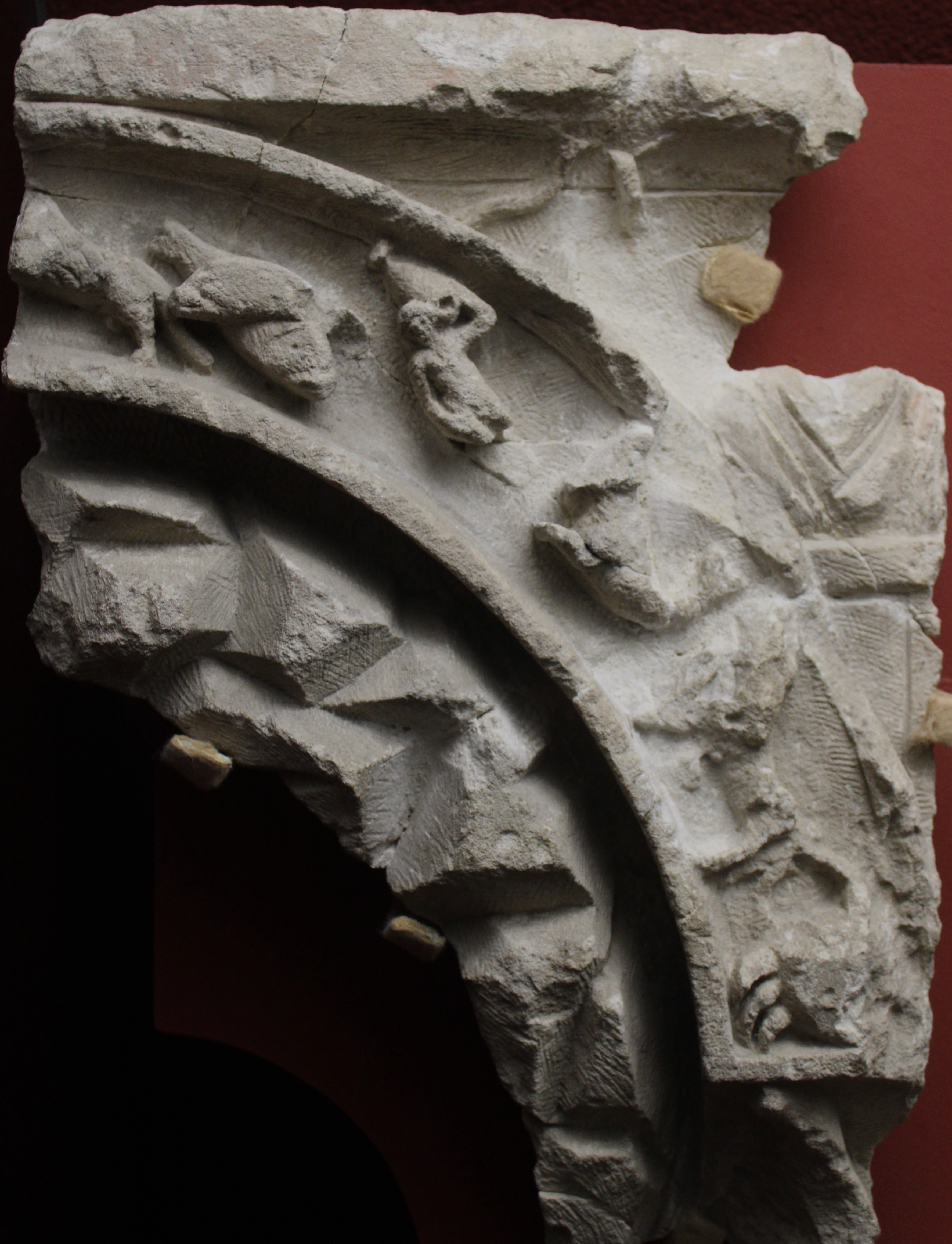
Fragment de plaque mithriaque représentant sur l'arcade les signes du Zodiaque. Bordeaux, milieu-fin IIe siècle Musée d'Aquitaine.

### Les autres divinités gréco-romaines
Des représentations du dieu Mercure ont fréquemment été retrouvées dans les mithréums, par exemple à Mérida et à Groß-Gerau. Ce dieu semble rapproché voire assimilé à Mithra, puisqu'une inscription mentionne un « dieu invincible Mithra Mercure » (Deus invictus Mithra Mercurius). Ce rapprochement semble lié au contexte germanique et gaulois, et aussi au fait que les adeptes de Mithra sont pour beaucoup liés au monde du commerce dont Mercure est la divinité tutélaire,.
D'autres représentations de diverses divinités ont été mises au jour dans les mithréums, sans que leur lien avec Mithra ou son culte ne soit évident. Il est possible que dans plusieurs cas il s'agisse d'objets présents dans un lieu de culte antérieur au mithréum, qui a réinvesti le lieu. Mais il est aussi probable que dans bien des cas ces dieux soient également vénérés dans les mithréums, ce qui confirmerait l'intégration du culte de Mithra dans ceux des dieux traditionnels du monde gréco-romain. On retrouve ainsi, entre autres, les dieux Apollon, Sarapis et Mars, les déesses Fortuna et Hécate, Amour et Psyché, ainsi que des divinités locales.

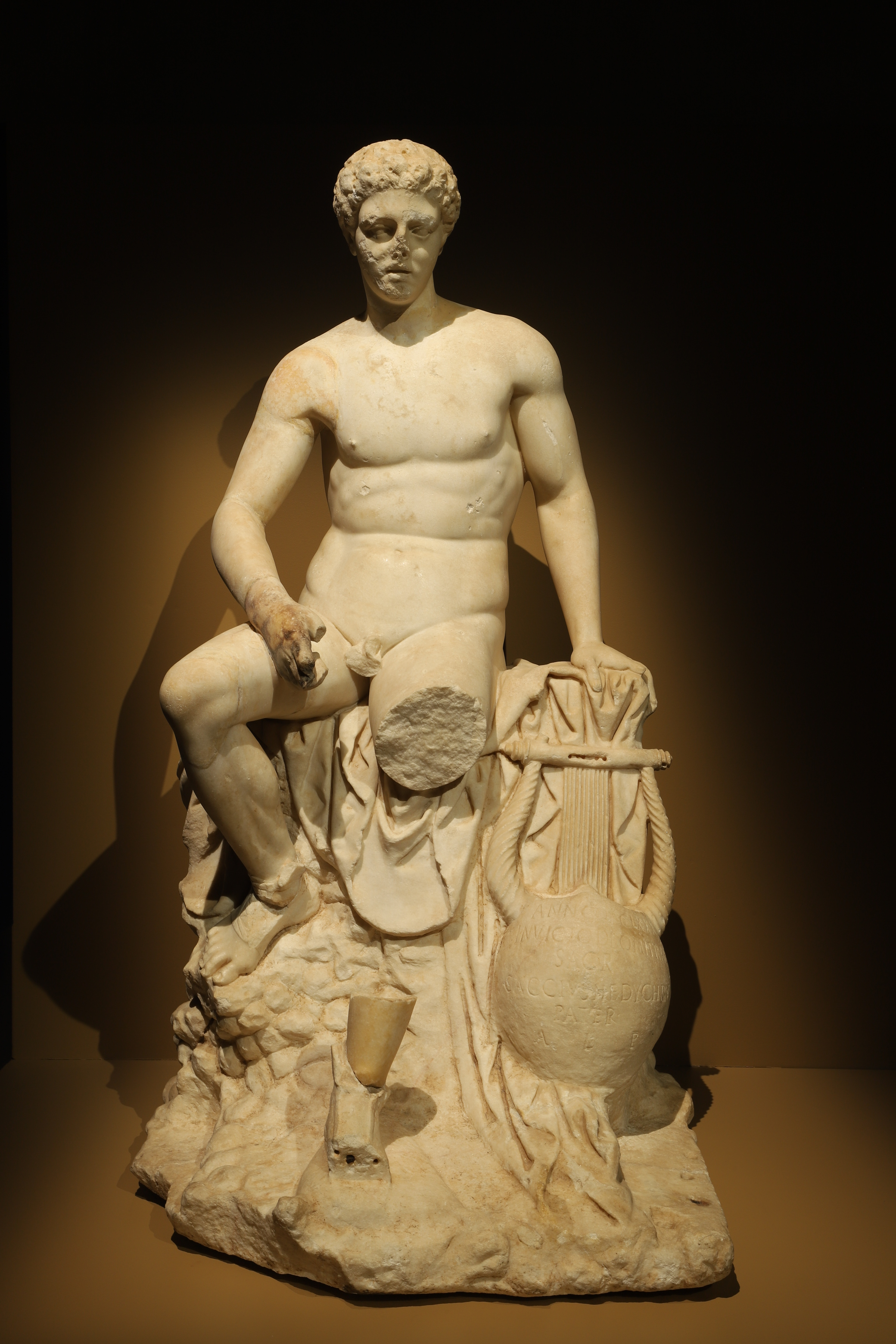
Statue à l'effigie de Mercure, provenant du mithréum de Mérida. Musée national d'art romain.
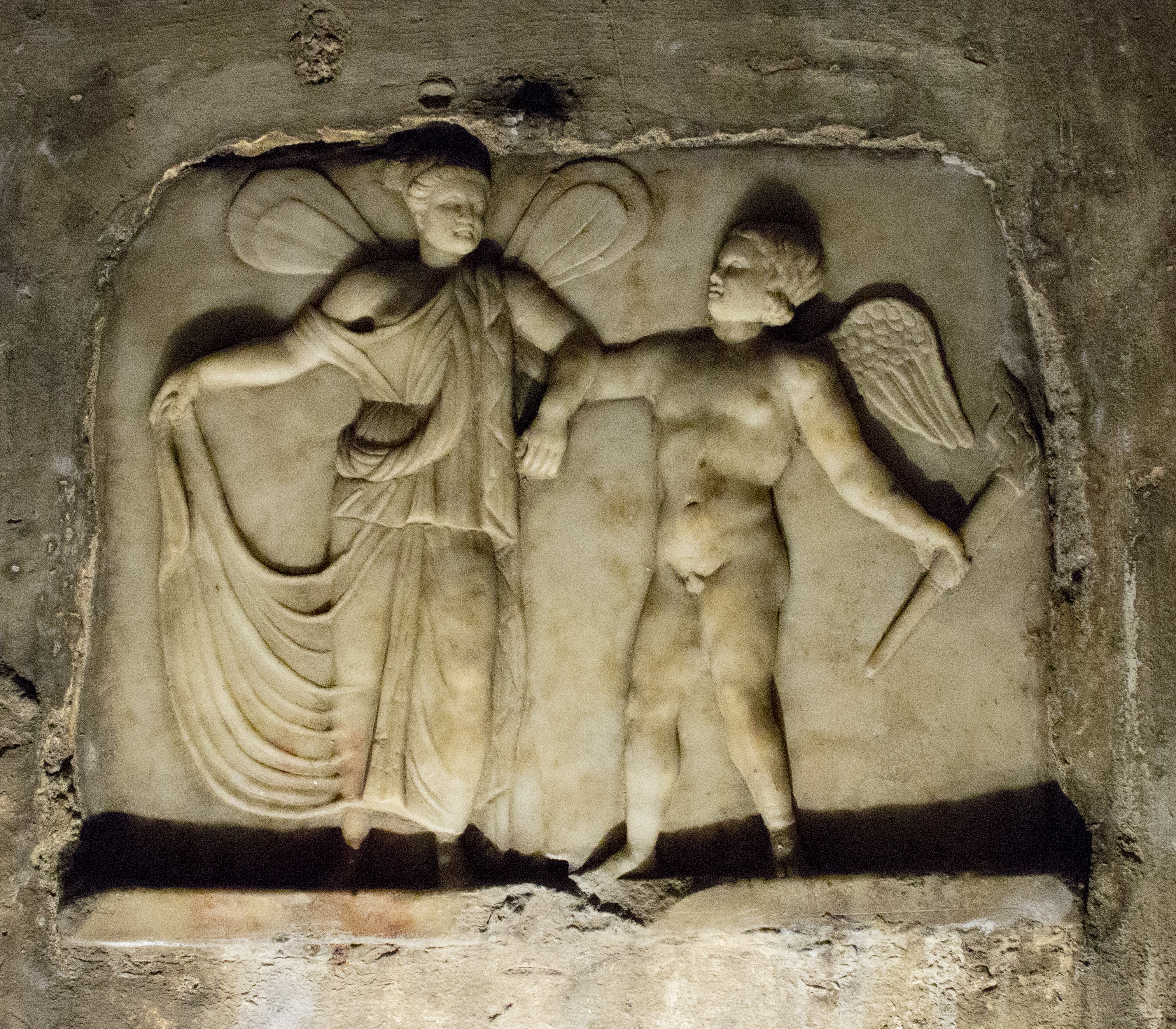
Bas-relief représentant Psyché et  Éros , mithréum de Santa Maria Capua Vetere.
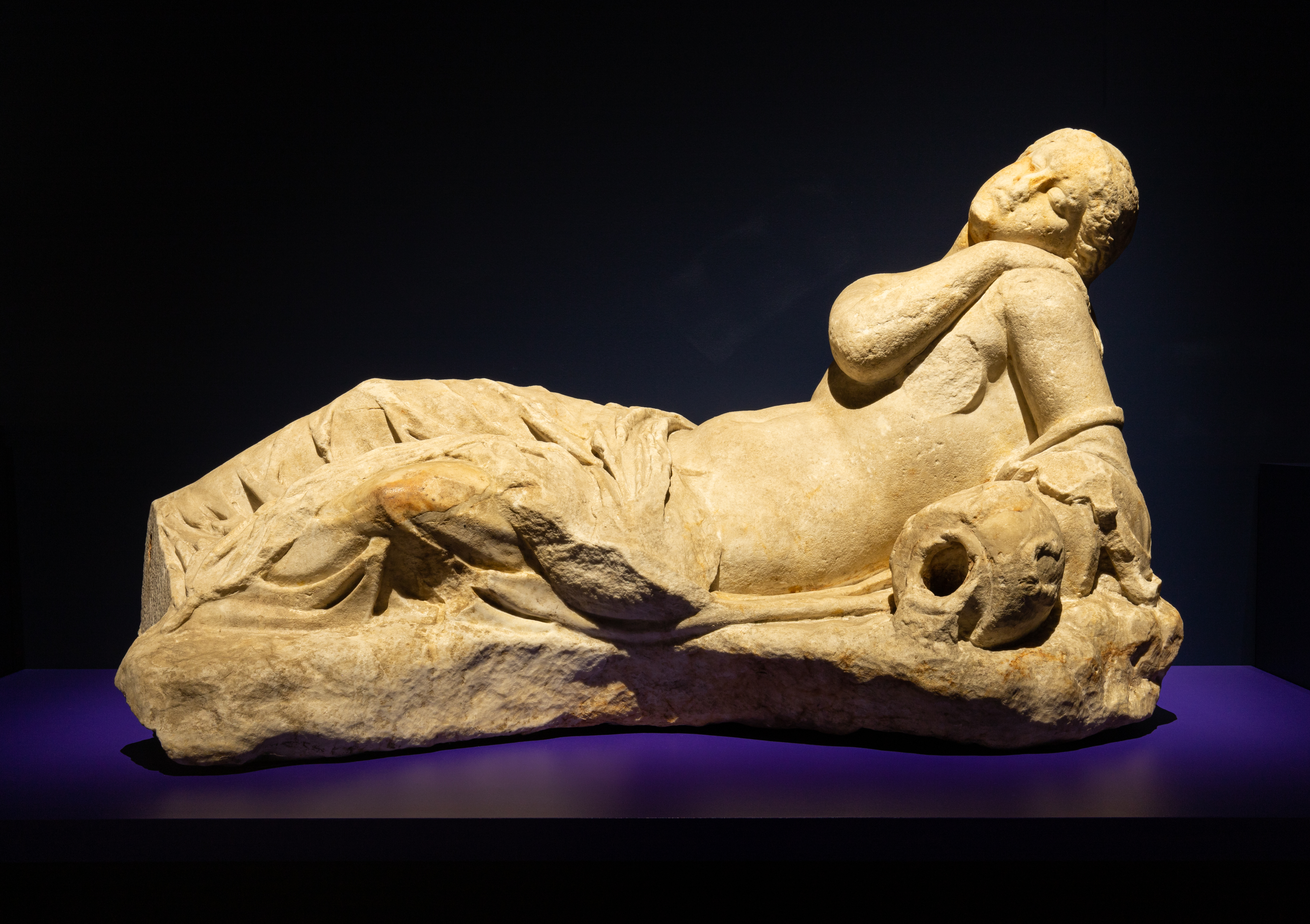
Statue de nymphe, provenant du mithréum de Septeuil. Musée d'Archéologie nationale.
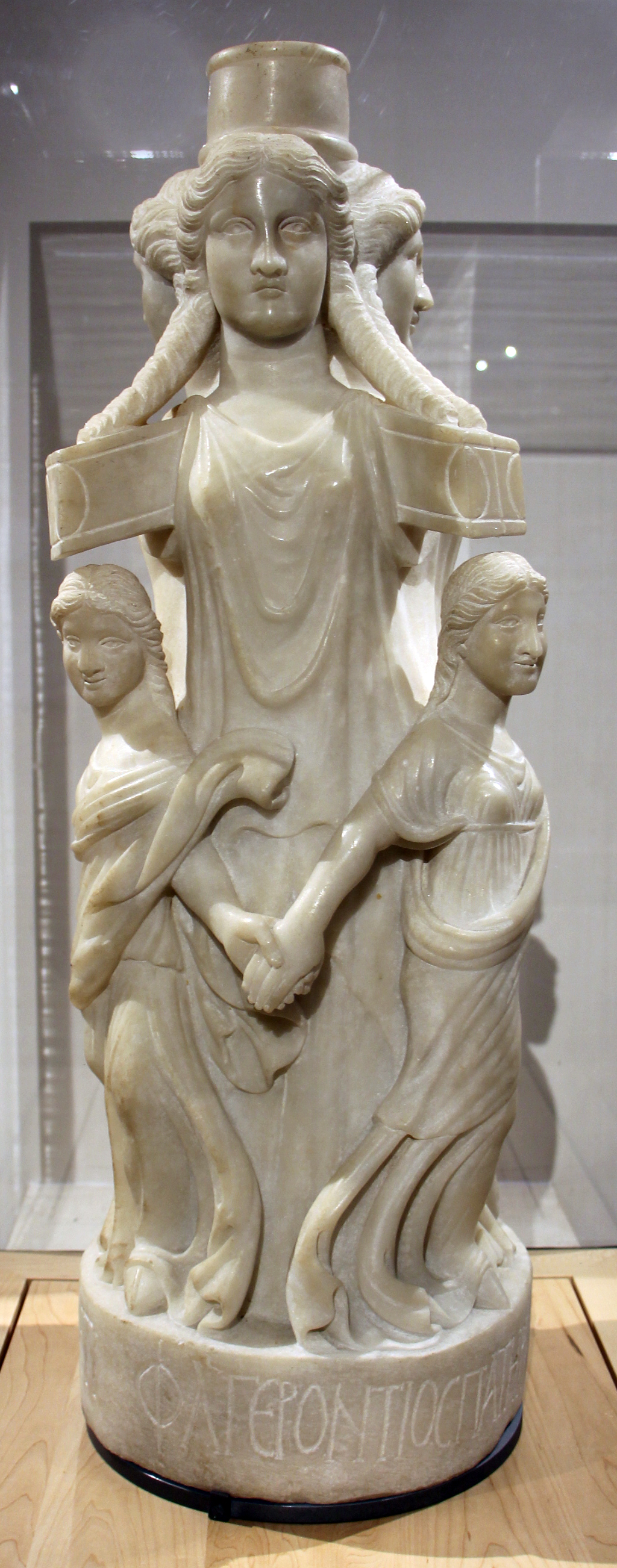
Statue triple de Hécate, accompagnée d'une ronde de danseuses, provenant du mithréum de Sidon, 389. Musée du Louvre.

### Le bestiaire mithriaque
L'imagerie mithriaque fait également intervenir différents animaux. Le chien, le scorpion et le serpent sont souvent représentés dans la tauroctonie. Le premier est un compagnon de Mithra, par son caractère domestique. Les deux autres renvoient plutôt au monde souterrain (chthonien). Le lion semble associé à Mithra ; il a souvent un aspect solaire et souverain. Le corbeau est également représenté, sans doute avec la fonction de messager divin. Lion et corbeau sont par ailleurs deux grades des adeptes du culte de Mithra. Enfin, le bestiaire mithriaque comprend également le coq, associé à Cautès, et la chouette, associée à Cautopatès, donc un oiseau associé au soleil levant et un autre associé à la nuit.

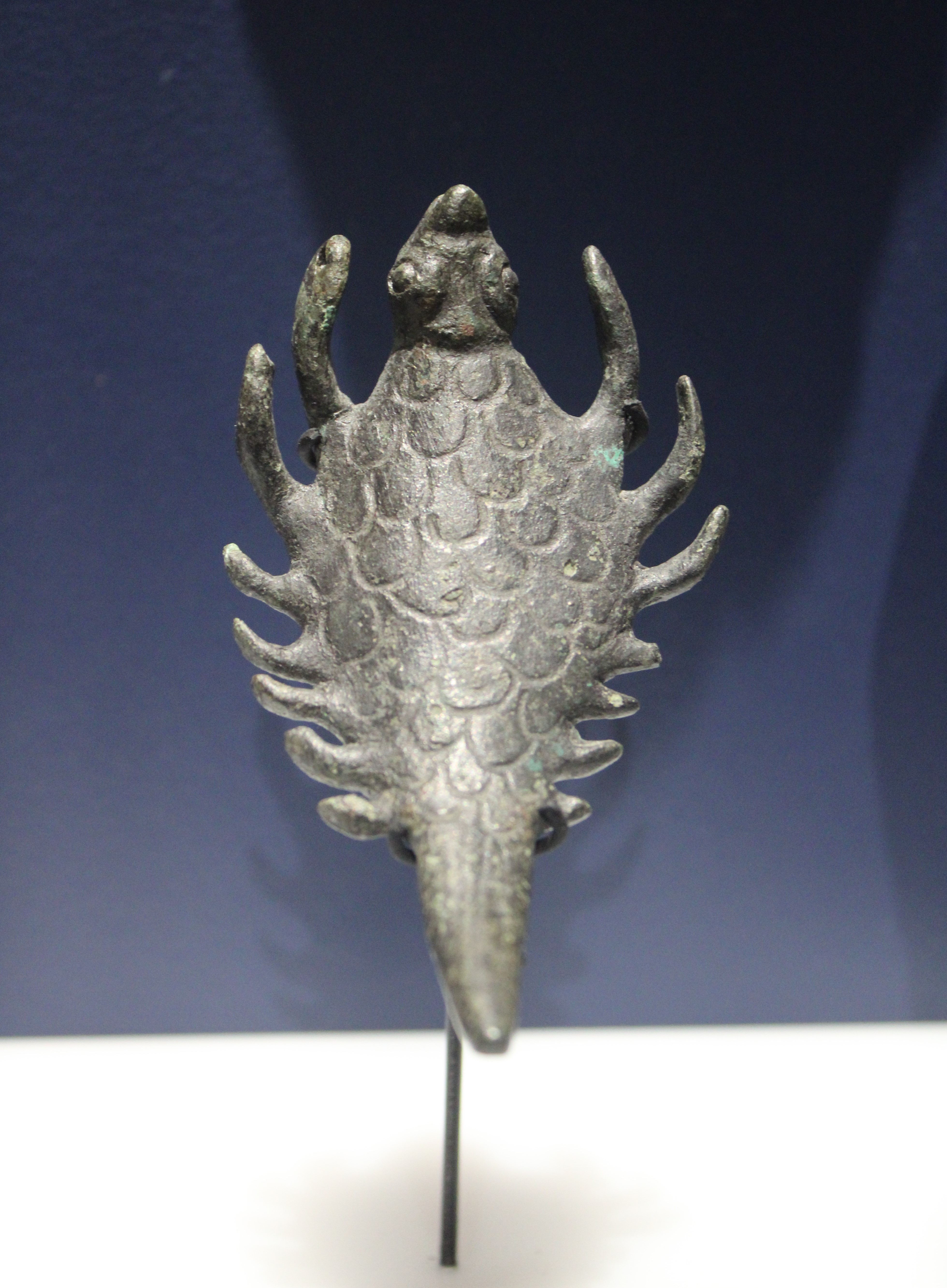
Statuette en bronze de scorpion. Mithréum de Martigny, musée d'histoire du Valais.
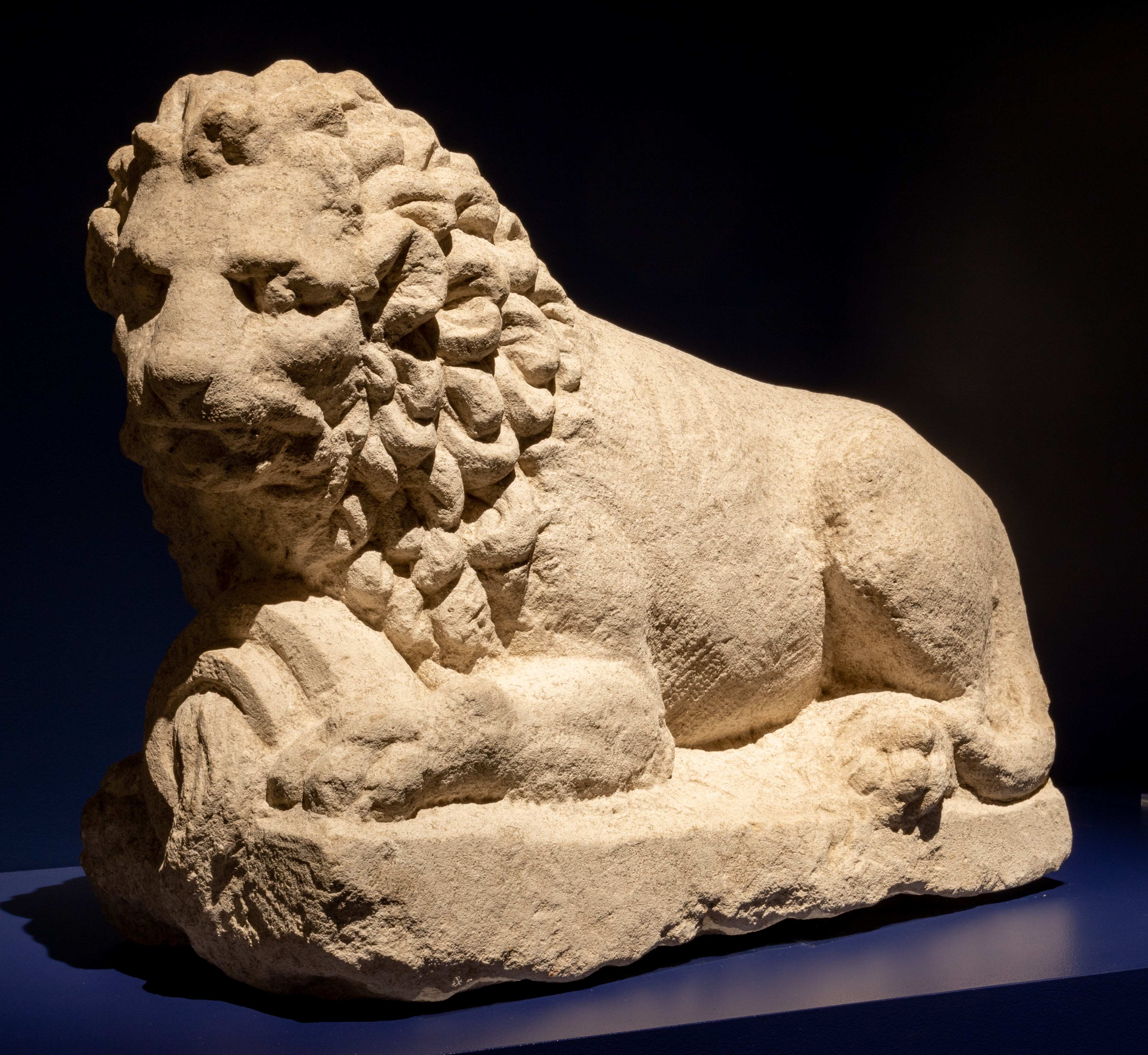
Statue de lion tenant une urne. Mithréum des Bolards, IIIe siècle, musée archéologique de Dijon.

## Les sanctuaires
Diverses inscriptions commémorent la construction ou la restauration des lieux de cultes mithriaques, qui occupent une place centrale dans l'organisation des communautés. Dans ces textes en latin, le lieu de culte mithriaque est désigné, surtout en Italie, comme une « grotte », speleum ou spelaeum, ou encore un « antre », antrum, termes qui font référence à sa salle de culte principale. Dans les provinces, ils sont plutôt désignés par les termes « temple », templum et « foyer », aedes. Le terme mithraeum, ou mithréum, employé par les spécialistes modernes pour désigner les sanctuaires de Mithra dans l'Empire romain, est un néologisme, employé depuis le XIXe siècle et popularisé par Cumont. Les fouilles archéologiques ont identifié près de 150 de ces lieux de culte mithriaques.

### Localisations
Les mithréums sont implantés de préférence en milieu urbain, dans des bâtiments existants qui sont réaménagés. Ils se trouvent dans des espaces de types variés : entrepôts, bâtiments commerciaux, espaces à vocation artisanale ou industrielle, espaces cultuels, thermes. La présence des communautés mithriaques urbaines est donc discrète, dans des lieux qui ne sont pas visibles au premier abord à la différence des temples urbains du culte public, et qu'il n'est pas possible d'étendre. Dans l'espace rural ils se présentent sous la forme de bâtiments isolés, bien délimités. Quelques mithréums se trouvent dans des sites naturels, des grottes aménagées, mais il s'agit d'un cas minoritaire.
La plus forte concentration de lieux de culte mithriaques se trouve en Italie, à Rome et Ostie,. Dans le reste de l'Empire, ils se retrouvent dans des agglomérations provinciales, qui ont souvent des tailles modestes, n'ont pas forcément de vocation militaire, ou à la campagne sur les domaines de grandes villas. Certains sanctuaires mithriaques fonctionnent simultanément sur un même lieu à proximité l'un de l'autre, comme à Frankfurt-Heddernheim, Stockstadt et Güglingen. Certains mithréums sont intégrés dans des sanctuaires plus vastes, à vocation thérapeutique ou thermale, aux côtés de divinités gréco-romaines ou de dieux locaux romanisés : c'est le cas de celui des Bolards à Nuits-Saint-Georges, situé dans le sanctuaire d'Apollon-Moritasgus, ou de celui de Septeuil, sanctuaire de sources transformé en lieu de culte de Mithra à la fin du IVe siècle.

### Aspect et agencements

Plan simplifié du mithréum de Martigny, v. 250-400, un mithréum de grande taille (dimensions), bâtiment de plain pied comprenant des salles annexes en plus du speleum.

Les mithréums sont des lieux aisément identifiables par l'archéologie, et ce même s'ils ne livrent aucune image mithriaque, parce qu'ils partagent une organisation similaire et sont implantés dans des lieux spécifiques, souvent semi-enterrés, ce qui assure que leurs traces perdurent après leur abandon.

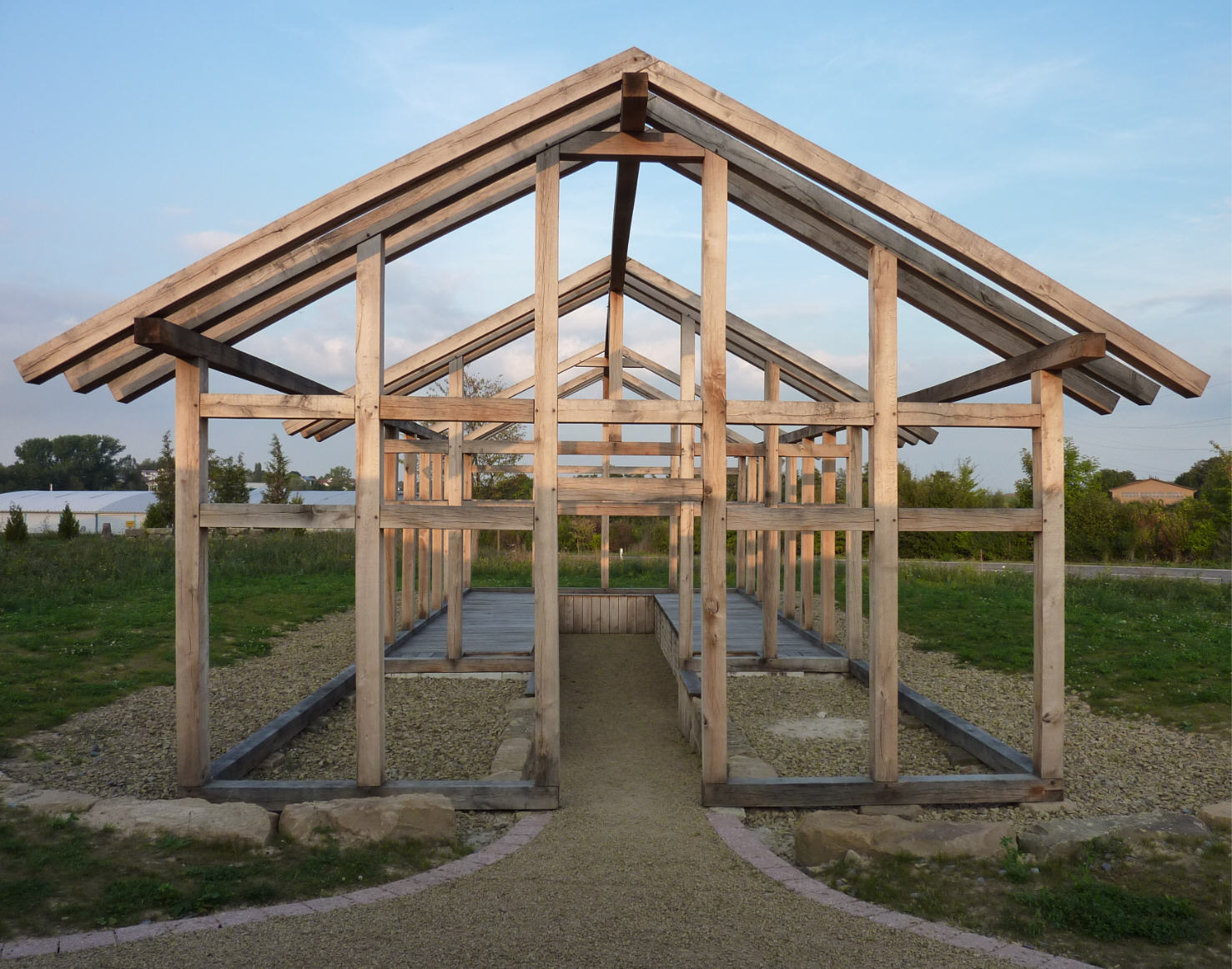
Ruines et reconstitution de la structure du mithréum II de Güglingen (Allemagne).
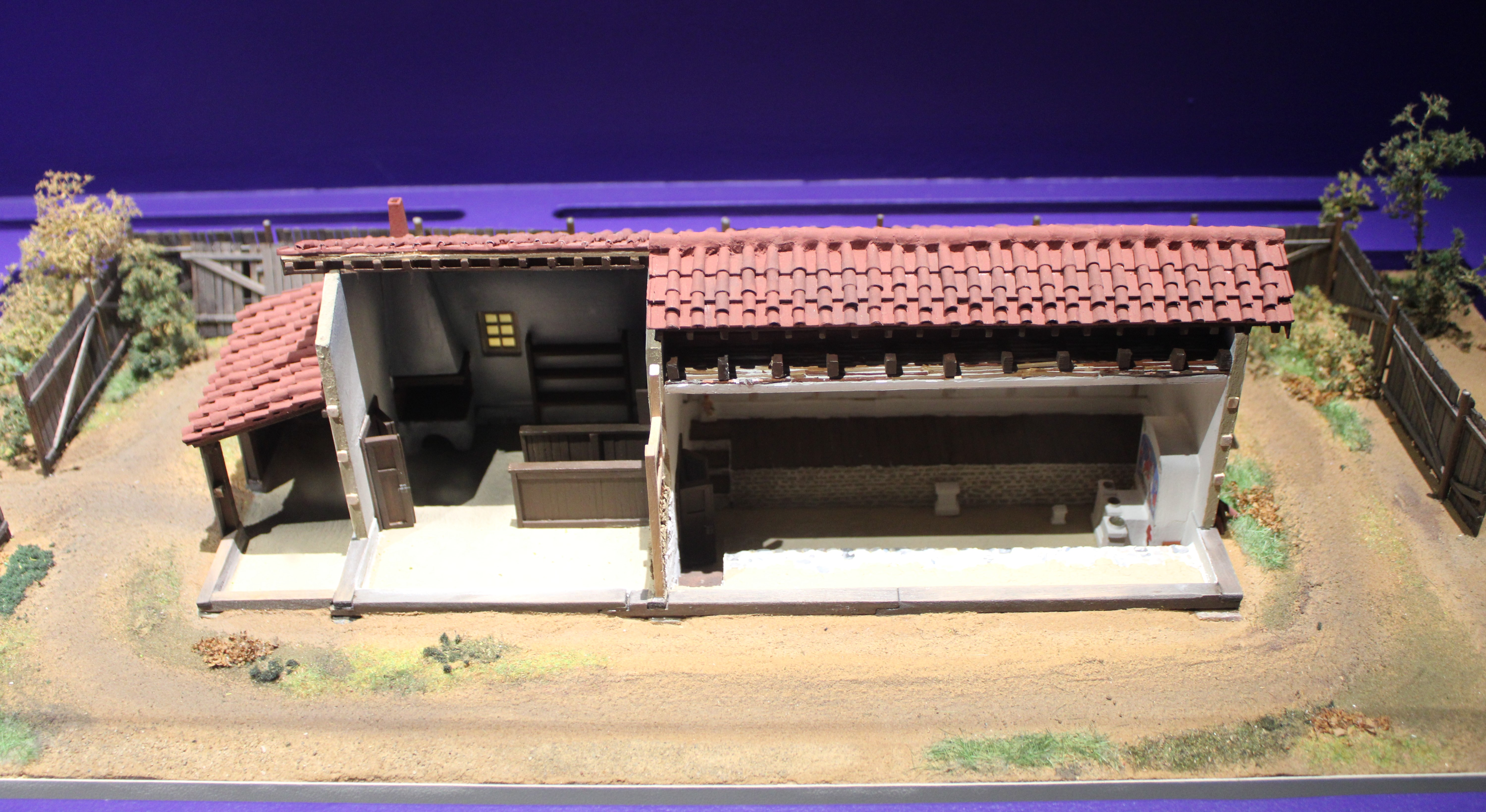
Maquette du mithréum II de Güglingen (Allemagne).

Les dimensions de ces sanctuaires peuvent varier d'une vingtaine de mètres carrés (Wiesloch en Allemagne, 5,70 × 4 m) à 240 m2 pour le plus grand (Els Munts en Espagne, 30 × 8 m). Il y a peu de cas où un mithréum est agrandi. L'apparition de nouveaux adeptes dans une agglomération semble plutôt se traduire par l'aménagement d'un nouveau lieu de culte.
La pièce principale et caractéristique d'un mithréum est la « grotte » ou « caverne », speleum, spelæum ou spelunca, grande salle rectangulaire dont l'organisation est « conditionnée par deux éléments, la référence à la grotte sacrificielle dans le récit mithriaque et l'organisation de banquets, deux mises en scène spatialisées » (L. Bricault et P. Roy).
C'est donc un lieu ténébreux qui doit reproduire l'image et l'ambiance d'une grotte, en étant maintenu dans l'obscurité, pouvant recevoir l'éclairage naturel seulement par le biais de petites ouvertures, et sinon éclairé par des lampes souvent placées dans des dispositifs permettant des jeux de lumière. Cela qui explique le choix fréquent de lieux semi-enterrés, de cryptes. Le mithréum reproduit un microcosme renvoyant à la geste de Mithra, notamment par le biais de la représentation d'éléments astraux : images ou symboles du Soleil et de la Lune, représentation d'une voûte céleste sur le plafond, avec des étoiles peintes, et des symboles zodiacaux. Ce plafond est généralement une voûte,.
Quant au rôle de salle de banquet, il se voit dans le fait que son organisation reprend celle des lieux de banquet romains plutôt que celle des temples : la pièce a un plan rectangulaire et symétrique, qui suit généralement l'organisation d'un triclinium, en trois parties, avec deux banquettes disposées le long des côtés allongés, pour les convives, et au fond dans l'axe de l'entrée le lieu où est disposé l'hôte et maître du banquet, visible de tous, place occupée par la représentation du dieu Mithra, plus précisément sa tauroctonie. Celle-ci devient en effet l'image de culte vers laquelle se tournent les rituels, point focal disposé sur un podium, élaboré de façon plus ou moins complexe, souvent sculptée et colorée, d'autres fois seulement peinte,.

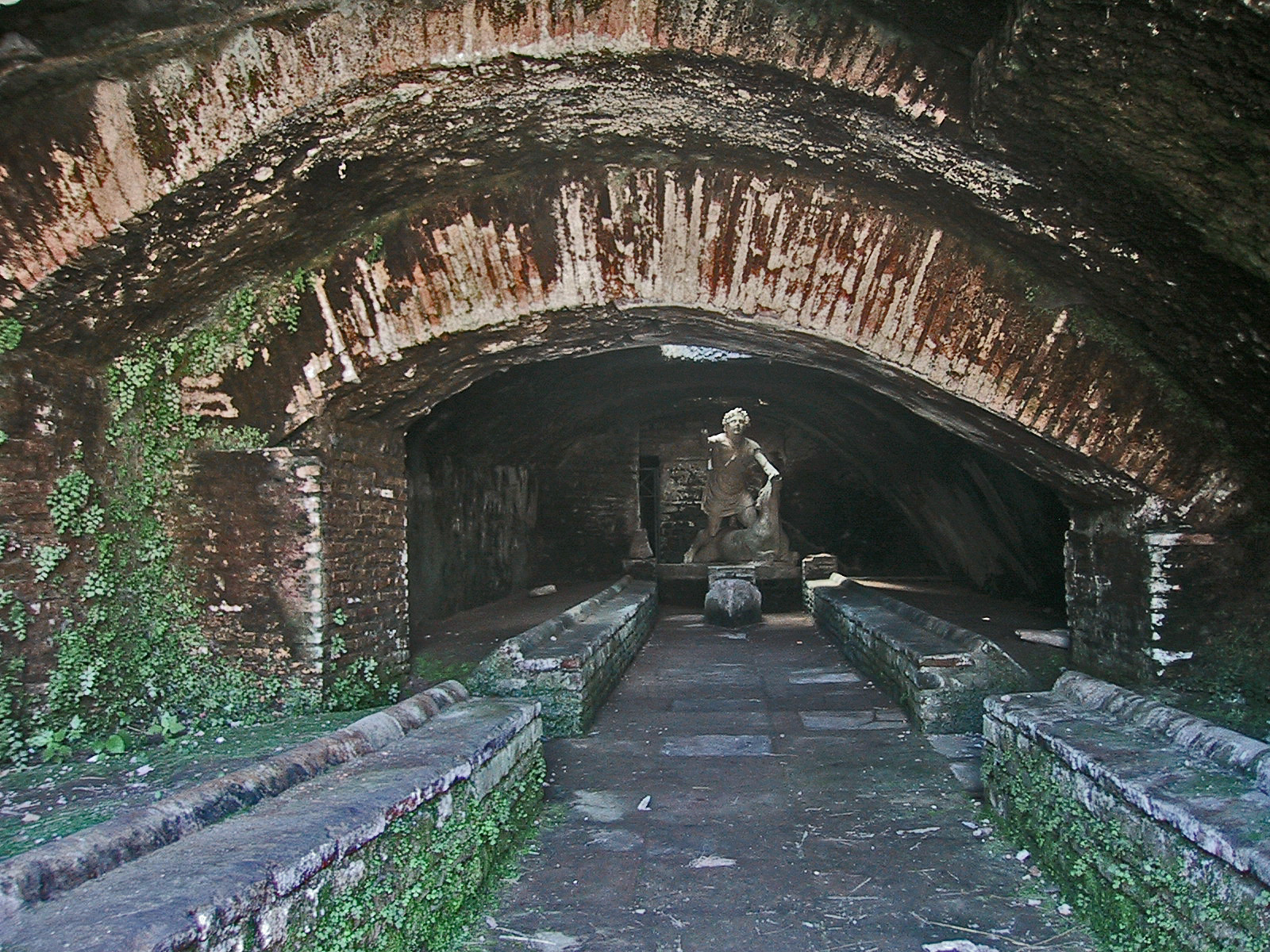
Speleum du mithréum des Thermes de Mithra, à Ostie (Italie).
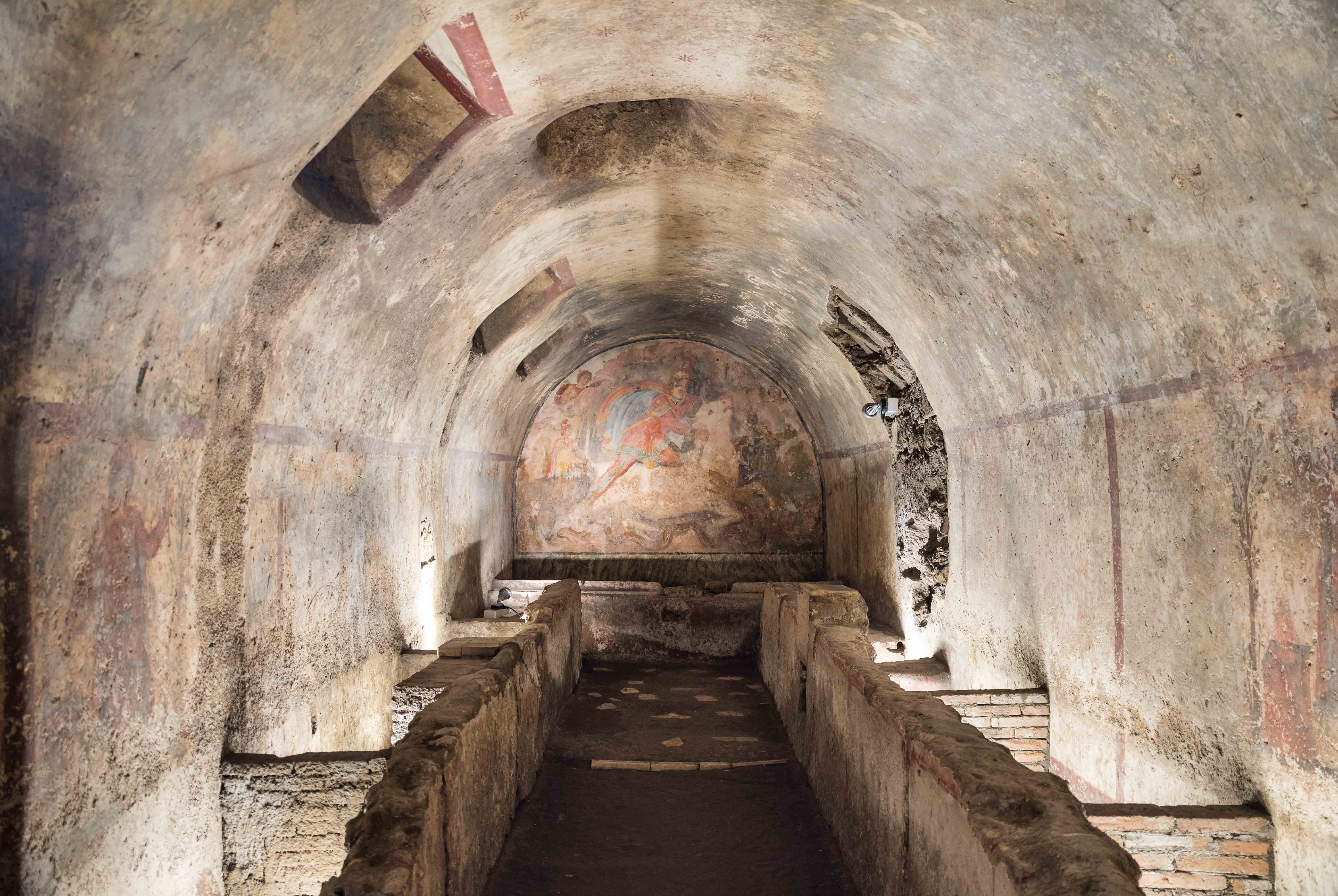
Speleum du mithréum de Santa Maria Capoua Vetere (Italie), orné de fresques.
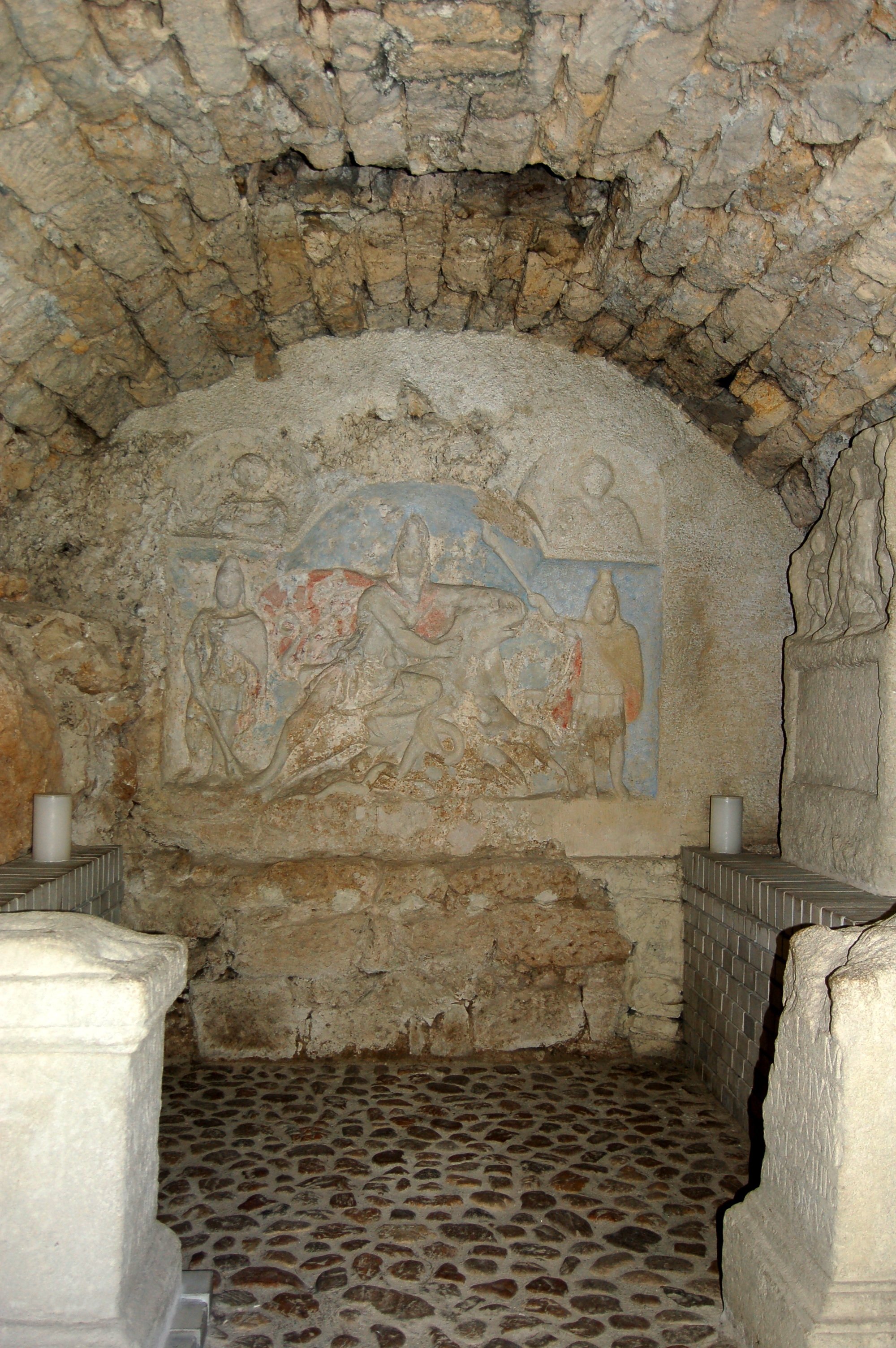
Speleum du mithréum de Fertőrákos (Hongrie).
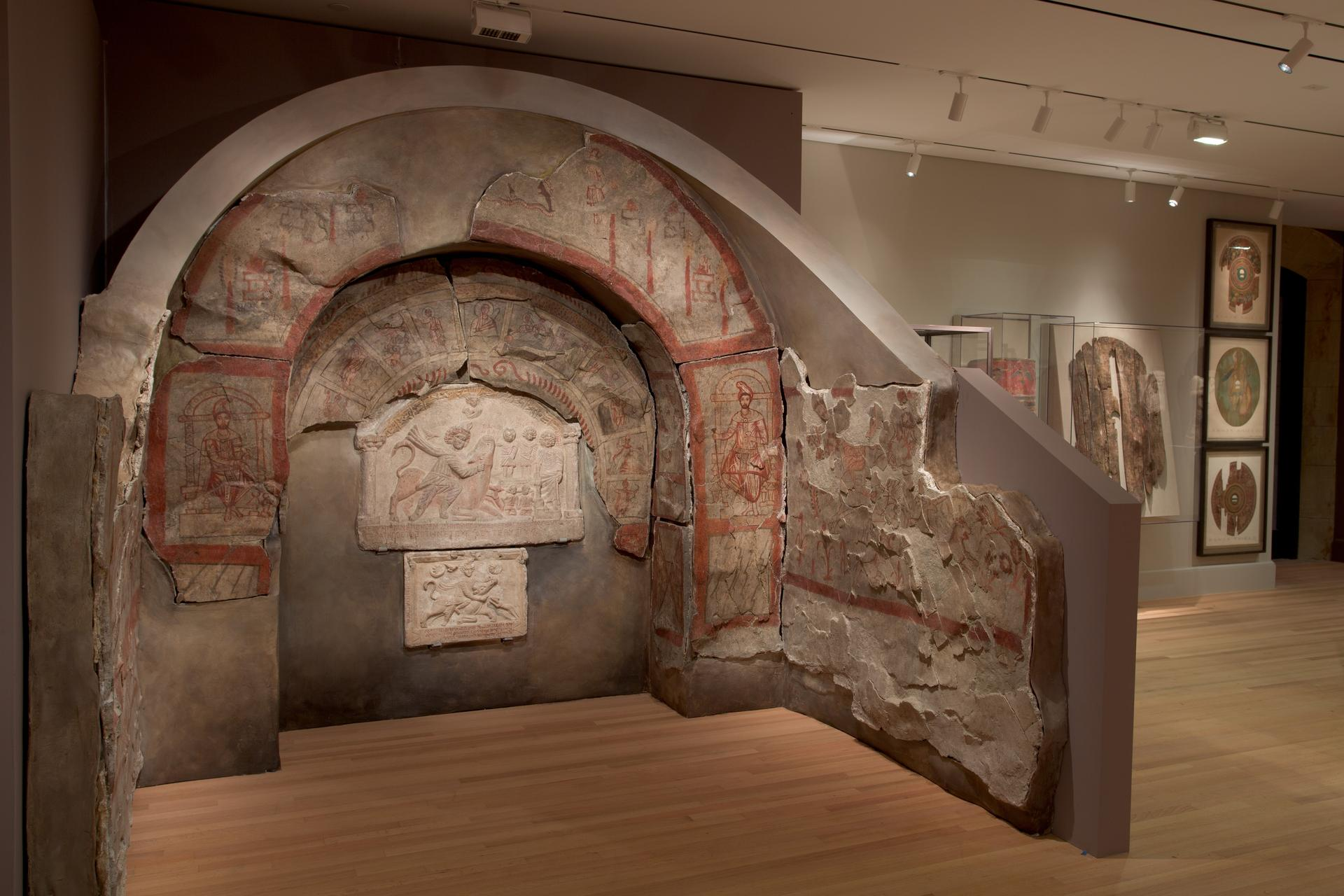
Niche du mithréum de Doura Europos (Syrie). Yale University Art Gallery.
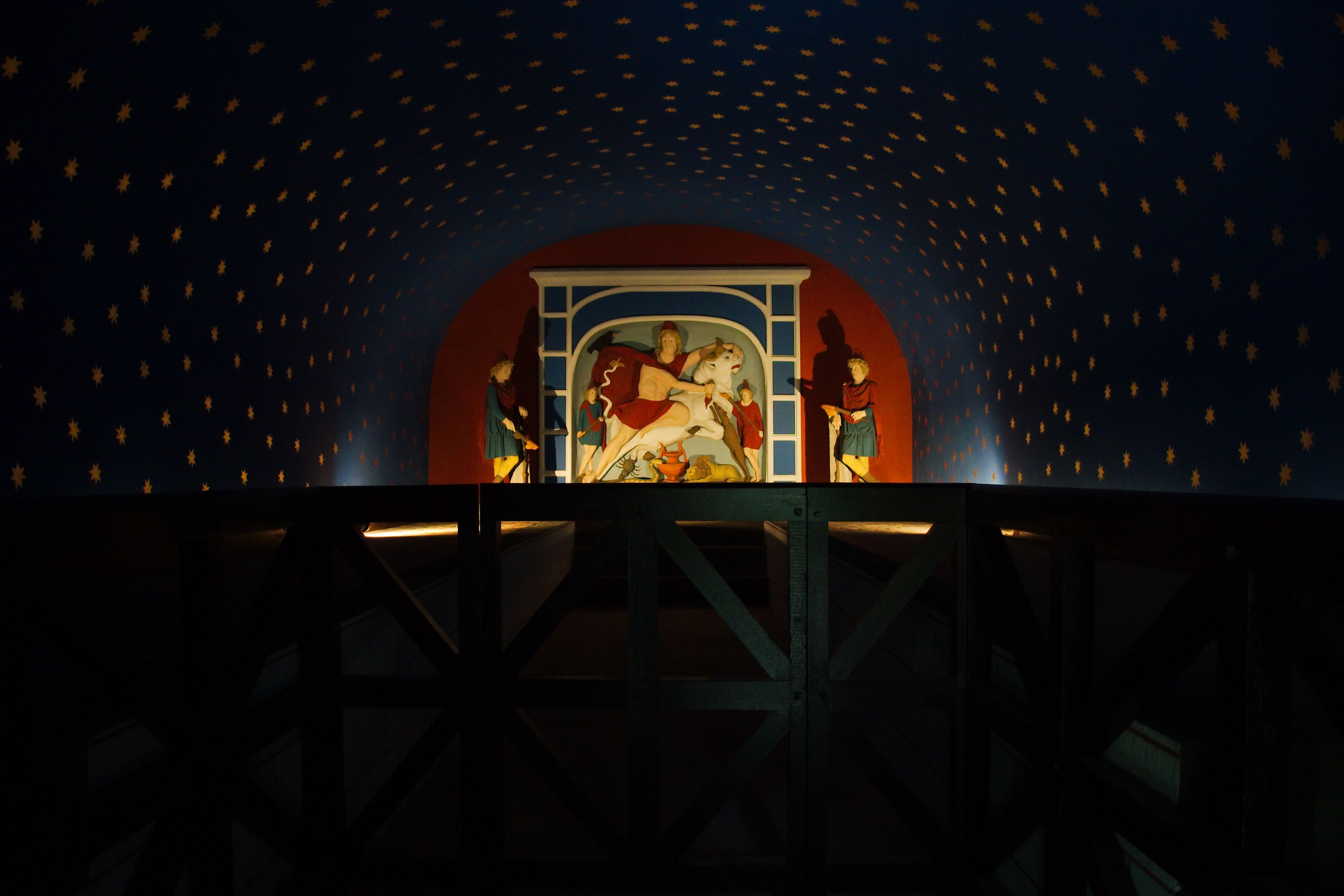
Reconstitution du speleum du mithréum de Saalburg (Allemagne).
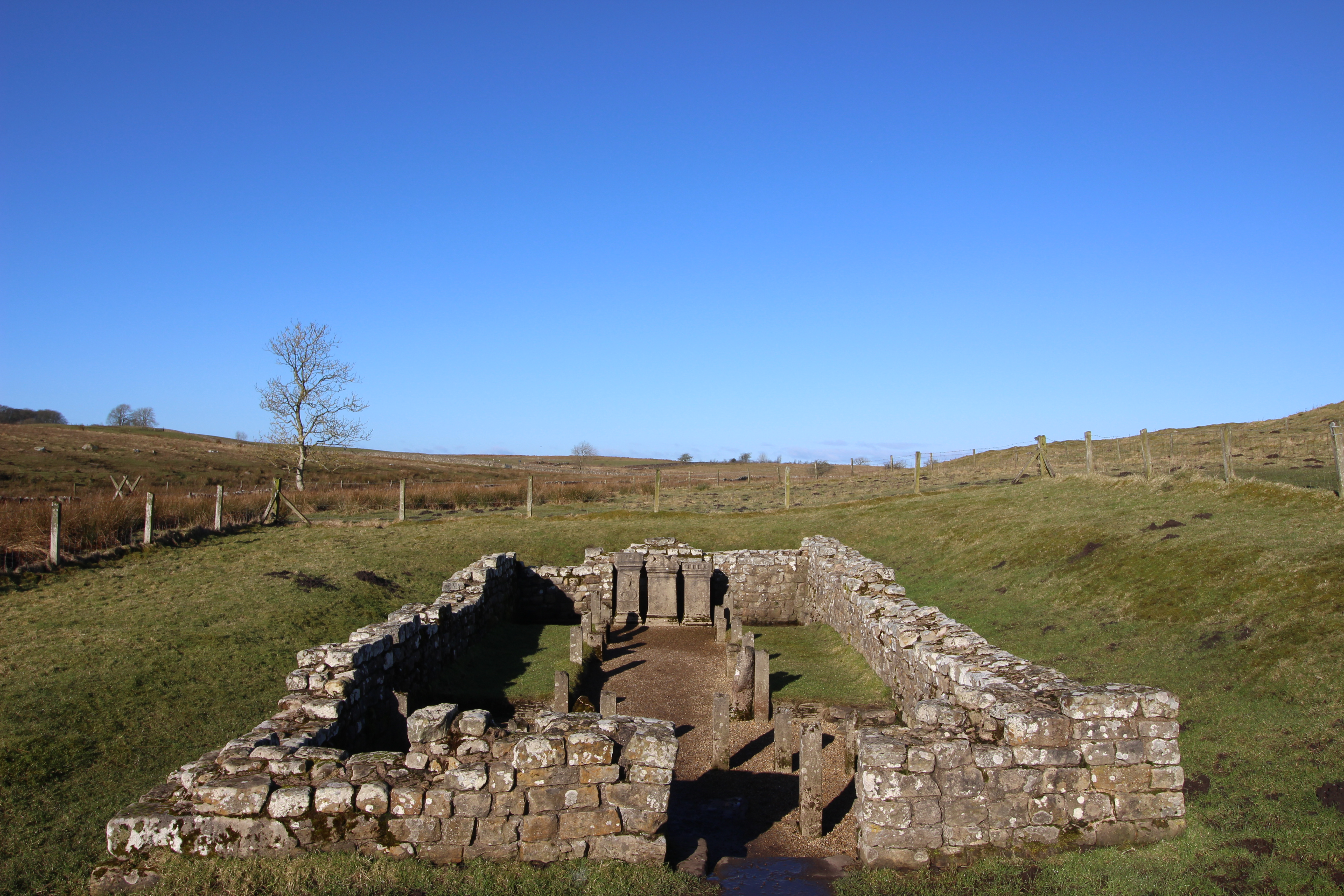
Vestiges du mithréum de Carrawburgh (Angleterre), un des forts du mur d'Hadrien.

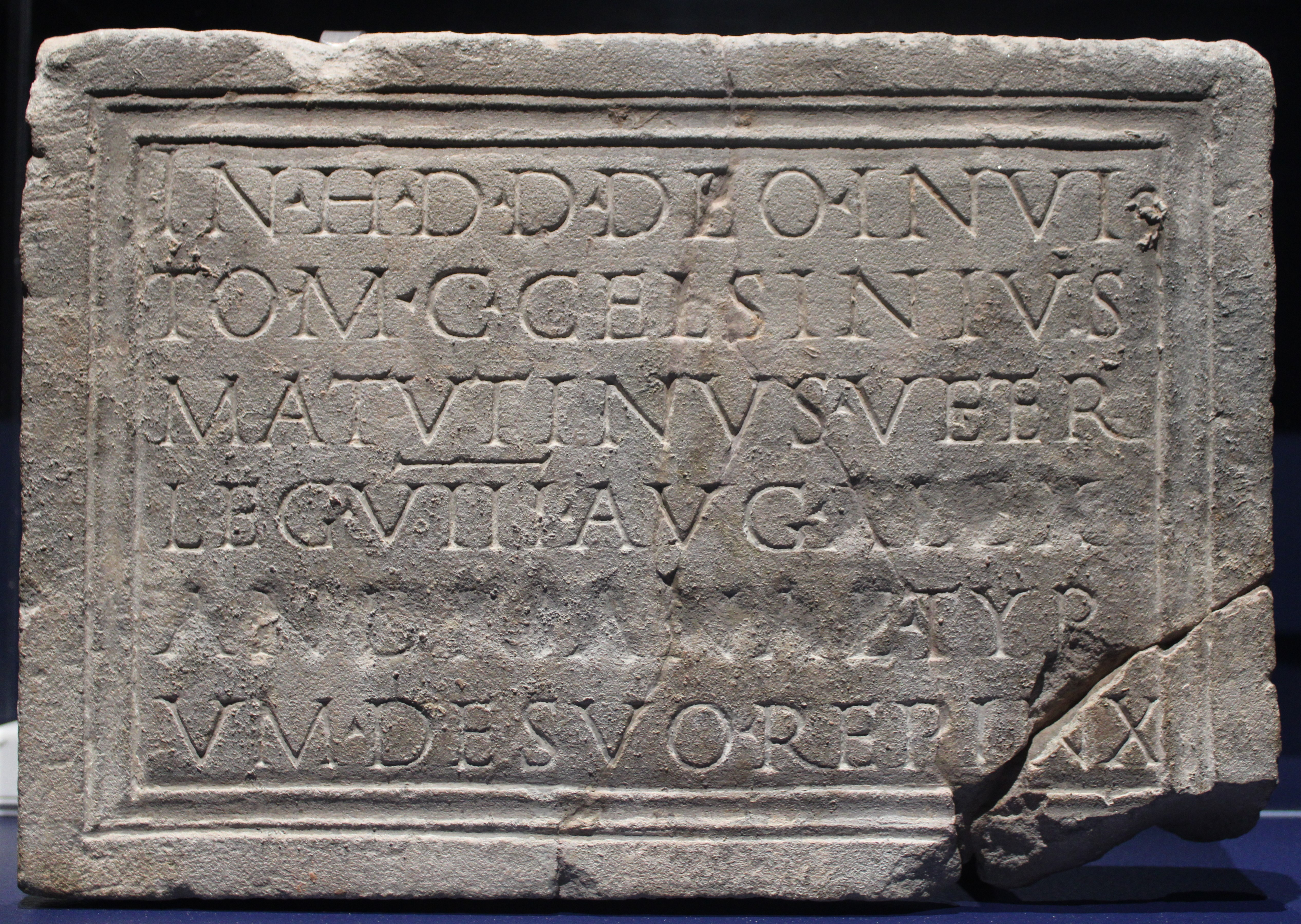
Inscription du mithréum de Koenigshoffen (Strasbourg), commémorant la réfection d'un relief cultuel, vers 222/3. Traduction de l'inscription : En l’honneur de la maison divine, pour le dieu invincible Mithra, Caius Celsinius Matutinus, vétéran de la Légion Auguste [Alexan]driana, a repeint à ses frais le relief. Musée archéologique de Strasbourg.

Les décors sont présents dans un nombre restreint de mithréums, ce qui n'est pas forcément lié à des questions de conservations mais reflète sans doute les moyens et préoccupations des communautés mithriaques. Les fresques se retrouvent dans quelques mithréums italiens (Santa Prisca à Rome, Capoue, Marino), les peintures simples sont plus courantes, mais restent sans doute onéreuses donc seulement à la portée des adeptes les mieux dotés financièrement. La statuaire est le type de décor privilégié, avec des éléments qui semblent se retrouver de façon courante si ce n'est systématique, en plus de la tauroctonie : statues des dadophores Cautès et Cautopatès, des autres divinités associées au culte mithriaque, des scènes de la geste de Mithra, notamment sa naissance.
Les sanctuaires mithriaques les plus vastes disposent de salles annexes, pas ou peu décorées. Une antichambre ou hall d'entrée indépendant (atrium, porticus) se retrouve ainsi dans certains cas. Une ou plusieurs salles annexes (apparatorium) sont également attestées, sans doute avec la fonction de local utilitaire, une sorte de vestiaire ou d'entrepôt du matériel rituel, ou encore un lieu de stockage de la nourriture et de préparation des repas,,.

## Les communautés d'adeptes

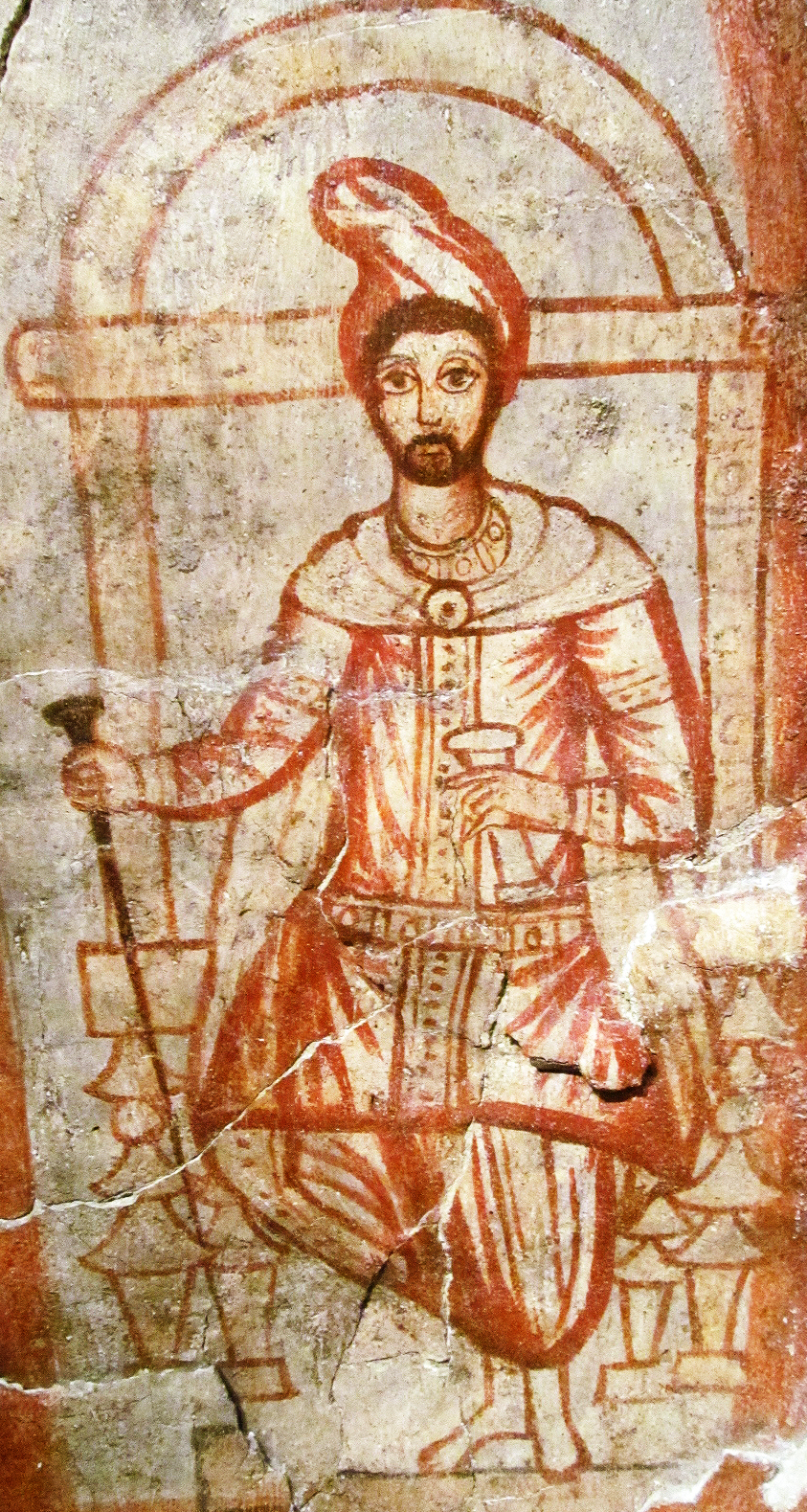
Adepte du culte de Mithra, mithréum de Doura Europos.

### De petites organisations privées
Dans l'Empire romain, Mithra ne semble avoir reçu un culte public, officiel, que dans des cités d'Anatolie, région où il est vénéré depuis bien avant l'époque romaine,, ; c'est notamment le cas de Trapézonte dont le monnayage d'époque impériale représente souvent Mithra, parfois en compagnie de Cautès et Cautopatès.
Mais dans le reste de l'Empire, le culte mithriaque sous sa forme de culte à mystères est une affaire privée (à la différence des autres cultes à mystères). Il n'est donc pas intégré dans les cultes officiels des cités, sans faire pour autant l'objet de proscriptions et de persécutions. Il s'appuie sur de petites communautés autonomes dispersées, disposant chacune de son propre sanctuaire, souvent aménagé dans une construction préexistante, isolée de l'espace public. Le caractère secret de ce culte est souvent mis en avant, mais il devait se limiter aux cérémonies, et non pas à l'existence des groupes mithriaques qui devait au moins être connu au niveau local, ne serait-ce que par les familles des adeptes et les autorités administratives et politiques. Leur nature de cercle fermé leur confère au moins un caractère discret,.
Ses membres se définissent dans les inscriptions comme des cultores, « ceux qui adorent [Mithra] par des rites », ou des devoti, « dévots [de Mithra] », mais le mot qu'ils semblent utiliser entre eux pour se désigner est syndexi, « ceux qui sont unis dans la poignée de main », ce qui semble faire référence au geste accompli lors du rituel d'initiation. Parmi les documents exceptionnels mis au jour dans un mithréum, un album gravé sur bronze provenant de Virunum (Norique, Slovénie actuelle) indique le nom des membres initiés de la communauté mithriaque locale, avec 34 noms gravés initialement, puis complétés par la suite jusqu'à atteindre 98 noms, même si cela ne veut pas dire qu'ils aient tous été membres en même temps car les départs ne sont pas notés. Parmi eux, six Pater sont distingués.

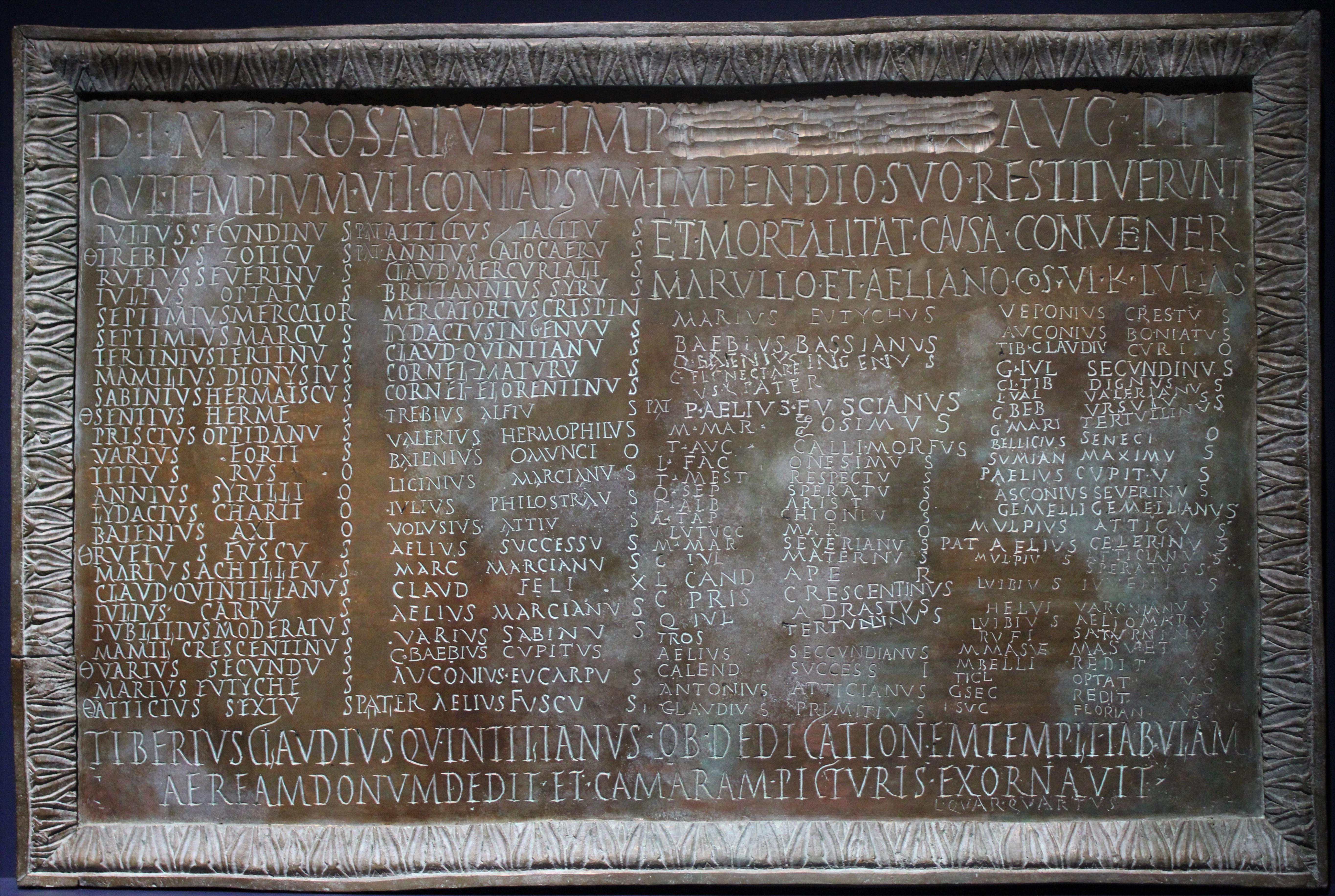
Plaque en bronze du mithréum de Virunum (fac-similé).

Le culte de Mithra repose sur des communautés autonomes de taille modeste, qui ont pu comprendre entre une douzaine et une quarantaine de membres si on en juge par la taille de leurs lieux de réunion (mais ce critère peut être trompeur car tous les membres n'ont pas forcément participé aux rituels en même temps). Du point de vue juridique, les communautés d'adeptes de Mithra semblent être des collèges (collegium), des associations privées, autorisées par la loi mais non enregistrées auprès des autorités publiques. Il s'agit alors d'associations cultuelles, se réunissant à des intervalles réguliers, dans le but de vénérer une divinité protectrice, en l'occurrence Mithra. De ce fait, le Pater n'est pas seulement le grade supérieur du culte mithriaque, mais aussi le chef de ce collège.
Pour se financer, les communautés peuvent faire appel à un mécène disposant de ressources importantes, mais il est aussi possible que des communautés se répartissent la charge financière de façon collégiale. De toute manière ces communautés ont pour la plupart des moyens réduits, comme l'indique le fait que les mithréums ont des dimensions modestes, que leur construction et leur décoration n'a pas nécessité d'importantes ressources, quand il ne s'agit pas en bonne partie de remplois.
Elles sont sans doute souvent mises en place et soutenues par des personnages éminents issus du groupe social des entrepreneurs urbains et organisées en fonction de liens professionnels. Les créations comme les disparitions de communautés sont un phénomène courant et beaucoup n'ont sans doute eu qu'un caractère éphémère, disparaissant pour des raisons internes comme l'impossibilité de remplacer un Pater après sa mort ou son déménagement. Le rôle des chefs de communautés semble en effet primordial : un personnage ayant suffisamment de moyens financiers peut aménager un lieu de culte, s'introniser Pater, et y attirer des adeptes parmi son entourage ; l'autorité religieuse du Pater peut aussi jouer un rôle important dans l'apparition d'une communauté.

### Genre et sociologie

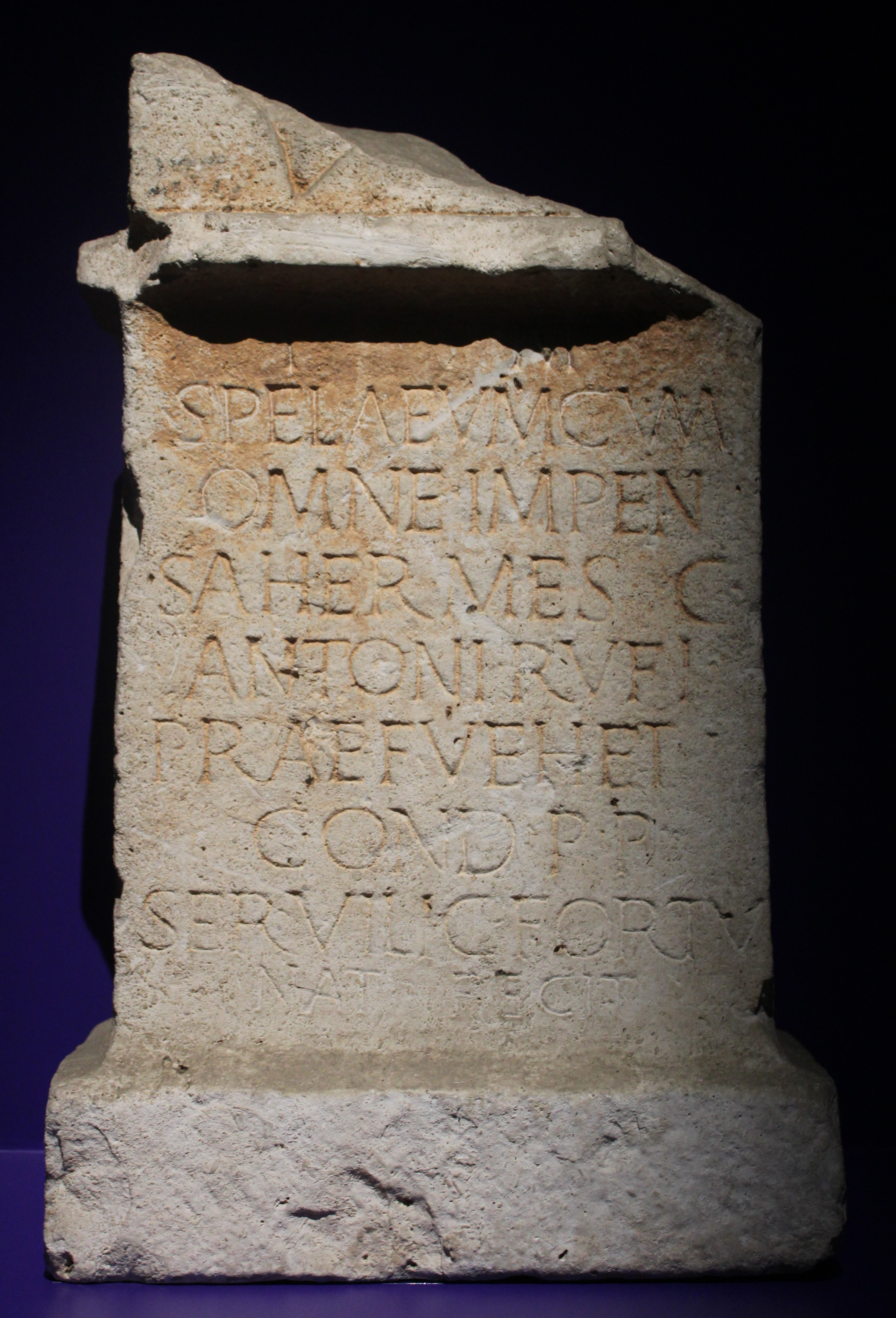
Autel commémorant la construction d'un speleum à Senia (Senj, Croatie) par un esclave employé par les douanes, entre 150 et 170. Traduction de l'inscription : À l’invincible Mithra, Hermes, esclave intendant de Caius Antonius Rufus, préfet des routes et fermier de l’impôt des douanes, (a dédié) le spelaeum, avec toutes les dépenses (afférentes et) Fortunat[us velianus] l’a fait..

Il est généralement considéré que le culte de Mithra est accompli par des groupes exclusivement masculins, et que les femmes en sont exclues,,. En tout cas en l'état actuel des connaissances aucune dédicace du culte mithriaque parmi le millier connu n'a été faite par une femme. Il est possible que des femmes aient eu un rôle indirect dans le culte, par exemple pour préparer des banquets.
Franz Cumont pensait que le culte était réservé aux militaires, ce qui a été infirmé par la suite, car ils ne représentent que 10-11 % des adeptes attestés par les inscriptions,. Les dévots de Mithra sont donc pour l'essentiel des civils, qui se rencontrent dans l'équivalent de la « classe moyenne » de la société romaine, parmi des personnes ayant connu une réussite modeste, au moins sur le plan financier, mais sans forcément recevoir une reconnaissance sociale. Il s'agit de soldats, d'artisans, de marchands, de fonctionnaires,. Le culte se diffuse d'ailleurs souvent au travers des relations professionnelles : soldats d'une même légion, fonctionnaires impériaux d'une même structure telle que l'office des douanes. Les esclaves et affranchis, notamment ceux employés par l'administration, sont souvent attestés (respectivement 90 et 50). En revanche, en dehors de quelques exceptions l'élite sénatoriale ne s'est pas intéressée au culte de Mithra, pas plus qu'aux autres cultes à mystères, de même que les chevaliers et décurions municipaux.

### Grades

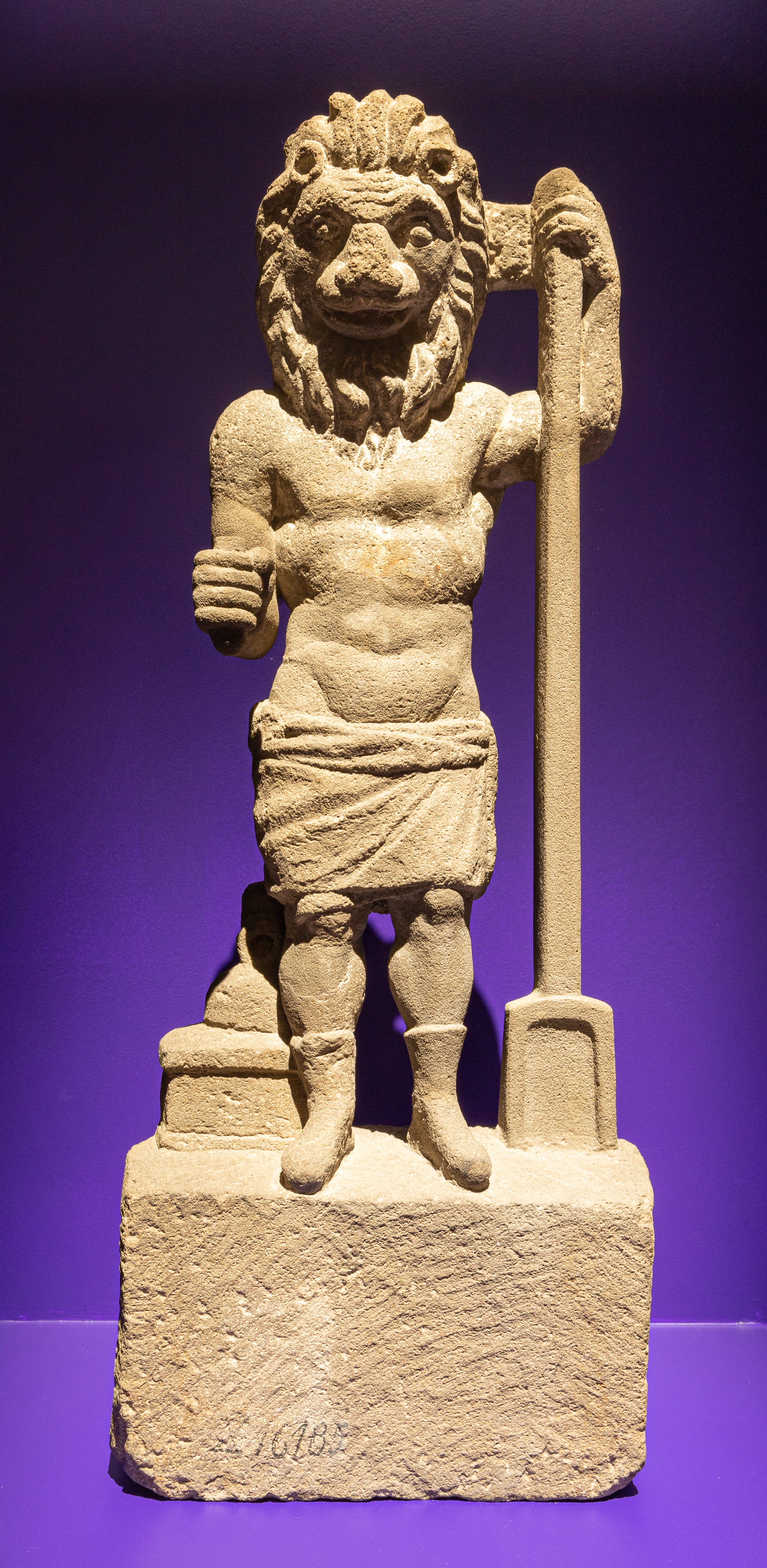
Statue d'un adepte du grade du Lion tenant une pelle à feu. Mithréum de Heddernheim, III, Musée archéologique de Francfort-sur-le-Main.

Chaque adepte avait un rôle à jouer dans sa communauté, déterminé par son grade. Au moins trois grades sont attestés pour l'ensemble de la période, par ordre d'importance : celui de « Corbeau », Corax, qui sont des novices ; celui de « Lion », Leo, qui constituent la majorité des membres initiés ; celui de « Père », Pater, les chefs des communautés. Porphyre connaît ces grades également : dans l'Antre des Nymphes, il présente le Corbeau comme un serviteur, le Lion comme un acteur des rites, et le Père comme le commandeur. Quelques inscriptions et un passage de saint Jérôme impliquent l'existence de quatre autres grades : l’« Époux », Nymphus ; le « Soldat », Miles ; le « Perse », Perses ; le « Messager du Soleil », Heliodromus. Ils semblent également attestés par plusieurs images, avant tout une mosaïque ornant le sol du mithréum de Felicissimus à Ostie, composée de plusieurs sections, chacune dédiée à un grade représenté par des symboles et un objet représentant sa fonction dans le culte. Selon l'interprétation qu'en donnent R. Veymiers, N. Amoroso et L. Bricault :

« La célèbre mosaïque de sol du mithréum de Felicissimus, aménagé au milieu du IIIe siècle dans la cité portuaire d'Ostie, fait apparaître une échelle de sept grades avec leur ordre de progression, leur divinité tutélaire et leur(s) symbole(s). À chaque échelon, un élément renvoie donc à un grade spécifique, le deuxième évoque la planète qui lui est associée, et le troisième peut rappeler le rôle joué par le titulaire du grade en question lors des banquets. Si le « Corbeau » servait la boisson (d'où l'image de la coupe), le « Fiancé » prenait soin de l'éclairage (lampe), le « Soldat » veillait à la boucherie (quartier de bœuf), le « Lion » surveillait la cuisson (pelle à feu) et le « Perse » s'occupait des mets végétaux (faux). Quant au « Messager du Soleil » et au « Père », ils siégeaient tout en haut de l'échelle en lieu et place du Soleil et de Mithra. »

Mosaïques du mithræum de Felicissimus à Ostie représentant les 7 grades.
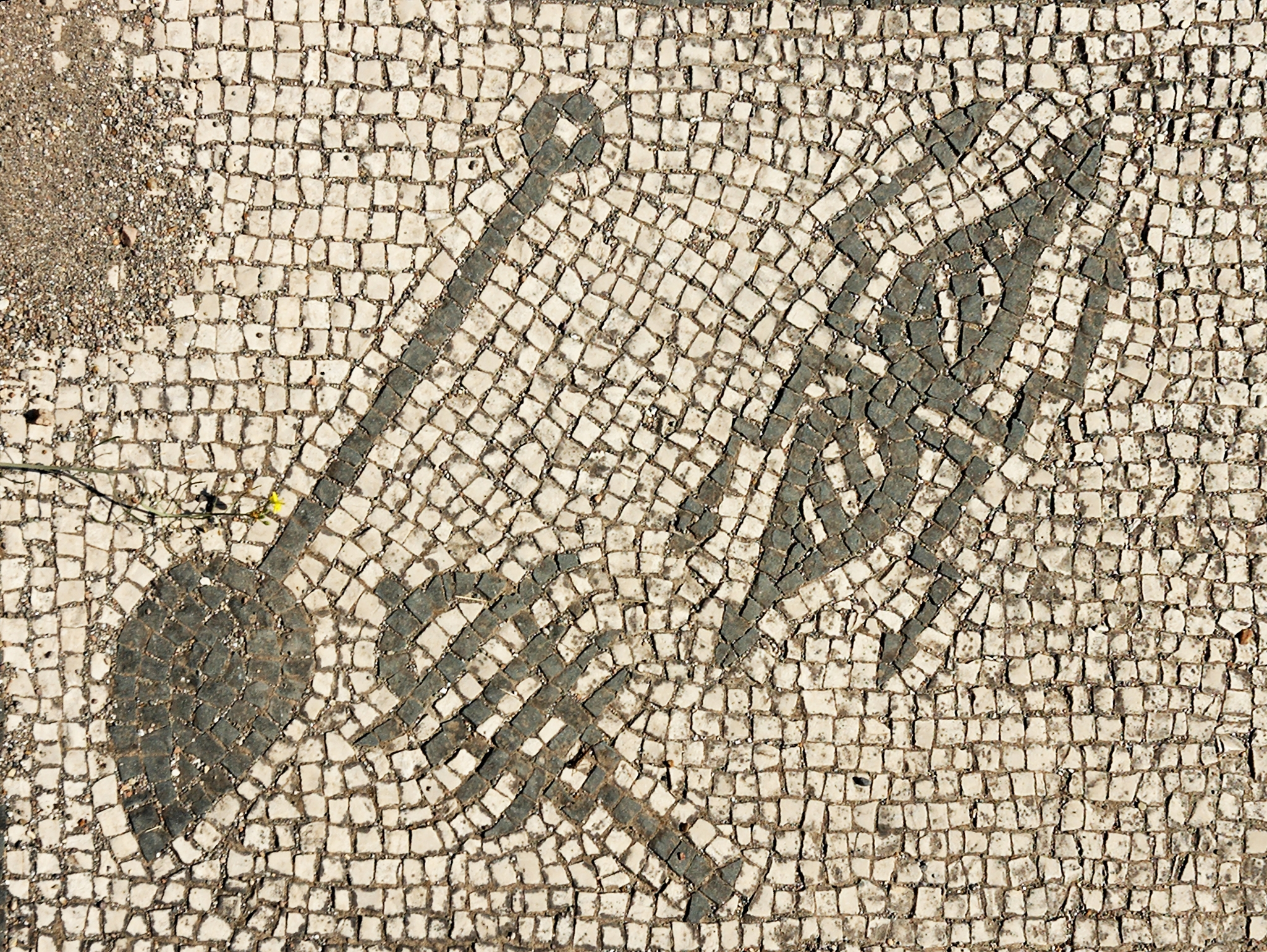
Attributs du 4e grade (Lion), pelle à feu.
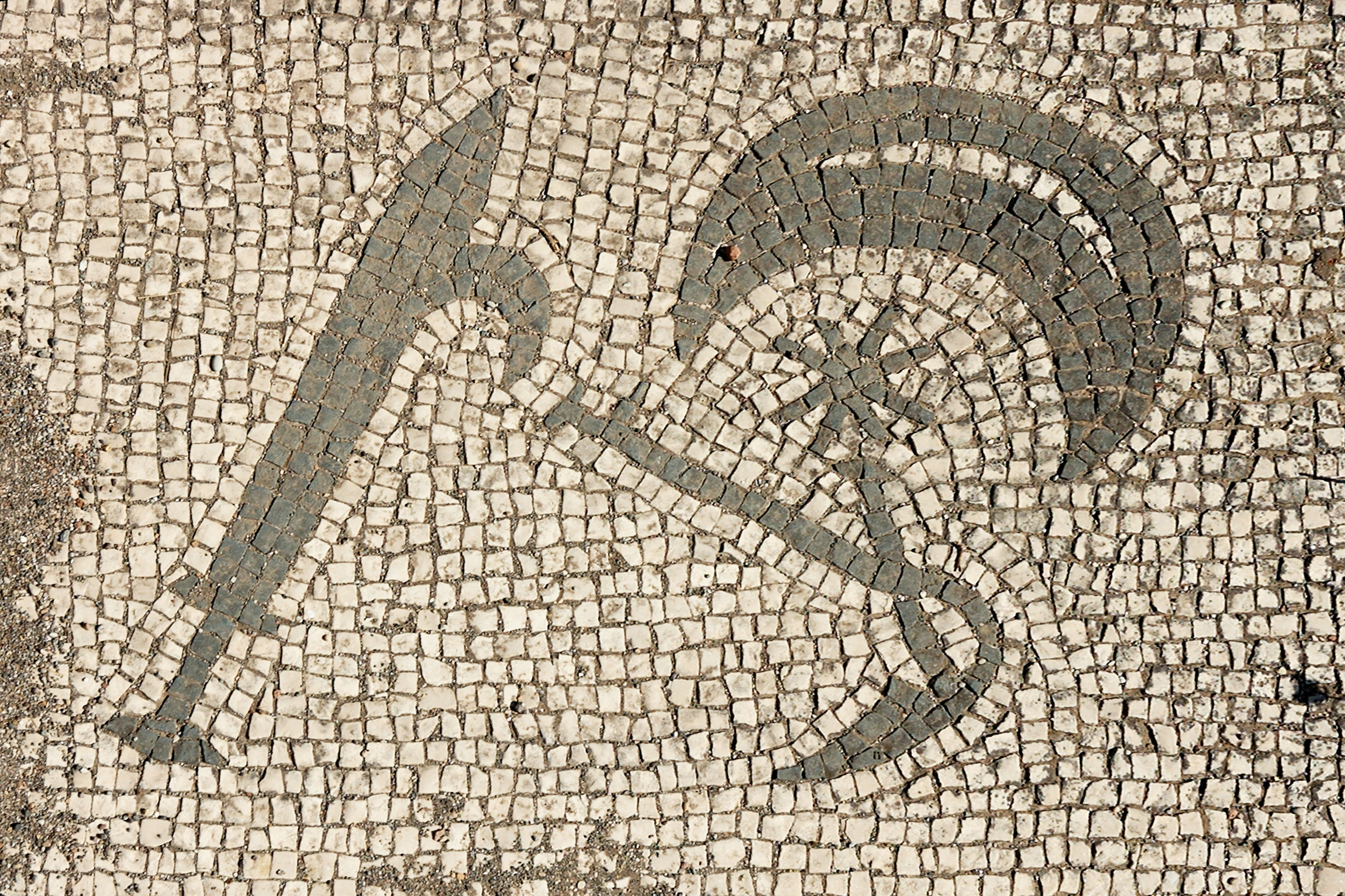
Attributs du 5e grade (Perse) et faux.
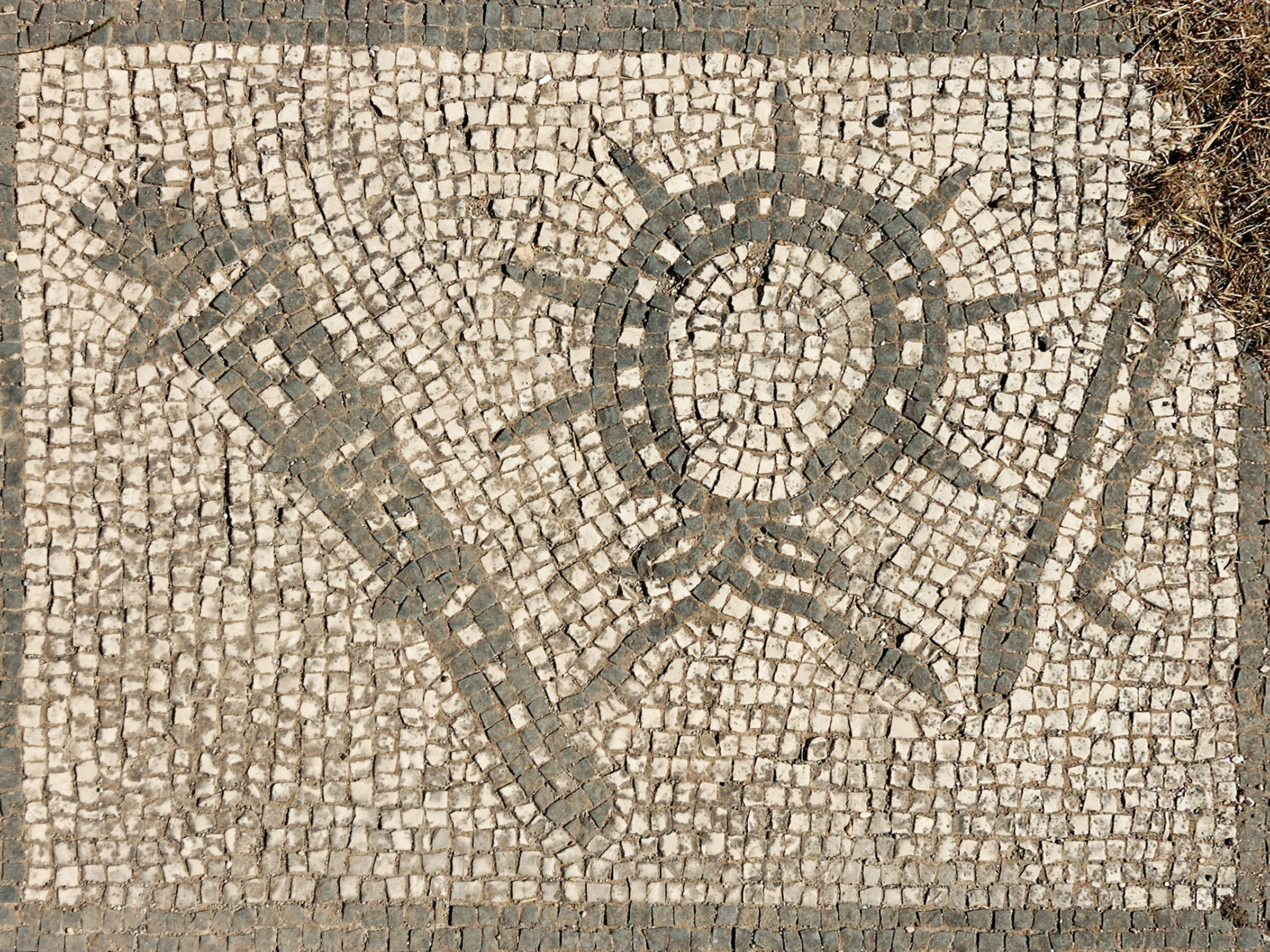
Attributs du 6e grade (Messager du Soleil).
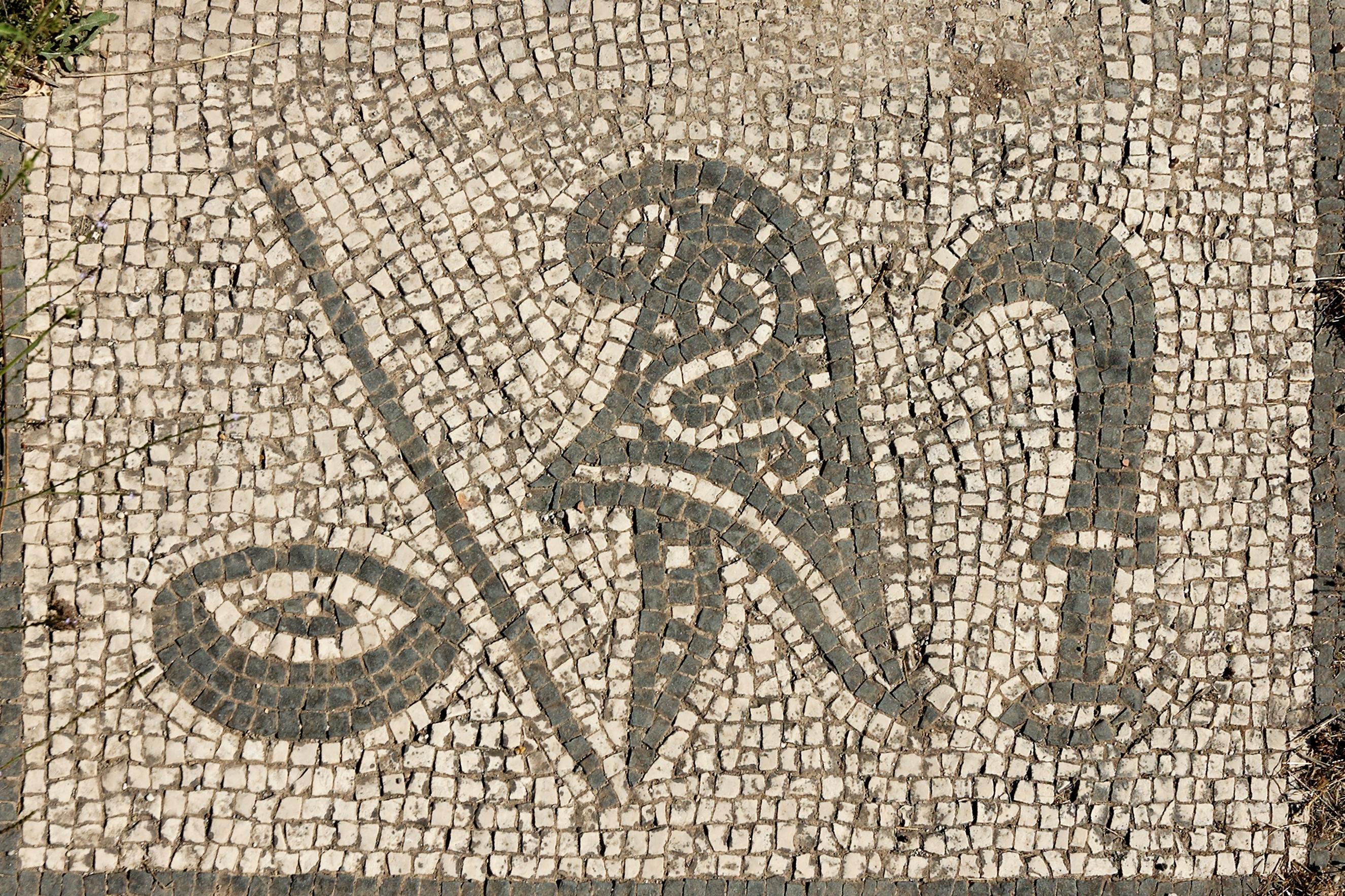
Attributs du 7e grade ("Pater" le père).

La portée de cette division en sept grades est discutée,. Cela semble une innovation tardive, du IIIe siècle, surtout attestée à Rome et à Ostie, également à Doura Europos, donc il ne faut pas forcément la généraliser à l'échelle de toutes les communautés mithriaques. La hiérarchie du culte semble affinée, avec trois premiers grades de serviteurs, trois autres d'initiés de plein titre, et le Père qui reste le chef. Le nombre sept est fort symboliquement, puisqu'il renvoie au nombre de planètes connues à l'époque.

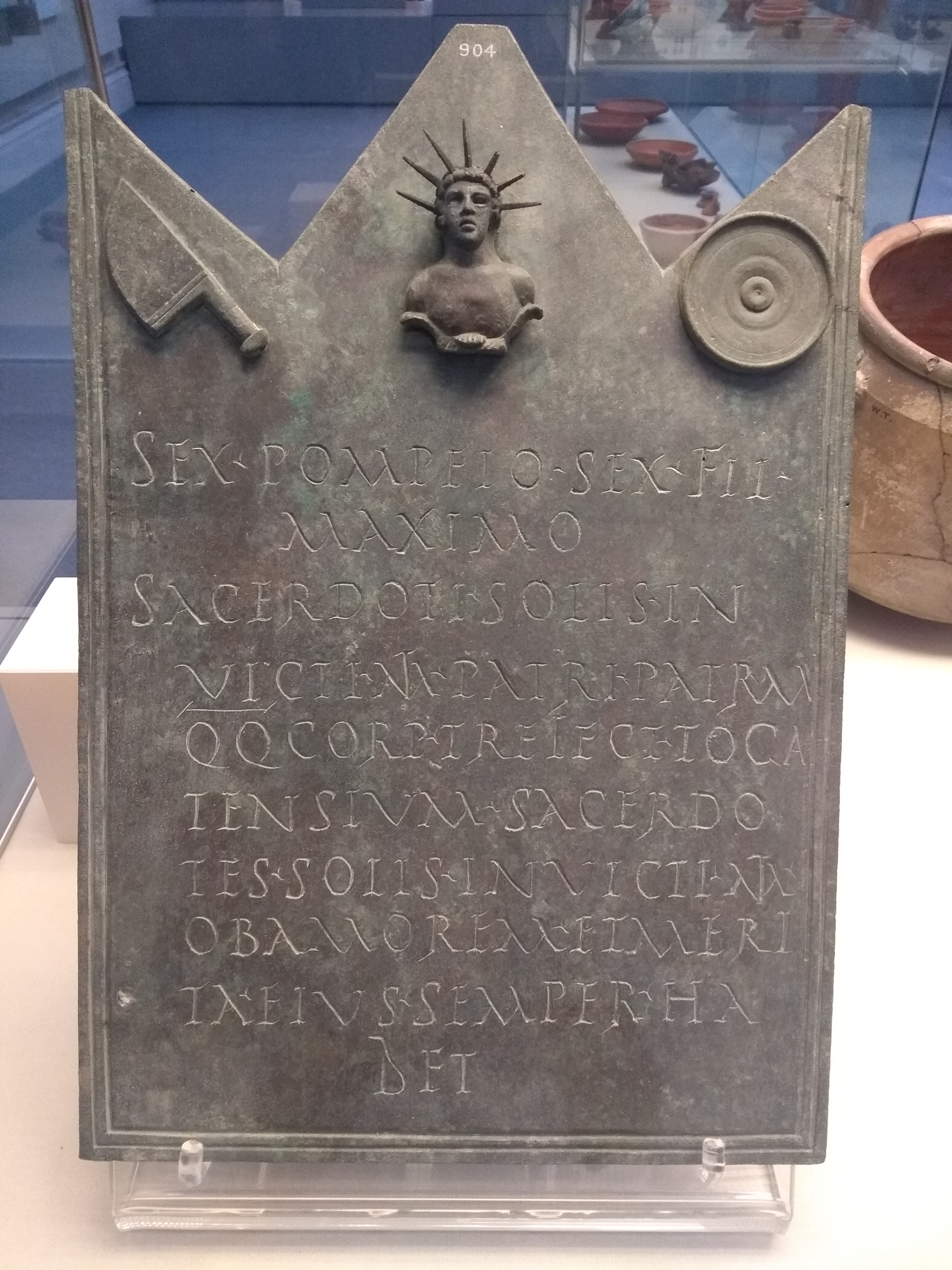
Plaque en bronze, avec inscription et représentation du buste de Sol encadré par un couteau sacrificiel et un vase à libations, vouée par un « Père des Pères » du mithréum Aldobrandini à Ostie, v. 200. Traduction de l'inscription : À Sextus Pompeius Maximus, fils de Sextus, prêtre de Sol invincible Mithra, Père des Pères, quinquennal de la corporation effectuant la traversée des Togatenses. Les prêtres de Sol invincible Mithra, en raison de son affection et de ses mérites. Qu'il les ait toujours !. British Museum.

Le grade de Père est de loin le plus attesté par l'épigraphie (125 occurrences), ce qui renvoie à son rôle plus éminent, celui de gardien du culte, pilier de la communauté. Certaines inscriptions de Rome et d'Ostie distinguent des « Pères des Pères », qui ont manifestement un rôle plus important. Le grade de Lion vient en second en nombre, confirmant son rôle secondaire. Selon M. Clauss les communautés mithriaques sont dirigées par une sorte de « hiérarchie sacerdotale », des « « prêtres » [qui] se devaient de posséder des connaissances dans les domaines de la théologie et de la liturgie, mais aussi très certainement dans ceux de l’astronomie et de l’astrologie. » Une inscription d'Ostie mentionne des « prêtres », sacerdotes de Mithra, dont le rôle exact n'est pas déterminé.

### La question des motivations
Les motivations incitant une personne à devenir un adepte du culte de Mithra parmi les choix proposés par le « marché religieux » romain sont débattues par les historiens. Ils devaient en premier lieu être attirés par le message et les enseignements de ce culte. À tout le moins il s'agit de rechercher la protection du dieu Mithra, qui apparaît à ses adeptes comme une divinité salvatrice, bienveillante et protectrice, et dont le culte fournit en plus des expériences et émotions particulières qui ne se retrouvent pas dans les cultes publics, par le biais des rites initiatiques, des banquets communautaires, de la fraternité entre membres.
De fait, il faut aussi prendre en considération l'intérêt social qu'il peut y avoir à intégrer un groupe, à y participer activement et à grimper dans la hiérarchie des grades. Les dédicaces accompagnant les diverses offrandes effectuées par les membres les plus éminents des groupes imitent les pratiques des élites sociales dans la sphère publique, en faisant des réalisations personnelles, pour une divinité, l'empereur, un patron. En fin de compte les adeptes devaient développer un sentiment d'appartenance à cette communauté, comme l'indique le fait que les sanctuaires mithriaques prennent l'aspect d'une salle de banquet, les rites collectifs renforçant la cohésion du groupe.

## Les rites
Deux types de rituels semblent rythmer la vie des communautés mithriaques : les initiations de nouveaux adeptes, et la célébration de banquets collectifs unissant le groupe.

### Initiations
Les rites d'initiation des adeptes du culte de Mithra sont évoquées par les auteurs chrétiens et philosophes néoplatoniciens, qui semblent impliquer que chaque promotion à un grade s'accompagne d'une épreuve initiatique. Le Pseudo-Nonnos évoque ainsi des « châtiments [qui] consistent à passer par le feu, le froid, la faim et la soif, une longue marche, une traversée en mer, bref, toutes choses de ce genre », des séjours dans le désert ou dans la neige, et d'autres choses invraisemblables, surtout si on prend en considération le fait que les rites se déroulaient dans les mithréums. Tertullien évoque un rite dans lequel l'initié doit refuser une couronne qui lui est présentée, symbolisant son refus des honneurs et son allégeance à Mithra, que l'auteur chrétien voit comme un pastiche de la Passion du Christ.
Les sources iconographiques provenance des mithréums plaident de leur côté plutôt pour un seul rite initiatique lors de l'intégration individuelle d'un nouvel adepte. Des fresques peintes sur les banquettes du mithréum de Santa Maria Capua Vetere, à Capoue, pourraient représenter le déroulement d'une initiation en plusieurs scènes, avec un néophyte nu, un guide vêtu de blanc, et un homme vêtu de rouge identifié comme un Pater, le néophyte ayant les yeux bandés et les mains liées et passant plusieurs épreuves visant à l'intimider. Il est néanmoins impossible de dire si cet exemple isolé est généralisable à l'ensemble des communautés mithriaques. Divers objets mis au jour dans les mithréums, tels une couronne de fer et une épée volontairement sciée à Güglingen, et d'autres armes mises au jour ailleurs pourraient avoir servi durant des rites initiatiques. Il pourrait s'agir d'armes cérémonielles matérialisant la mort fictive du néophyte, avant sa renaissance en tant qu'adepte,.

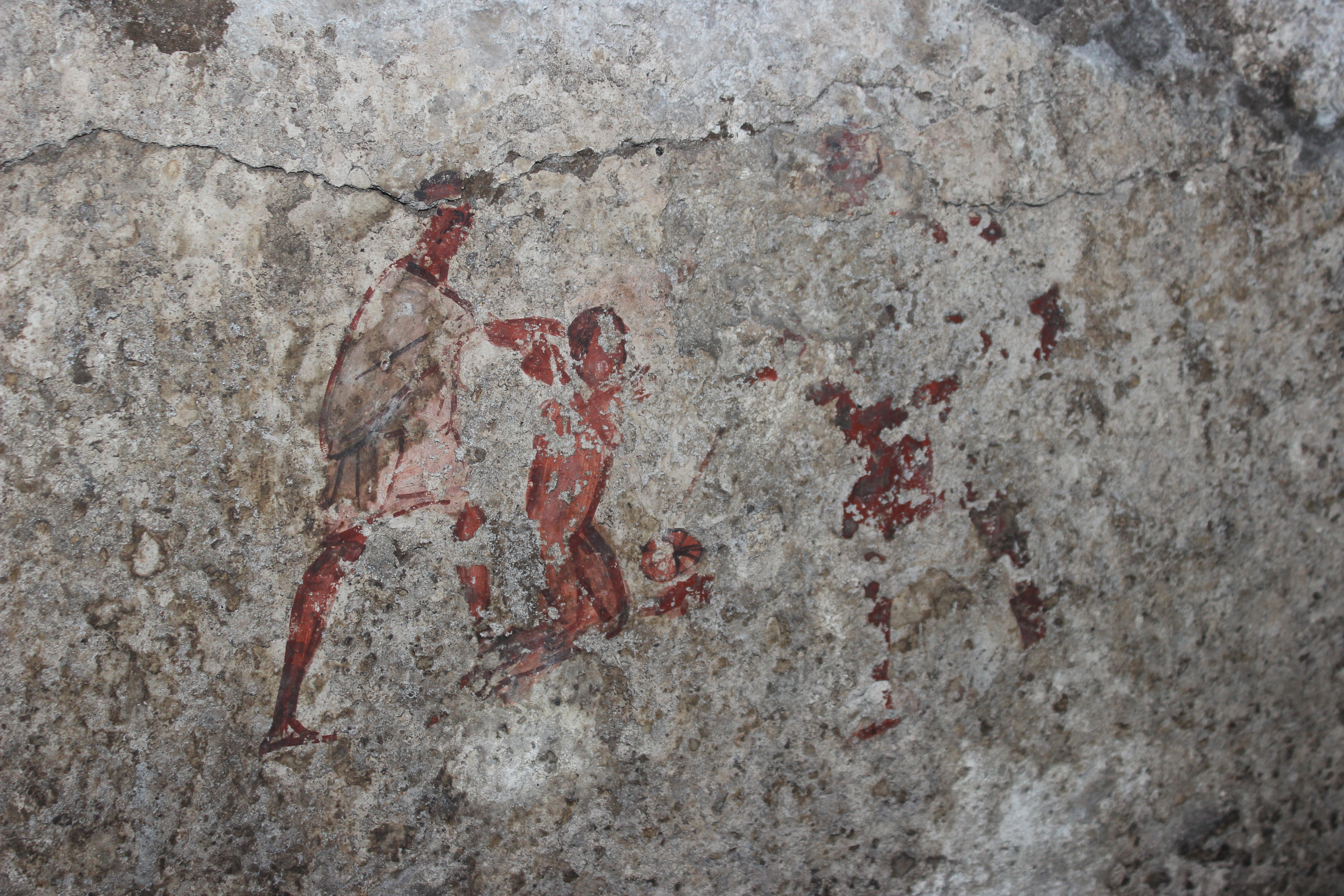
Peinture représentant une scène d'initiation, mithréum de Santa Maria Capua Vetere, deuxième quart du IIIe siècle. Le néophyte est au centre, nu, mains liées et à genoux, maintenu par le guide vêtu de blanc à gauche, et le Pater à droite en rouge, en grande partie effacé.
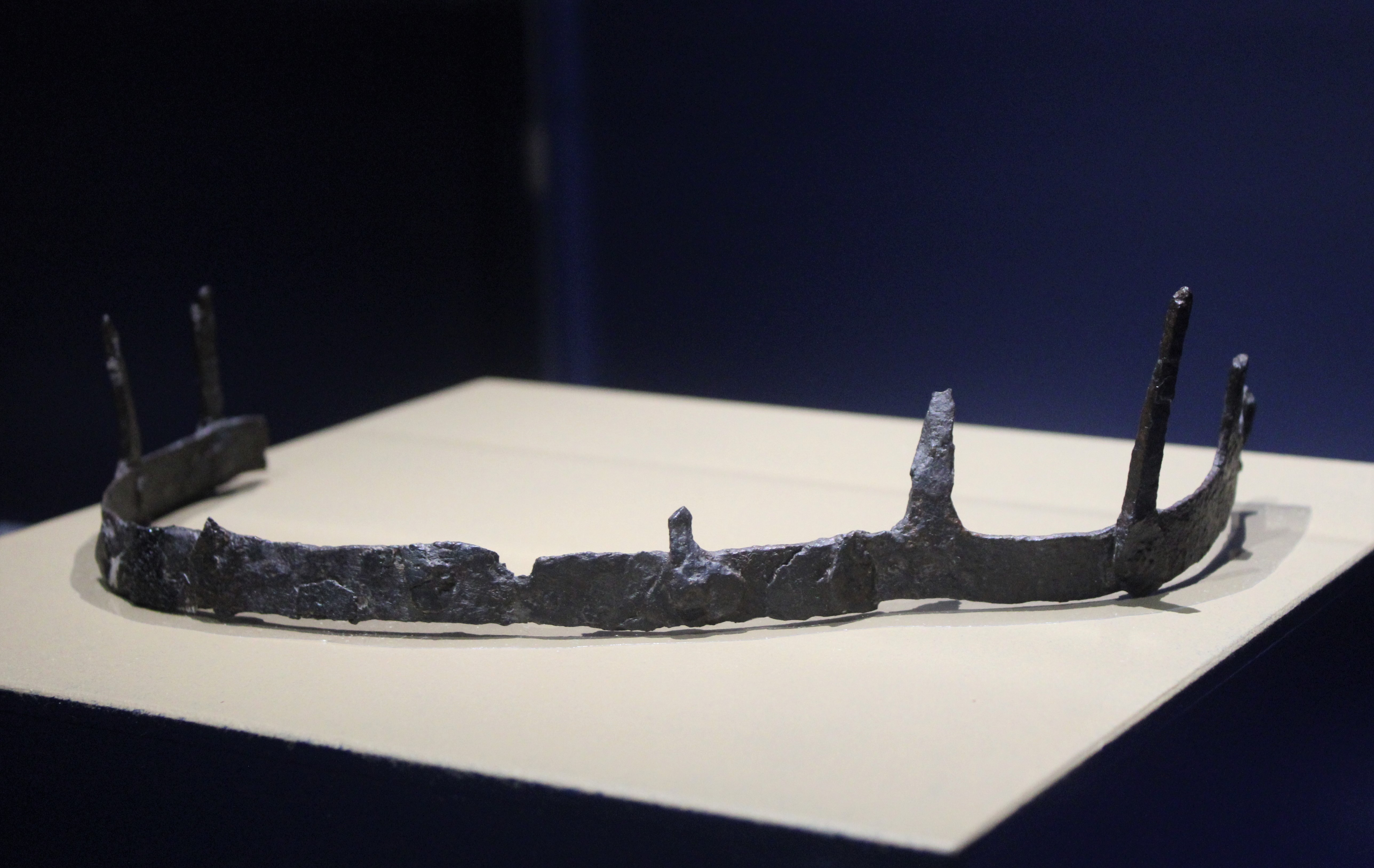
Couronne cérémonielle en fer, IIe – IIIe siècle, mithréum II de Güglingen.
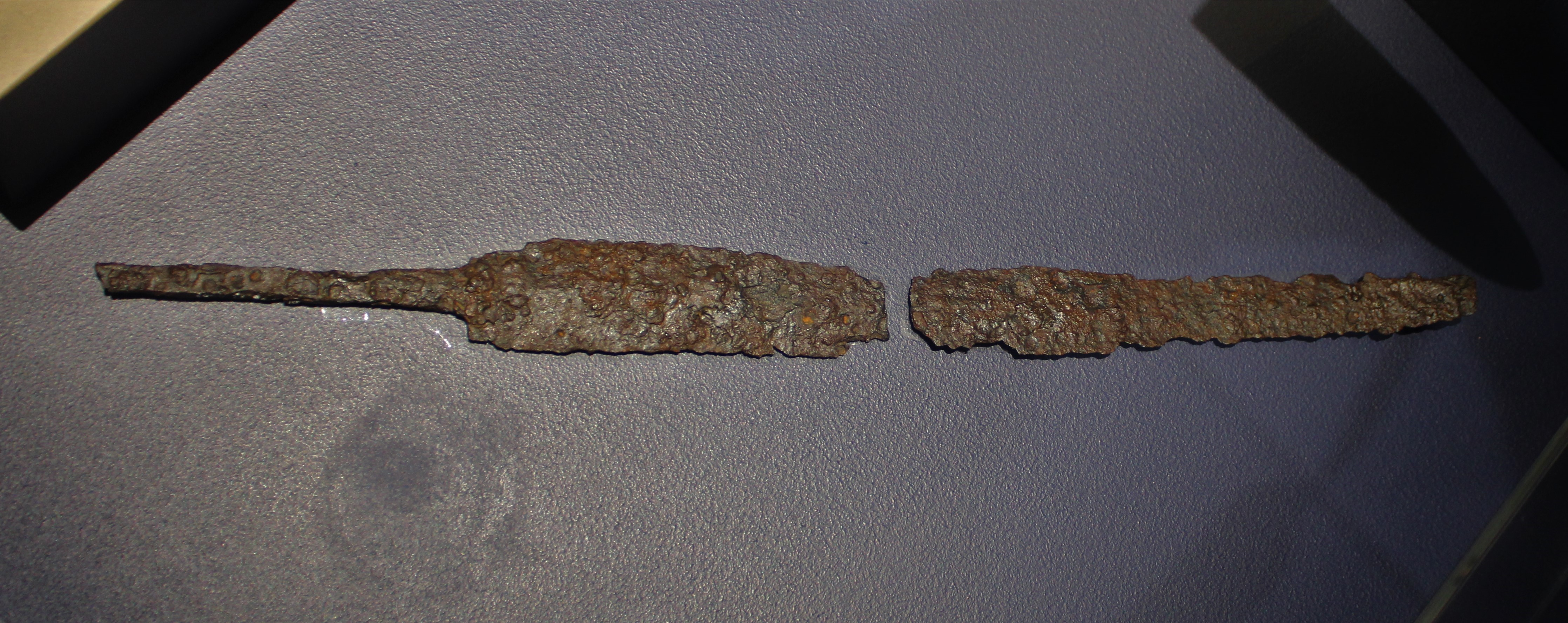
Épée cérémonielle en fer brisée, IIe – IIIe siècle, mithréum II de Güglingen.

### Banquets

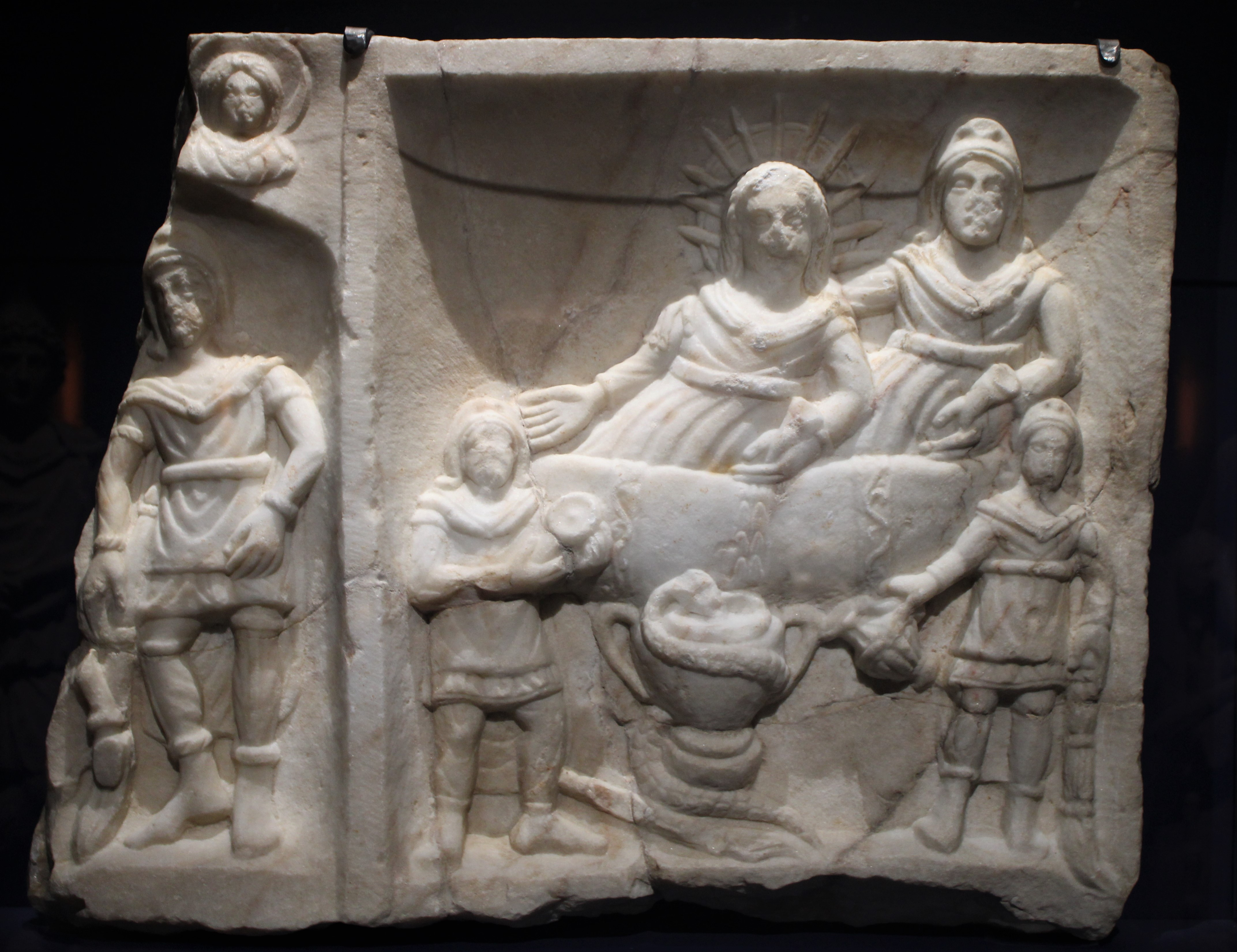
Bas-relief représentant le banquet de Mithra et de Sol,, Tróia, Grândola.

Le rite principal du culte mithriaque semble être un banquet rituel. Cette cérémonie se célèbre dans la partie centrale du mithréum, dans laquelle deux banquettes en parallèle offrent un espace suffisant pour que les fidèles puissent s'étendre, selon la coutume romaine. Le fait que le sanctuaire mithriaque soit centré sur une salle de banquet indique clairement le rôle majeur de ce rite. La présence d'installations culinaires dans les mithréums et l'abondance de la vaisselle qui y a été retrouvée confirment cela. Ce rite commémore probablement le banquet entre Mithra et Sol qui semble conclure le cycle mythologique mithriaque, et est couramment représenté dans les sanctuaires.
Cependant l'imitation du modèle mythologique a des limites, puisqu'aucun reste de taureau n'a été mis au jour dans un mithréum, ce qui indique que l'animal consommé lors du banquet divin ne figurait pas au menu des banquets des communautés mithriaques, peut-être parce qu'il était trop onéreux. De fait, les fouilles archéologiques modernes ont permis de préciser la composition des mets consommés. Concernant les animaux, les volailles (coqs domestiques notamment) semblent privilégiées, de même que les porcins (porcelets). Les bovinés et caprinés sont également attestés, ainsi que du gibier, des poissons. Les mets de qualité semblent privilégiés. Les types de céramique donnent aussi des indications, par des vases à boire (canthares, gobelets), des vases de cuisson (marmites),,.

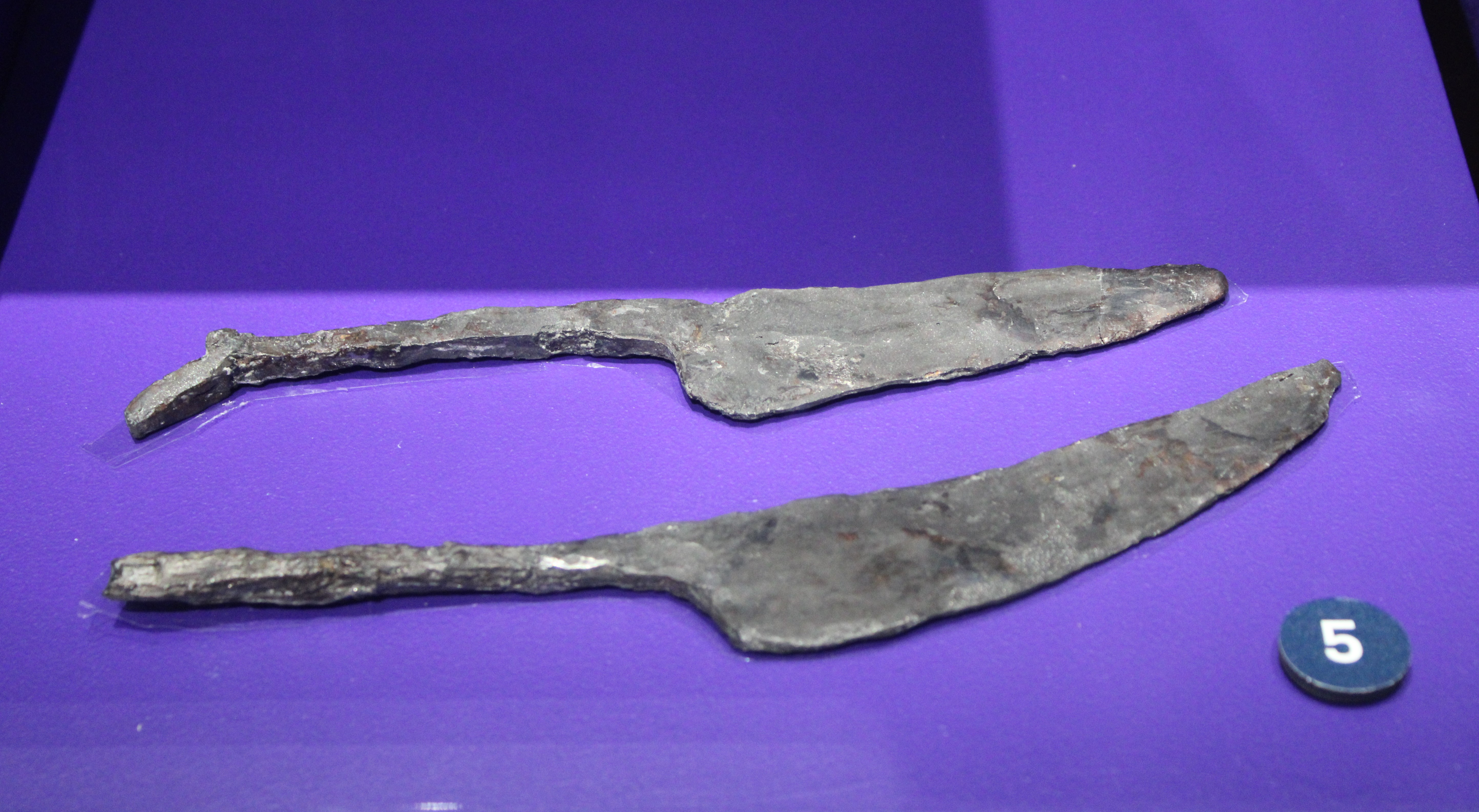
Couteaux sacrificiels, mithréum de Mandelieu-La Napoule, IIIe – IVe siècle. Musée archéologique de Nice-Cimiez.
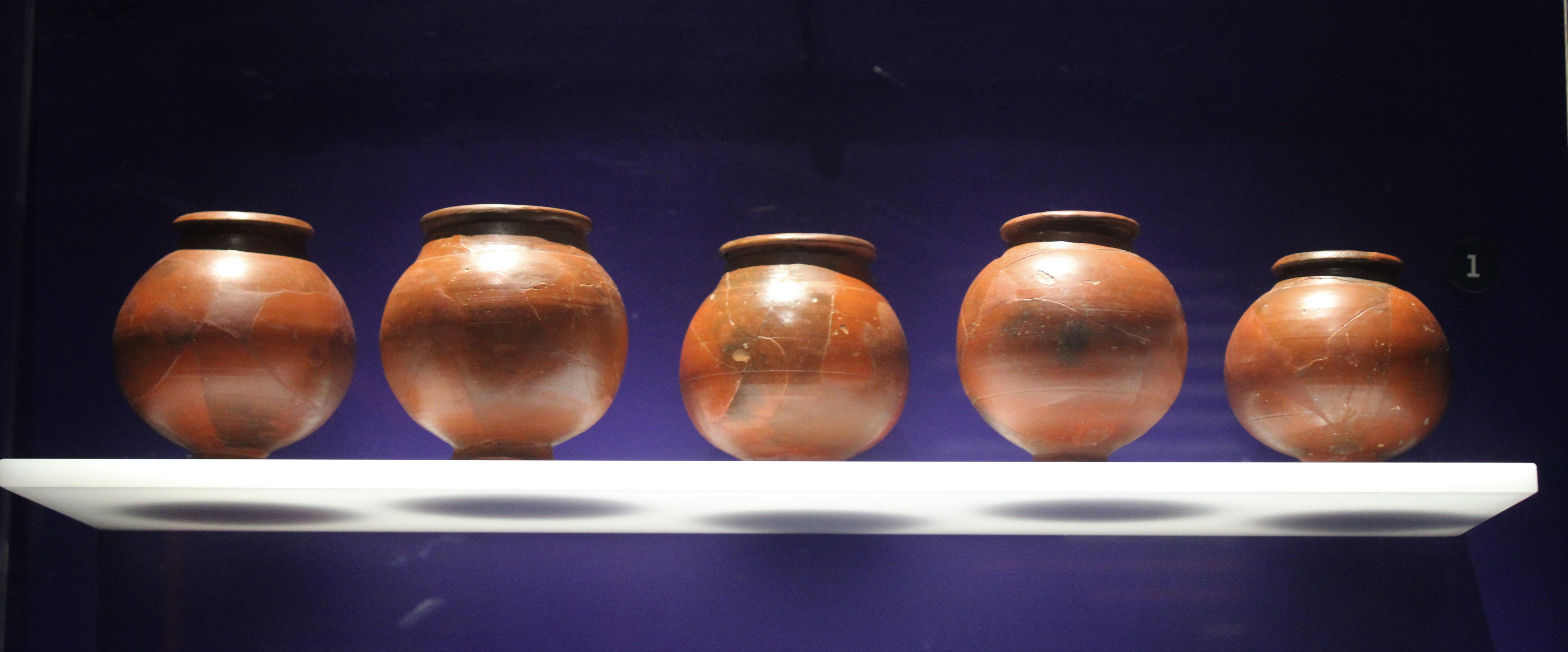
Gobelets, IIe siècle, mithréum II de Güglingen.
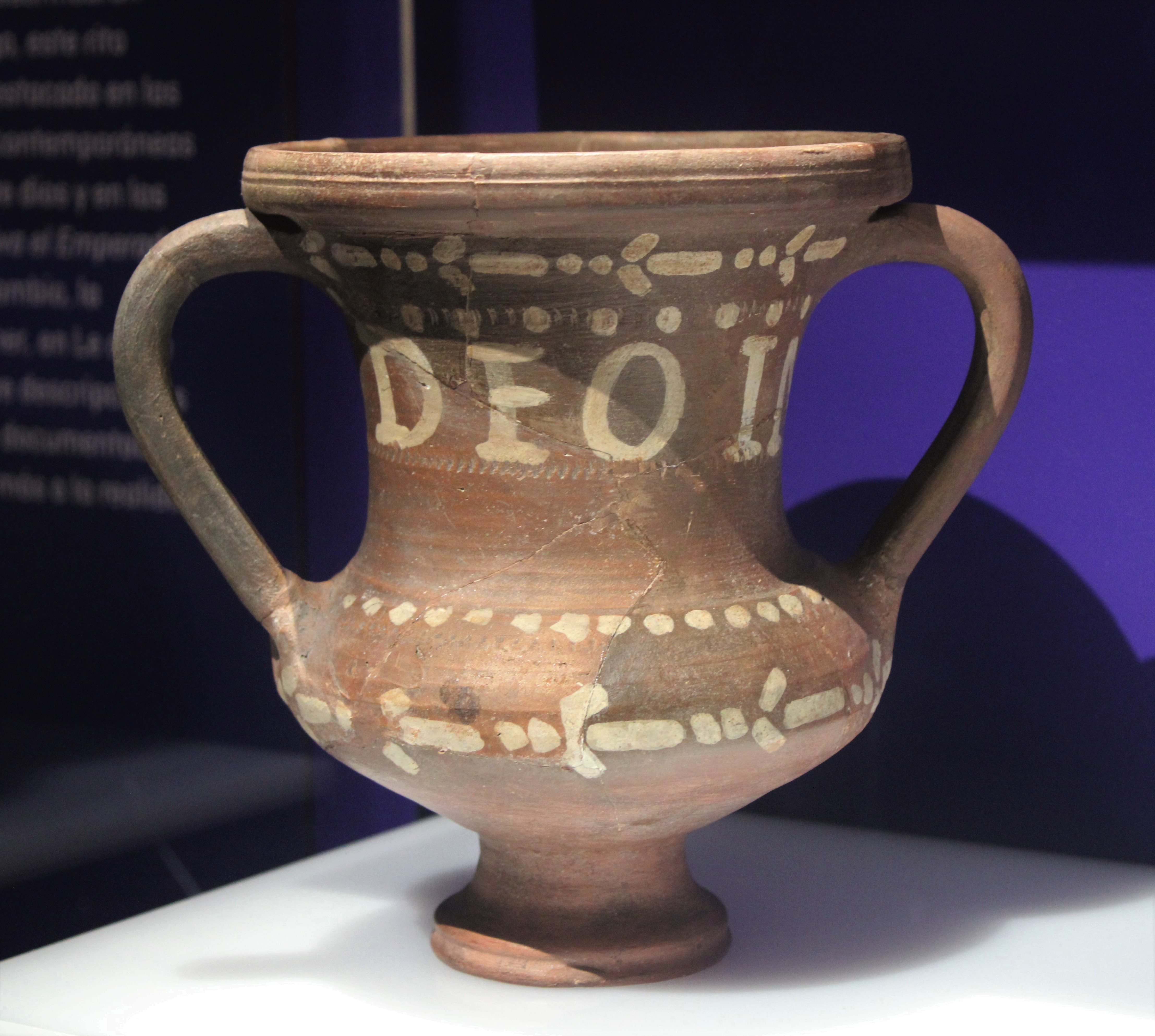
Vase à boire (canthare), avec inscription votive au « Dieu invaincu », Mithra. Trèves, entre 250 et 425. Musée rhénan de Trèves.

### Mises en scène rituelles
Les fouilles archéologiques ont également permis de mieux saisir la mise en scène des rites mithriaques, qu'il s'agisse des initiations ou des banquets, qui se déroulent dans cet espace rituel singulier qu'est le speleum, qui devient « un théâtre où se déployaient des rites communautaires » (L. Bricault et P. Roy). Du point de vue visuel, la présence des images du dieu et de sa geste est probablement ce que perçoivent en premier les adeptes quand ils participent à un rite dans cet espace. Les jeux des couleurs et des reliefs de ces diverses représentations sont pensés pour créer une ambiance particulière, à laquelle contribuent sans doute aussi les vêtements des adeptes. Des lampes à huile ont été mises au jour dans les mithréums. Du point de vue sonore, des chants ont pu être entonnés, mais cela n'est pas documenté. Des cloches ont en revanche été mises au jour dans les mithréums. Du point de vue des odeurs, des brûle-parfums ont été découverts, et des images représentent des brasiers et fumigations. Le feu a un rôle important, que ce soit sur le plan visuel, sonore ou olfactif, en plus d'avoir un rôle symbolique dans le culte de Mithra, les adeptes de grade Lion semblant plus spécifiquement chargés de cet élément. La présence d'autels ajourés dans lesquels une lampe peut être placée afin de créer des effets de lumière participe également de cette scénarisation. Ainsi, « le chatoiement des couleurs qui en résultait dans la pénombre participait également à cette agape que constituait un banquet mithriaque : couleurs, lumière, odeurs (des plats partagés et des parfums brûlés) et hymnes s’associaient pour élever « l’âme » des participants et créer une ambiance permettant de commémorer le repas ayant réuni Sol et Mithra » (A. Dardenay et Y. Dubois).

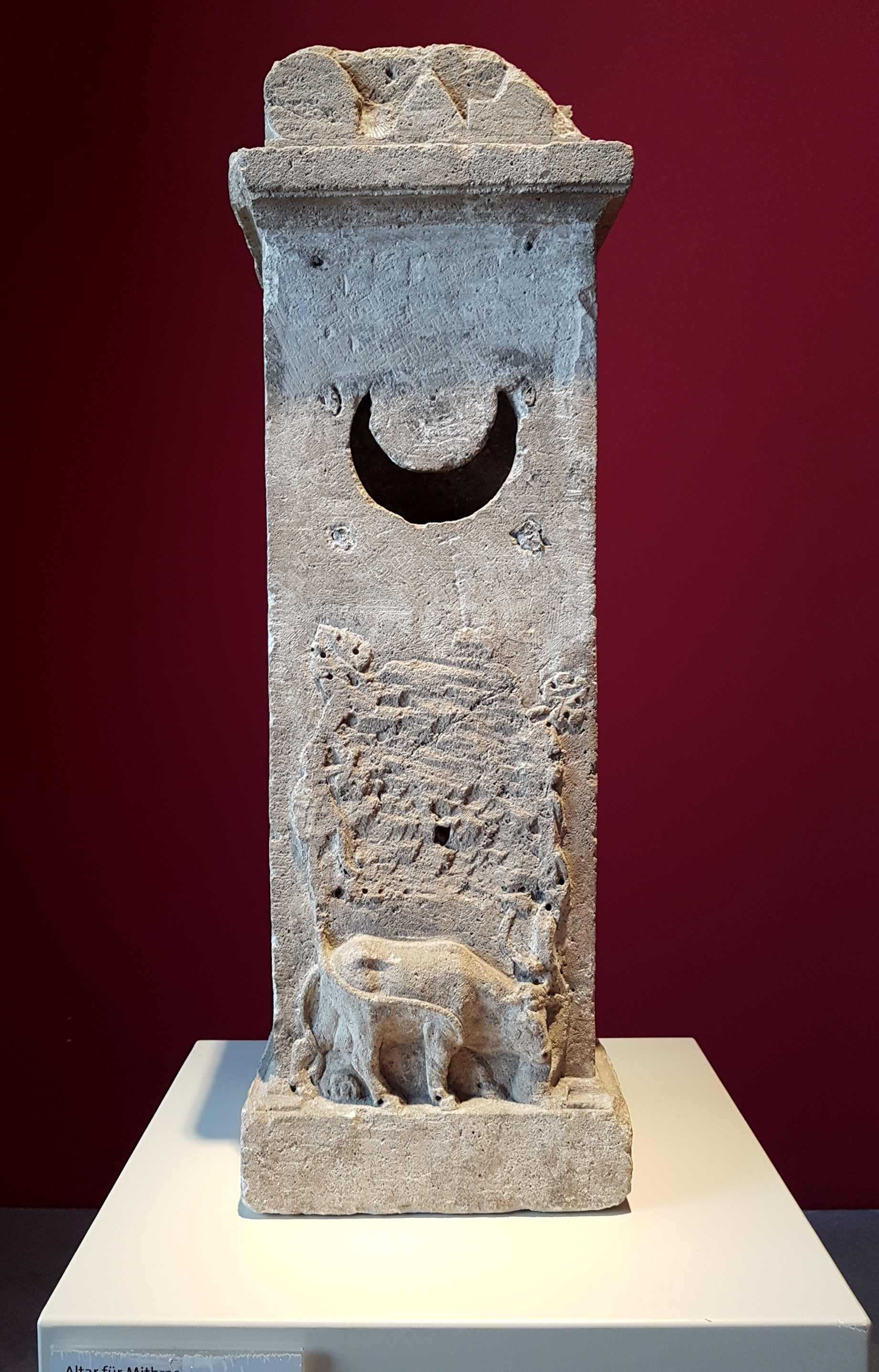
Autel avec ajour en forme de croissant de lune, servant à créer des effets de lumière dans l'obscurité. Bonn, début du IIIe siècle. Rheinisches Landesmuseum Bonn.
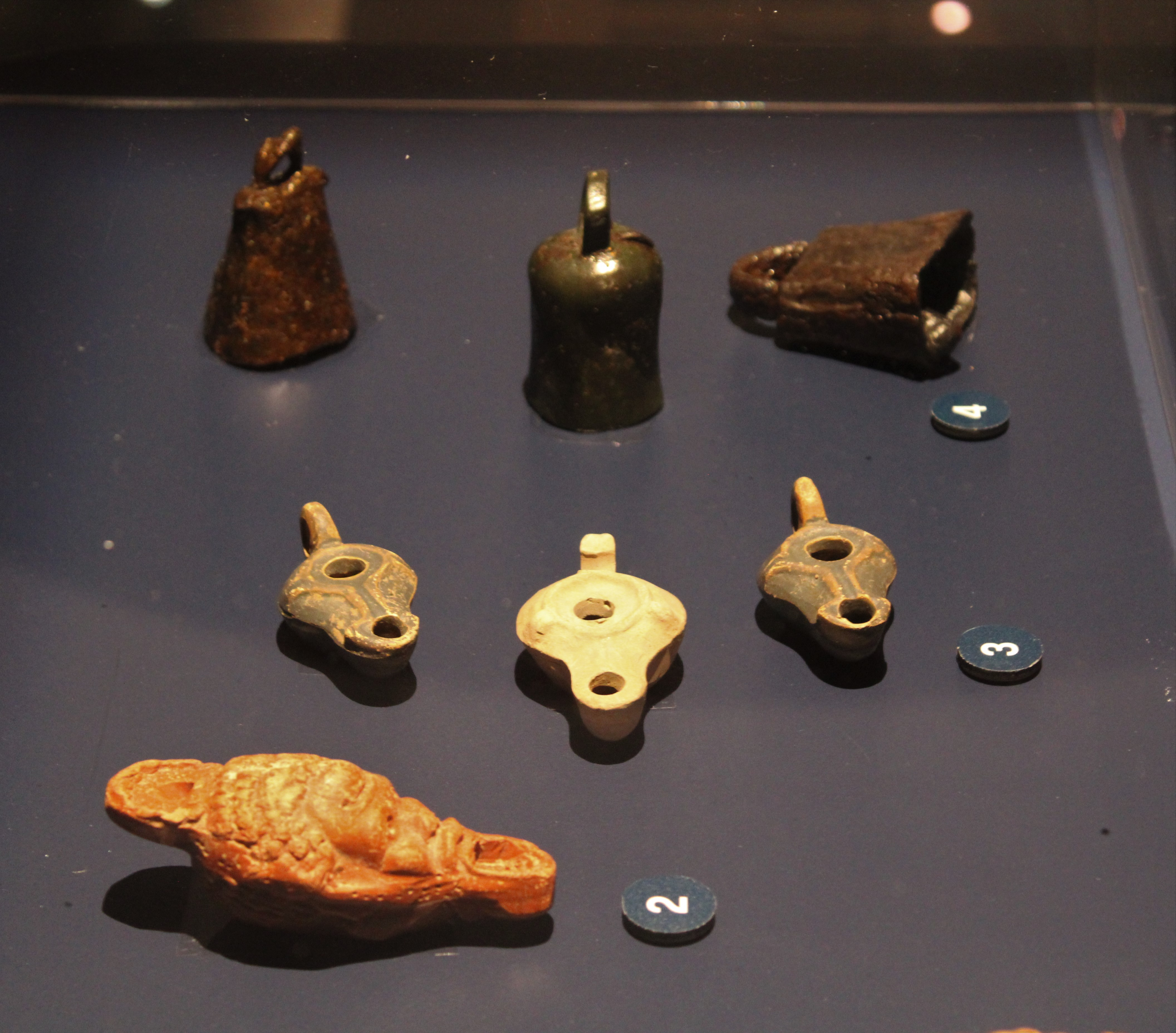
Objets d'ambiance mis au jour dans des mithréums : lampes à huile (Güglingen, Angers) et clochettes en fer (Mandelieu-La Napoule).
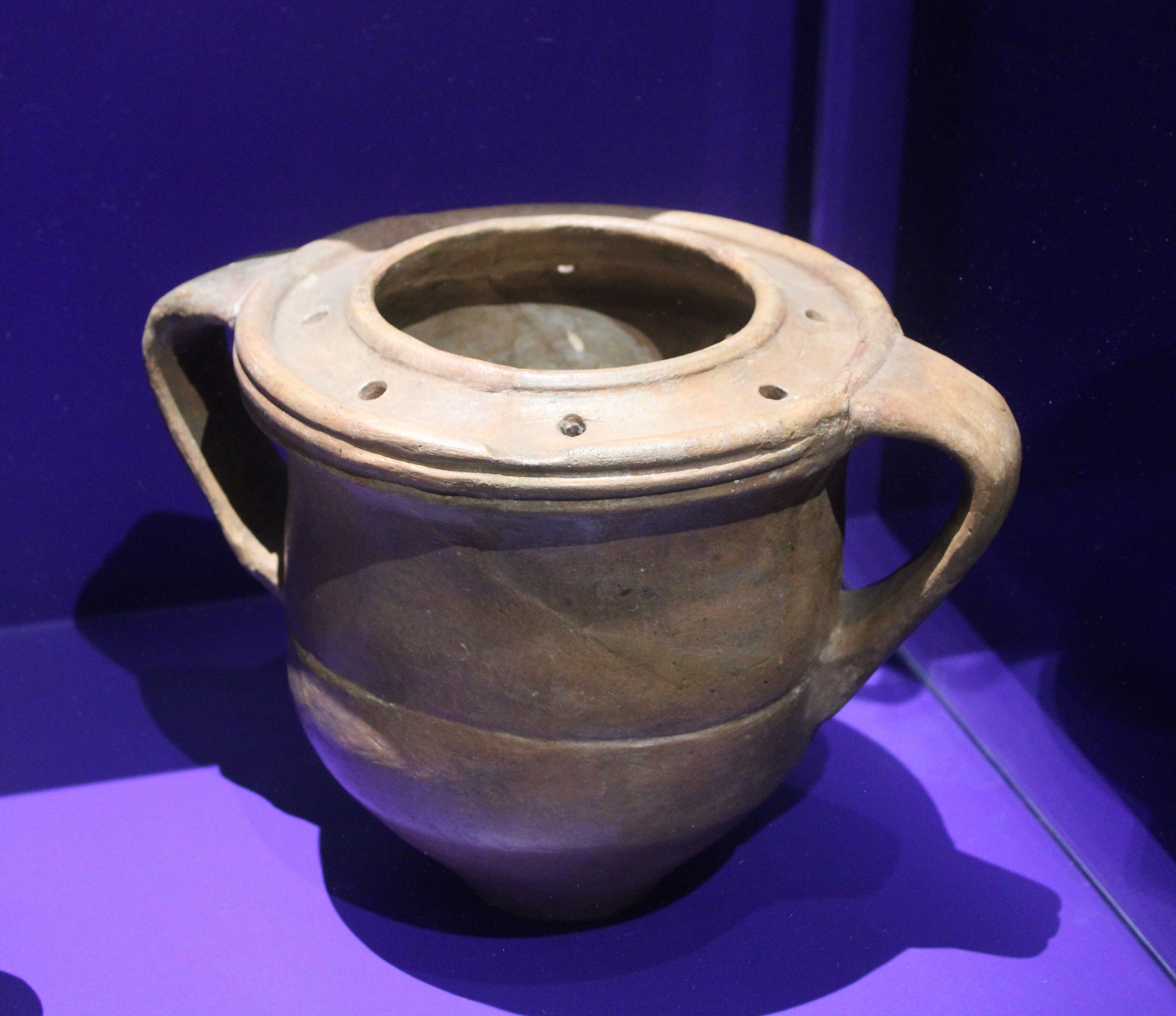
Brûle-parfum, mithréum de Dieburg, IIIe siècle. Museum Schloss Fechenbach.

## Déclin et disparition
La popularité du culte de Mithra semble commencer à s'affaisser durant la crise du IIIe siècle, en particulier à partir de l'époque sévérienne (vers 230-240), quand la classe des entrepreneurs urbains qui formait le socle des communautés mithriaques connaît un déclin. Les épidémies et les troubles militaires semblent aussi être des facteurs à prendre en compte, avant les lois anti-païennes du IVe siècle qui doivent accélérer le déclin. D. Walsh a aussi émis l'hypothèse que le culte de Mithra connaisse une évolution cultuelle, prenant un caractère semi-public qui aurait affaibli la dévotion de ses adeptes, qui auraient été plus impliqués dans le culte initiatique et secret. Quoi qu'il en soit les causes du déclin du culte de Mithra semblent multiples,.
L'archéologie indique que les modalités d'abandons des lieux de culte mithriaques sont variées : certains semblent être détruits de façon accidentelle (incendie) et non reconstruits, certains sont vidés, nettoyés et abandonnés, d'autres conservent leur décor. Dans certains cas les destructions sont postérieures à la fin du lieu de culte, le bâtiment pouvant servir de carrière. La conversion d'un mithréum en église, comme dans le cas de San Clemente à Rome, semble rare. Le fait que les mithréums urbains soient souvent situés dans des salles au sous-sol ou au rez-de-chaussée de grands édifices fait qu'ils ne sont pas concernés par les réaffectations de bâtiments publics. Des indices de destructions de mithréums résultant de violences accomplies par des Chrétiens apparaissent cependant par endroits, quand des images mithriaques sont dégradées et détruites, avant la désacralisation du mithréum (à Sarrebourg, Strasbourg). Mais cela ne veut pas dire que le culte de Mithra a disparu à cause de persécutions.
Les dernières traces du culte mithriaque sont datables de la fin du IVe siècle et du début du Ve siècle, dans le contexte de triomphe du christianisme. Malgré son déclin, le culte mithriaque semble gagner en popularité auprès de l'élite sénatoriale de cette période, faisant de Mithra une figure importante du polythéisme romain tardif. Le sénateur Prétextat (310-384), un des derniers païens à occuper des postes éminents dans l'administration impériale, est un Pater. Quelques mithréums sont encore aménagés à cette période, dont celui de Sidon qui a livré de remarquables sculptures. Mais il s'agit d'ultimes sursauts, qui n'empêchent pas la disparition du culte dans les décennies suivantes.

## Postérité et réceptions

### La question des liens avec le christianisme
Une formule restée célèbre d'Ernest Renan affirmait que « si le christianisme eût été arrêté dans sa croissance par quelque maladie mortelle, le monde eût été mithriaste »,. Franz Cumont affirma quant à lui : « Il sembla un instant que le monde dut devenir mithriaste ».
D'autres ont au contraire mis en avant la faible popularité du mithraïsme et le faible intérêt que lui portaient les auteurs chrétiens, qui ne s'en seraient donc pas inspiré, ou pas beaucoup. Les critiques chrétiennes contre le culte de Mithra semblent du reste surtout dater de la période du triomphe du christianisme, quand les cultes païens disparaissent progressivement, parfois à la suite d'épisodes de violences. Le fait que les repas communautaires soient  pratiqués aussi bien dans le christianisme que le culte de Mithra ne résulte probablement pas d'emprunts dans un sens ou dans l'autre, mais simplement du fait qu'ils découlaient tous les deux d'un modèle culturel gréco-romain bien plus ancien. Un point commun entre les adeptes des deux cultes pourrait être le fait qu'ils pratiquent des rites non publics, sont souvent issus de catégories n'ayant pas une reconnaissance sociale à la hauteur de leur réussite économique. Mais le culte de Mithra n'a pas les aspects subversifs du culte chrétien par rapport à la religion romaine traditionnelle, puisqu'il n'affirme pas que sa vérité est la seule admissible, et il est moins visible et moins répandu que le christianisme. Du point de vue religieux, les points communs entre les deux cultes sont la place occupée par la personnalité de la divinité centrale, la place importante donnée à son mythe comme garantie de l'efficacité des rites, qui se présentent comme une imitation des actes accomplis par cette figure. En revanche les deux cultes s'opposent sur le fait que l'un repose sur une iconographie riche et standardisée diffusée dans ses lieux de culte, alors que l'autre s'appuie sur des textes sacrés. Le christianisme se singularise aussi par son message universel, son ouverture à tous.

### Expositions

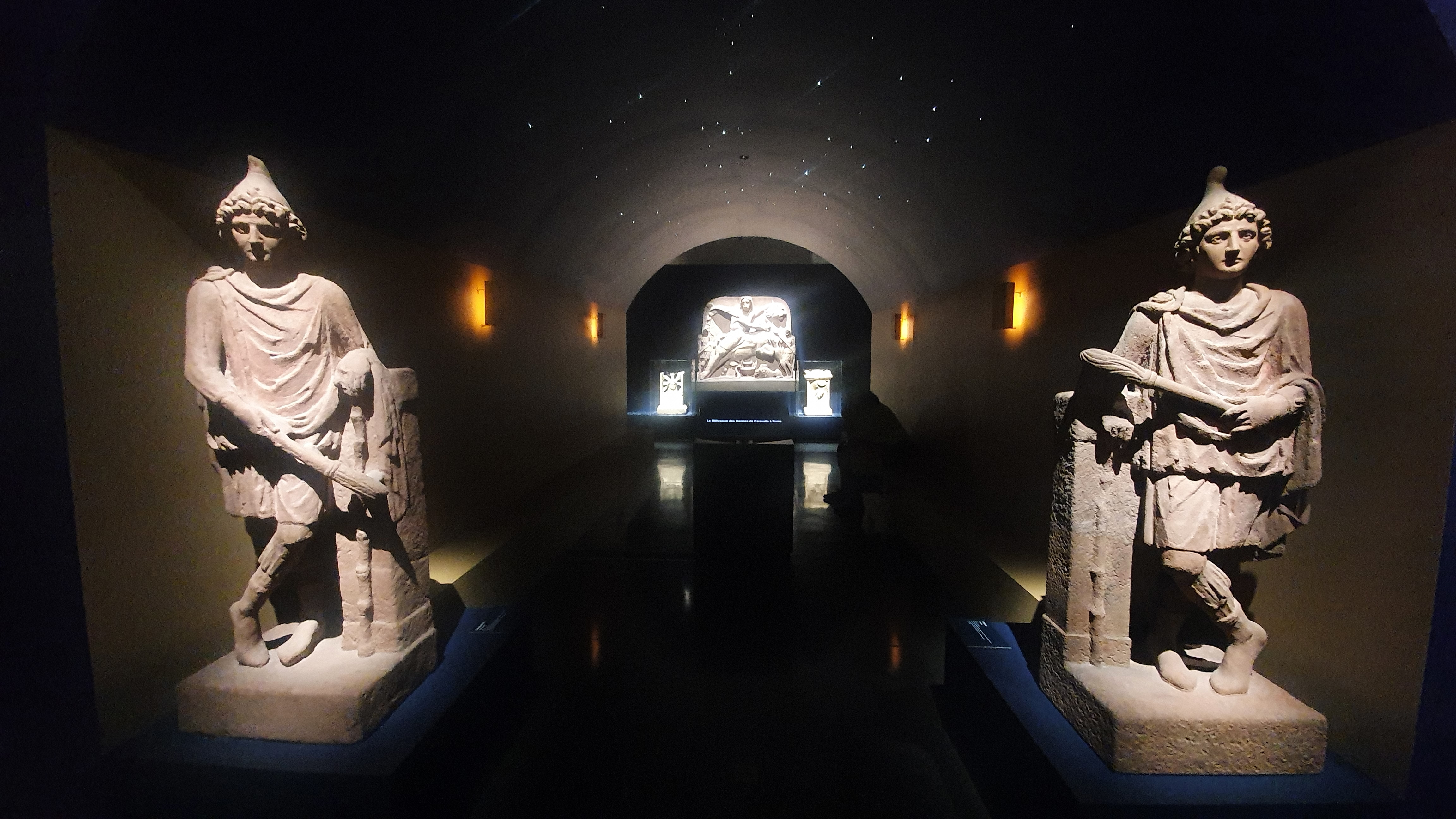
Reconstitution d'un mithréum lors de l'exposition Le Mystère Mithra. Plongée au cœur d'un culte romain au Musée Saint-Raymond

Dans les années 2020, le musée royal de Mariemont, le musée Saint-Raymond de Toulouse et le musée archéologique de Francfort-sur-le-Main organisent conjointement une exposition temporaire itinérante sur le culte de Mithra.
Dans les collections permanentes des musées européens, le musée de Dieburg expose des découvertes dans un mithréum, comme les pièces de céramiques utilisées dans la liturgie ; le musée de Hanau montre la reconstruction d'un mithréum ; le musée de l'Université de Newcastle expose les objets trouvés dans les trois sites archéologiques le long du Mur d'Hadrien, et reconstitue un mithréum ; enfin, Le Musée d'Art de Cincinnati expose une sculpture d'un mithréum de Rome représentant Mithra tuant le taureau.

### Représentations dans la culture
Pour un article plus général, voir Antiquité dans la culture contemporaine.
La représentation du culte de Mithra dans la culture du XXe siècle et du XXIe siècle est fortement influencée par la manière dont ce culte était compris par les archéologues du XIXe siècle, à commencer par Cumont et Renan, même si cette compréhension a été ensuite infirmée par des recherches postérieures. Par exemple, la représentation de la tauroctonie a laissé longtemps penser que le culte comportait le sacrifice d'un taureau ; si cette hypothèse est maintenant écartée en raison d'absence de preuves archéologiques, elle reste présente dans les représentations, telles que le poème A Song to Mithras de Rudyard Kipling (1906), les bandes-dessinées Jour J - Vive l'empereur et Labienus ou le roman Le Cycle de Mithra de Rachel Tanner. L'idée d'un culte répandu chez les légionnaires se retrouve également dans ces œuvres, notamment le roman L'Aigle de la Neuvième Légion de Rosemary Sutcliff (1954), qui a fait l'objet d'adaptations télévisée et cinématographique,,.

### Sources
- Maarten Jozef Vermaseren, Corpus inscriptionum et monumentorum religionis Mithriacae (CIMRM), La Haye, 1956-1969, 2 tomes.

### Articles synthétiques
- (en) Roger Beck, « Mithras », dans Simon Hornblower, Antony Spawforth et Esther Eidinow (dir.), The Oxford Classical Dictionary, Oxford, Oxford University Press, 2012, 4e éd., p. 964-965.
- (en) Roger Beck, « Mithraism », sur Encyclopædia Iranica Online (accessible http://www.iranicaonline.org/), 2002 (consulté le 6 juillet 2022)
- (de) Richard L. Gordon, « Mithras (Μίθρας, Μίθρης) », dans Hubert Cancik et Helmuth Schneider (dir.), Der Neue Pauly, vol. 8 : Mer–Op, Stuttgart et Weimar, J. B. Metzler,‎ 2000, p. 288-291

### Ouvrages
- Laurent Bricault et Philippe Roy, Les cultes de Mithra dans l'Empire romain, Toulouse, Presses universitaires du midi, 2021, 500 p. (ISBN 9782810707508)
- (en) David Walsh, The Cult of Mithras in Late Antiquity, BRILL, 2018 (ISBN 978-90-04-38306-7).
- Robert Turcan, Recherches mithriaques : Quarante ans de questions et d'investigations, Les Belles Lettres, 2016 (ISBN 978-2-251-42063-9).
- (en) Roger Beck, The religion of the Mithras cult in the Roman Empire : Mysteries of the unconquered sun, Oxford University Press, 2010 (ISBN 978-0-19-921613-0, OCLC 695797742).
- (en) Jaime Alvar, Romanising Oriental Gods : Myth, Salvation, and Ethics in the Cults of Cybele, Isis, and Mithras, BRILL, 2008 (ISBN 978-90-04-13293-1).
- Walter Burkert (trad. de l'allemand par Alain-Philippe Segonds), Les cultes à Mystères dans l'Antiquité, Paris, Les Belles Lettres, 2003, 198 p. (ISBN 978-2205045468).
- (en) Manfred Clauss, Roman Cult of Mithras : The God and His Mysteries, Edinburgh University Press, 2000 (ISBN 978-1-4744-6579-3).
- (de) Reinhold Merkelbach, Mithras. Ein persisch-römischer Mysterienkult, 1998.
- Robert Turcan, Mithra et le mithriacisme, Les Belles Lettres, 1993 (ISBN 978-2-251-38023-0).
- (de) Manfred Clauss, Mithras; Kult und Mysterien, München, C.H. Beck, 1990.
- Robert Turcan, Les cultes orientaux dans le monde romain, Belles Lettres, 1989 (ISBN 9782251380018).
- (en) David Ulansey, The Origins of the Mithraic Mysteries : Cosmology and Salvation in the Ancient World, Oxford University Press, 1989 (ISBN 978-0-19-506788-0, lire en ligne).
- Robert Turcan, Mithras Platonicus : Recherches sur l’hellénisation philosophique de Mithra, Brill, 1975 (ISBN 978-90-04-04353-4).

### Catalogues d'expositions
- Margaux Bekas, Pascal Capus et Mathieu Scapin, Le mystère Mithra : Plongée au cœur d'un culte romain (Textes de l'exposition présentée au Musée Saint-Raymond, musée d'Archéologie de Toulouse, du 13 mai au 30 octobre 2022), Musée Saint-Raymond, coll. « Les guides du MSR » (no 4), 2022, 80 p. (ISBN 978-2-909454-49-8)
- Laurent Bricault (éd.), Richard Veymiers (éd.) et Nicolas Amoroso (éd.), Le mystère Mithra : Plongée au cœur d'un culte romain (Catalogue d'exposition 20 novembre 2021 - 17 avril 2022), Musée royal de Mariemont, 2021, 573 p. (ISBN 978-2-930469-85-0)
- Richard Veymiers, Nicolas Amoroso et Laurent Bricault, Le mystère Mithra : Plongée au cœur d'un culte romain, Dijon, Faton, coll. « Archéologia Hors-série » (no 32), 2021